# Cuivrerie Saint-Éloi

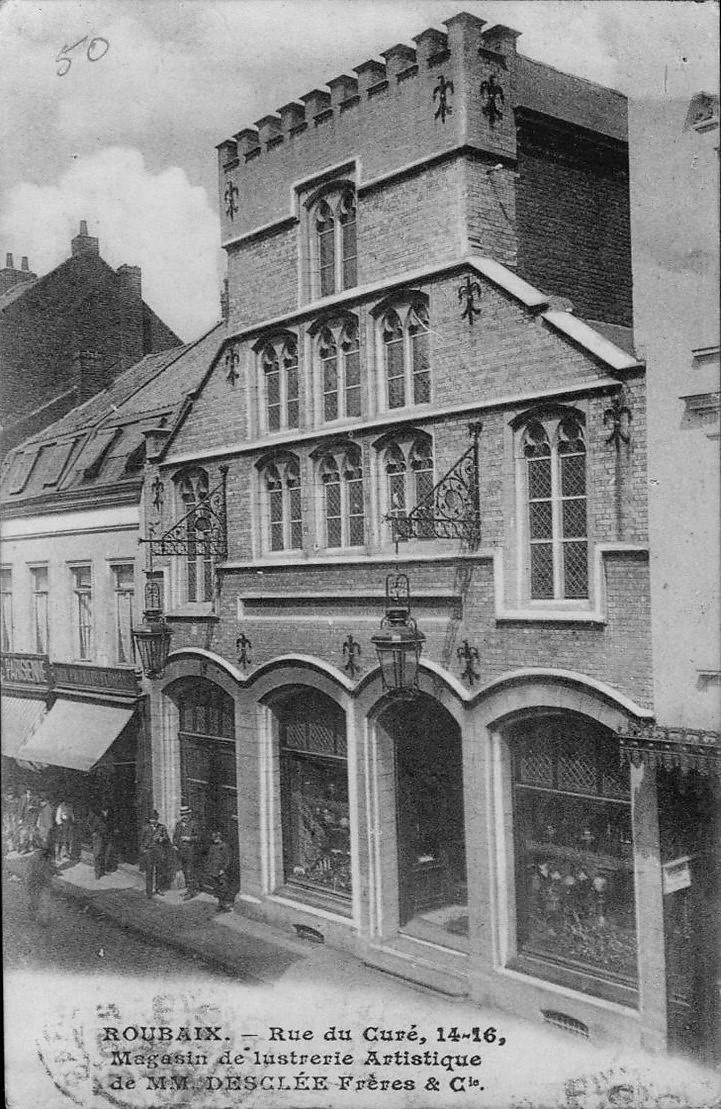
Cuivrerie Saint Eloi, magasin de la rue du Curé à Roubaix

La Cuivrerie Saint Eloi est une ancienne manufacture de Roubaix, fabriquant des objets en cuivre, laiton et bronze et fondée en 1883 par les frères Desclée,,,. Au cours de son histoire, elle a porté plusieurs noms, le premier étant Manufacture d’appareils artistiques d’éclairage Desclée Frères & Cie.
D’abord focalisée sur la production d’appareils d’éclairage, elle édite ensuite des bronzes d'art aux sujets profanes et religieux ainsi que des objets liturgiques,,,,.
Elle disparaît probablement dans la seconde moitié du XXe siècle.

## Historique

### Emplacement et points de vente

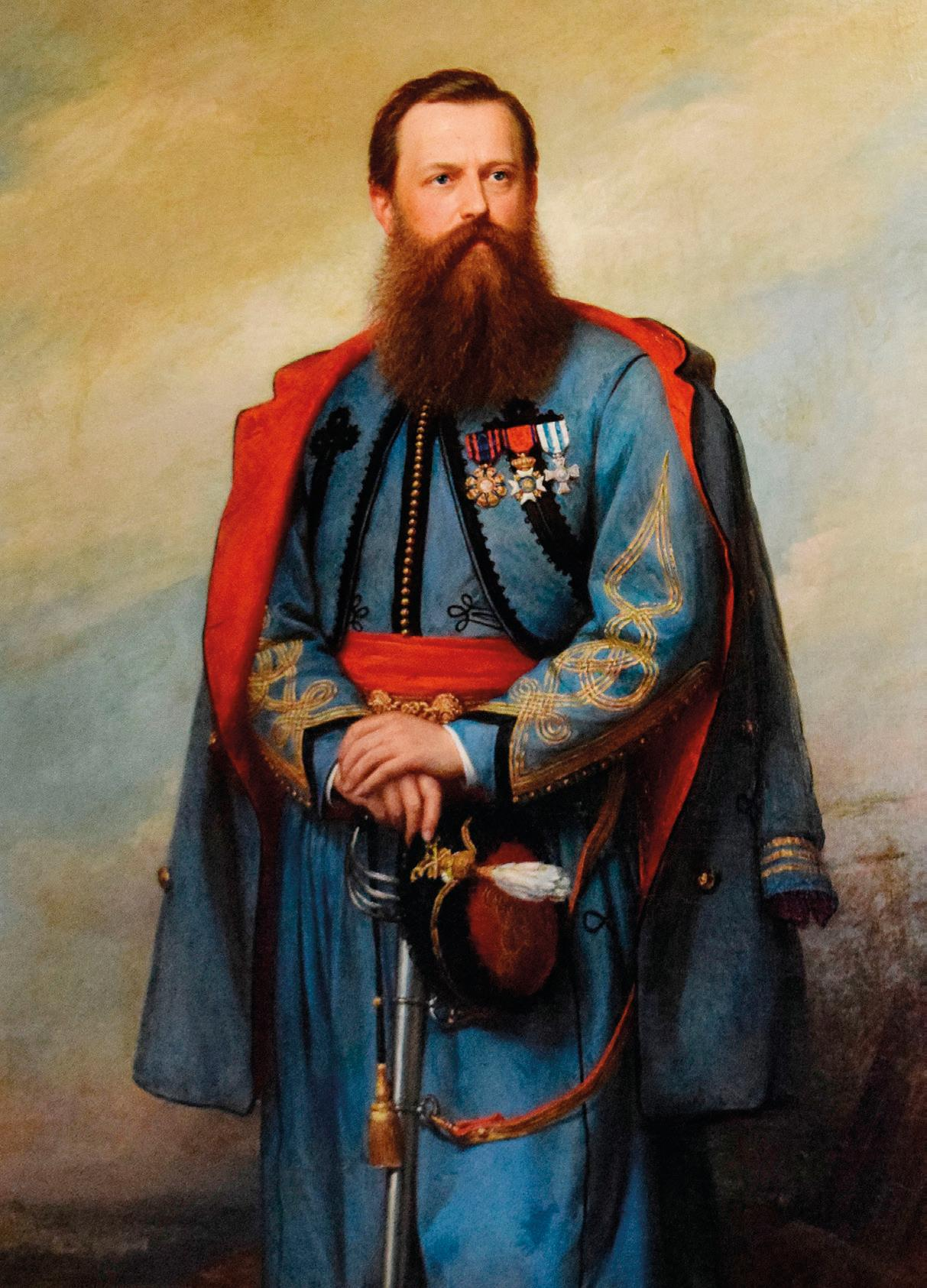
Jules Desclée

La Cuivrerie Saint Eloi est une ancienne manufacture fondée en 1883 par les frères Henri-Jules Desclée et Jules-Louis Desclée,,,,.
Les ateliers étaient localisés rue de Tourcoing à Roubaix,,. Ces derniers formaient une annexe de la société de distribution de gaz d’éclairage de Roubaix fondée en 1834 par leur père Henri-Philippe Desclée,.
Selon Ludovic Nys et Marc Belvaux, le siège social de la cuivrerie était situé à Tournai, 17 rue Saint Jacques mais selon Gilles Maury, le siège social était bien roubaisien. Il est à noter qu'un catalogue ancien indique une "administration" au 58 rue de Tourcoing à Roubaix.
L'entreprise possédait plusieurs points de vente :
- Bruxelles, Parvis Sainte Gudule n°3[9], puis rue de la Montagne n°52
- Gand, rue aux vaches n°16 puis rue des champs n°72
- Louvain, rue de la station n°94
- Bruges, Dyver n°9
- Roubaix, rue du Curé n°14-16 puis rue Jacquard n°47 (au moins à partir de 1926[10])
- Paris, rue de Chateaudun n°10[11] bis puis rue Mabillon n°7[12].

### Des luminaires aux bronzes artistiques et liturgiques
Jusqu’en 1896, elle produit des appareils d’éclairage au gaz puis à l’électricité. Elle porte alors le nom de Manufacture d’appareils artistiques d’éclairage Desclée Frères & Cie.

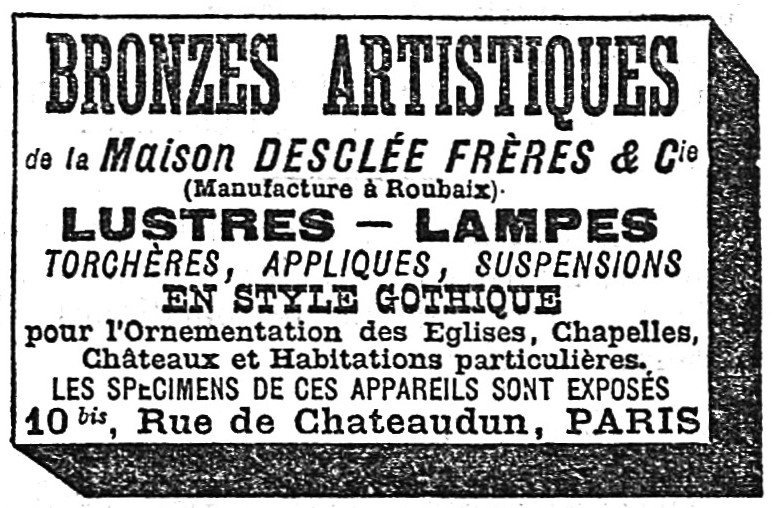
Publicité pour la Cuivrerie Desclée Frères & Cie dans le journal L'Univers du 24 avril 1889

Vers 1890, elle se met à produire des bronzes d’arts et des objets liturgiques. La dénomination évolue et vers 1900, des cartes de visite portent la mention Manufacture de Cuivrerie religieuse, d'appareils artistiques d'éclairage Desclée frères & Cie.
Vers 1913, un feuillet publicitaire désigne l'entreprise comme Manufacture de bronzes d'art - Cuivrerie Saint Eloi - Desclée frères & Cie.

### Collaboration avec Béthune et art néogothique

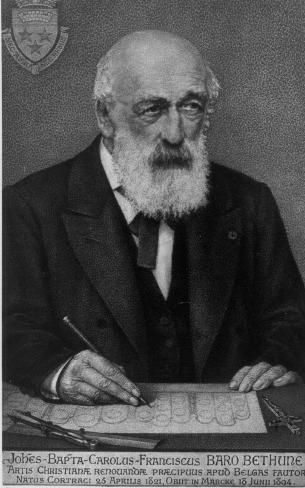
Jean-Baptiste Bethune

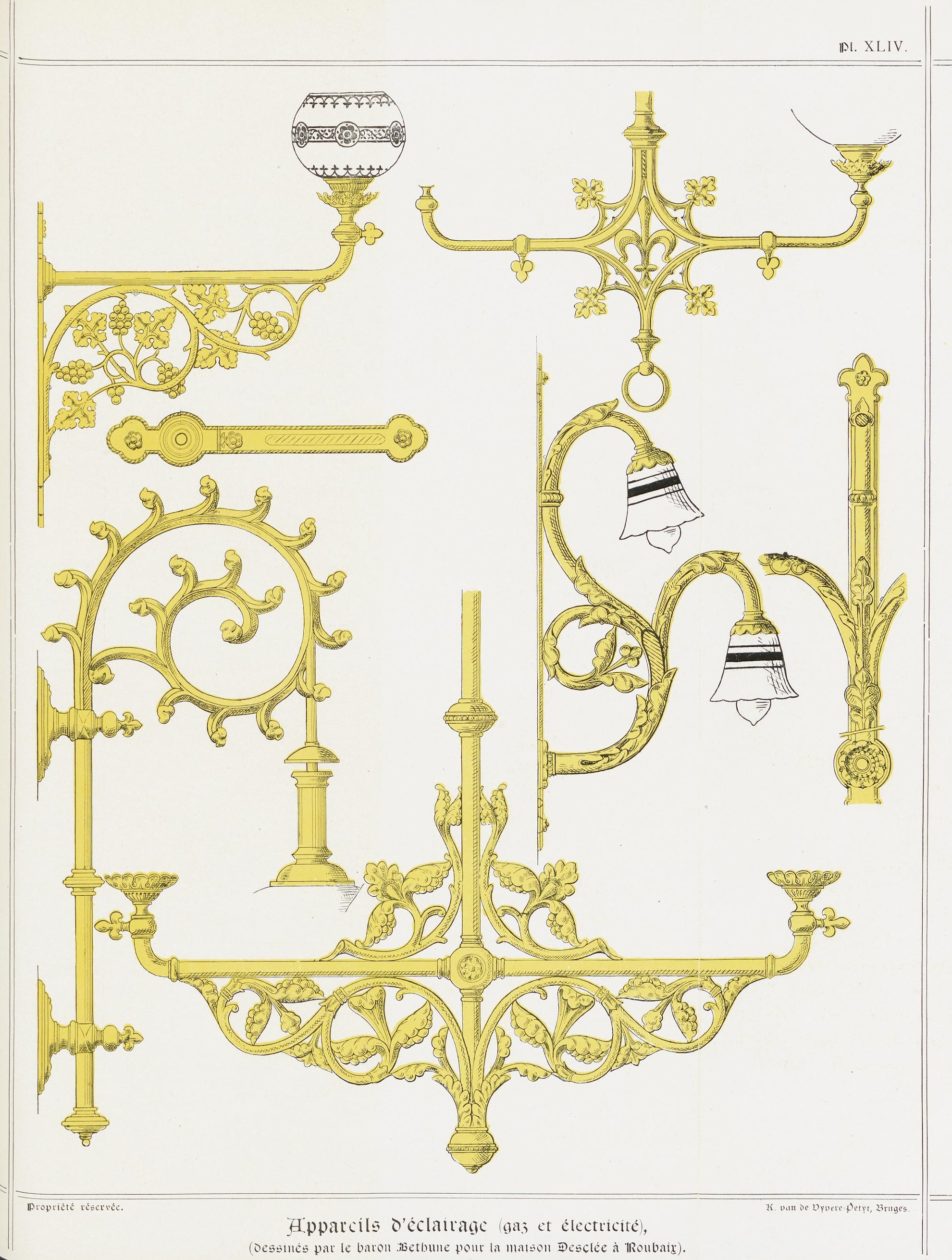
Appareils d'éclairage dessinés par Bethune pour Desclée Frères & Cie

La production est d'abord presque exclusivement néogothique. En effet, la famille Desclée, connue pour son engagement catholique ultramontain, est proche du baron Jean-Baptiste Bethune (1821-1894), architecte, designer et chef de file du néogothique belge. Avec Bethune, les frères Desclée avaient d’ailleurs fondé l’école Saint-Luc de Tournai en 1878. Ils collaboraient régulièrement à la création d’images destinées à l’imprimerie de la Société de Saint-Jean-l’Évangéliste appartenant aux mêmes frères. Enfin, Bethune avait conçu pour le père des Desclée l’abbaye de Maredsous (1872-1876).

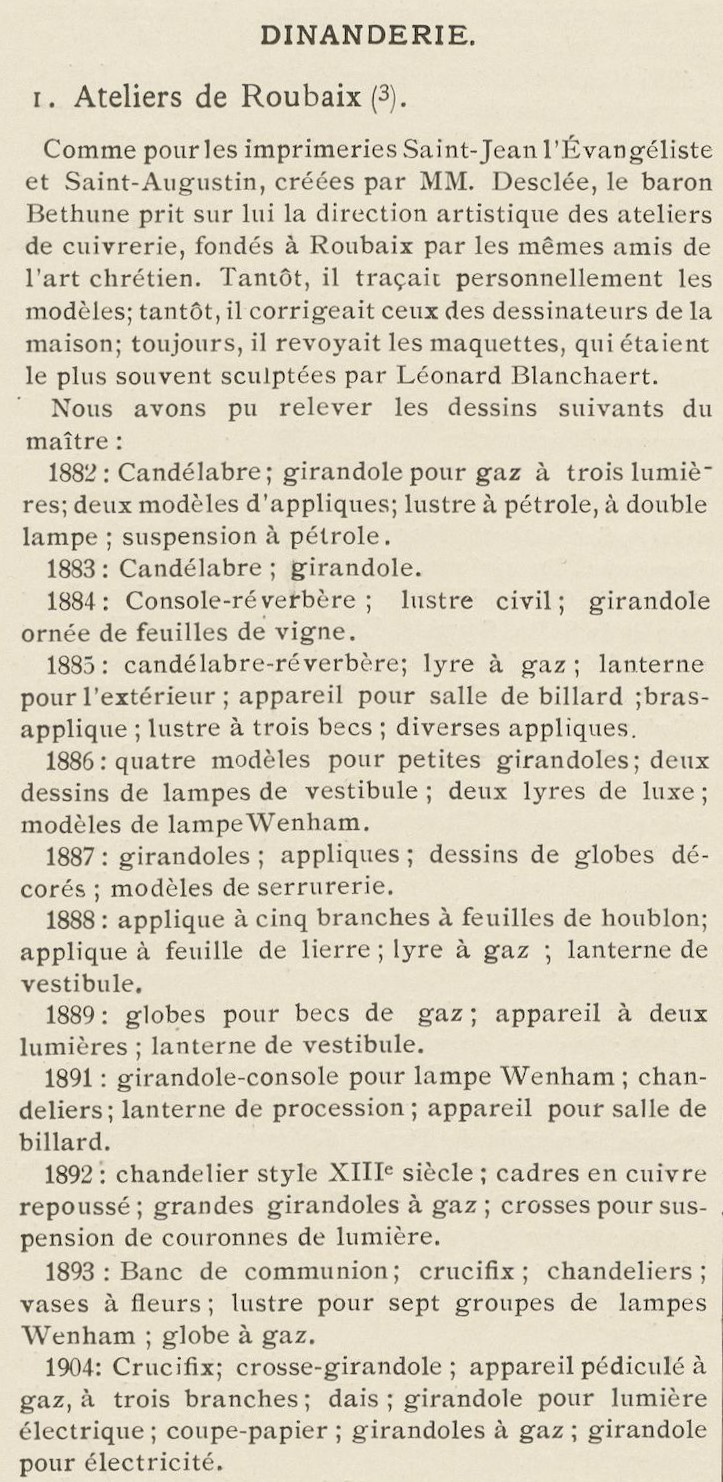
Chronologie du travail de Jean Baptiste Bethune pour la Cuivrerie Desclée Frères & Cie d'après Helbig

Bethune assume bénévolement la charge de directeur artistique et de designer de la cuivrerie,,. Jules Helbig dans sa biographie du baron publiée en 1906 décrit son travail de la manière suivante :

« Tantôt il traçait personnellement les modèles; tantôt, il corrigeait ceux des dessinateurs de la maison; toujours, il revoyait les maquettes, qui étaient le plus souvent sculptées par Léonard Blanchaert. »

Dans le cadre de ces activités, il visite régulièrement l’usine et travaille parfois dans l'urgence.
Avec Louis Cloquet, il conçoit également le magasin de Roubaix, rue du Curé, un bâtiment néogothique à l’allure extérieure de demeure médiévale et dont l’intérieur rappelle une nef d’église. Ce dernier ouvre en 1891.

### Succès aux expositions
Après la mort de Béthune en 1894, un certain Monsieur E. Haverland. prend la direction de la cuivrerie. L'entreprise remporte des médailles d'or aux expositions universelles de Lyon et d'Amsterdam en 1894 et 1895. En 1897, elle participe également à l'Exposition Internationale de Bruxelles. Le jury lui décerne un diplôme d'honneur,.

### Les frères François
A une date indéterminée, probablement vers 1900, les frères François, de leurs prénoms Lucien et Jean-François, deviennent respectivement directeur artistique et chef de fabrication. Il est à noter que Lucien avait auparavant suivi la formation artistique des écoles Saint-Luc.
Les deux frères continuent dans le style néogothique belge cher à Bethune mais mettent davantage en avant leur volonté de participer à la renaissance de l'ancienne dinanderie belge ainsi que la qualité de leur production.
En 1903, l'entreprise voit la gamme de ses produits s'enrichir grâce à la récupération des dessins et des modèles dessinés par Bethune pour la société Bourdon-De Bruyne de Gand,. Cette dernière cesse de fabriquer des luminaires et des objets liturgiques.
Bien installée et jouissant désormais d'une bonne réputation, la cuivrerie voit les commandes majeures affluer. Dans les années 1910, elle travaille à la création de deux autels importants pour la cathédrale Notre-Dame-de-la-Treille de Lille et en 1913, elle participe à l'Exposition Universelle de Gand en exposant ses produits et son savoir faire. Les commandes s'enchaînent ensuite dans le Nord de la France et ce jusqu'à la fin des années 1930. Seule ombre au tableau, Jean-François décède en 1929.

### La fin
L'entreprise disparaît à une date inconnue. Les livres et articles consacrés à la cuivrerie Saint Eloi n'abordent pas le sujet, probablement par manque d'informations. Néanmoins, des publicités pour la cuivrerie paraissent régulièrement dans le journal La semaine religieuse du diocèse de Cambrai jusqu'en 1940. Gilles Maury estime également que le magasin de Roubaix, rue du Curé, est détruit dans les années 1950-1960.

## Œuvres

### Généralités
La manufacture produit des appareils d’éclairages (appliques, lustres, chandeliers…), des bronzes artistiques et liturgiques (thabors, croix et chandeliers d’autel, portes de tabernacle, lutrins…) presque tous de style néogothique. L'esthétique des œuvres hérite du néogothique anglais de Pugin dont Jean Baptiste Bethune était admirateur.
La cuivrerie commercialise également pour garnir ses luminaires de globes en verre. Ceux-ci sont dessinés, comme une grande partie des œuvres, par Bethune.
Bien que les produits soient vendus sur catalogue, la maison fabrique couramment sur mesure pour les projets exceptionnels.

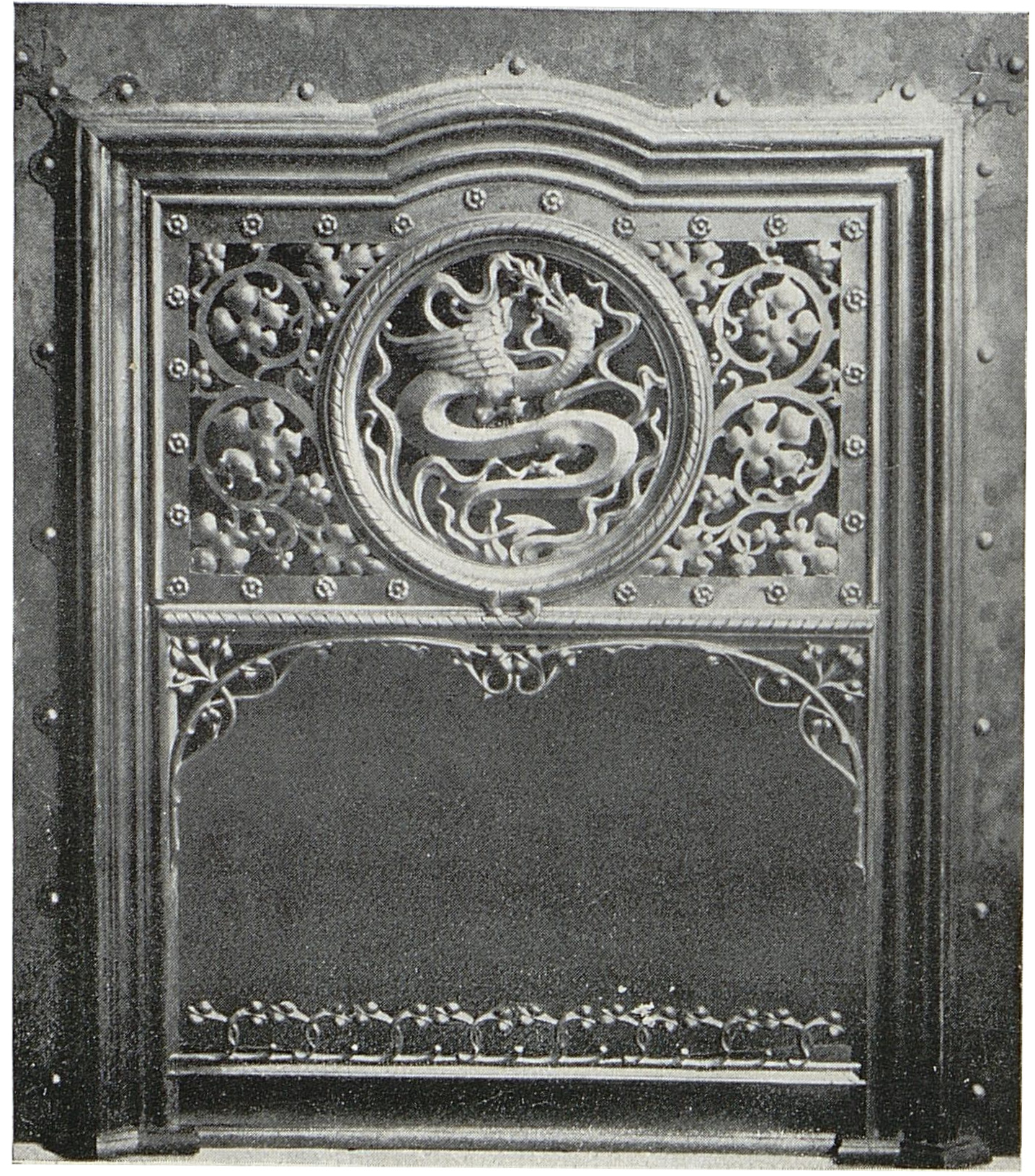
Foyer en cuivre repoussé
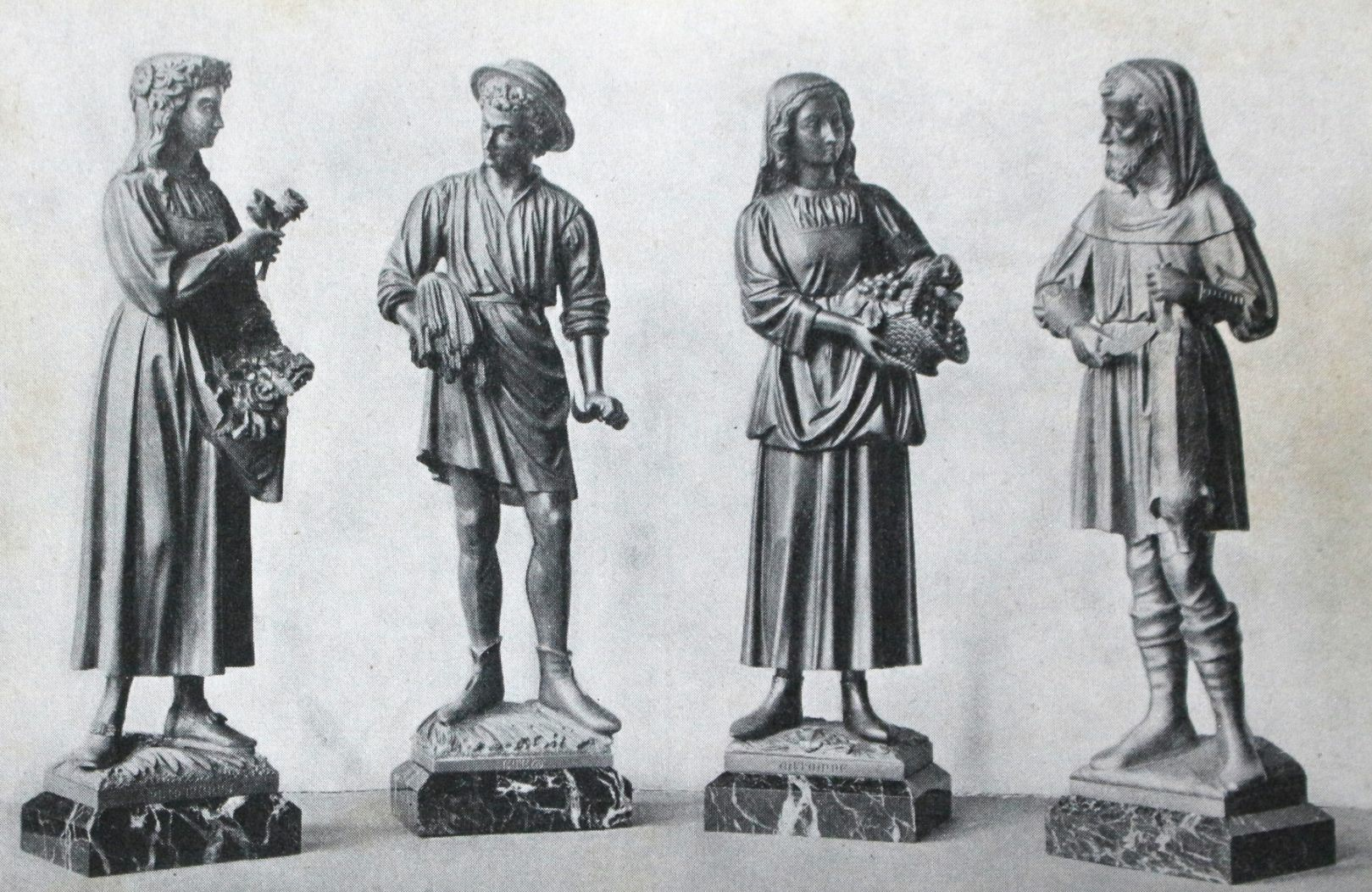
Les quatre saisons, bronzes artistiques de la cuivrerie Saint-Éloi
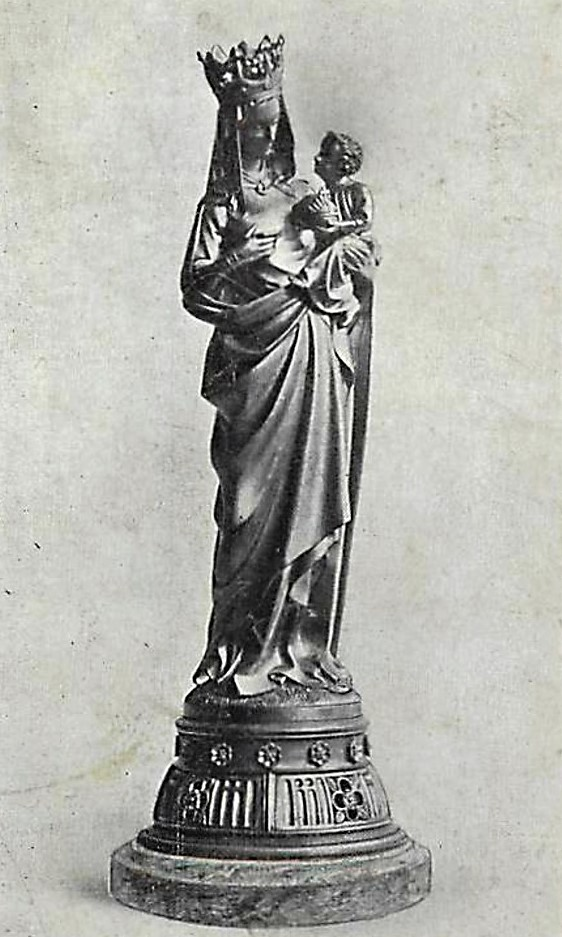
Statuette en bronze d'après la Vierge dorée d'Amiens.
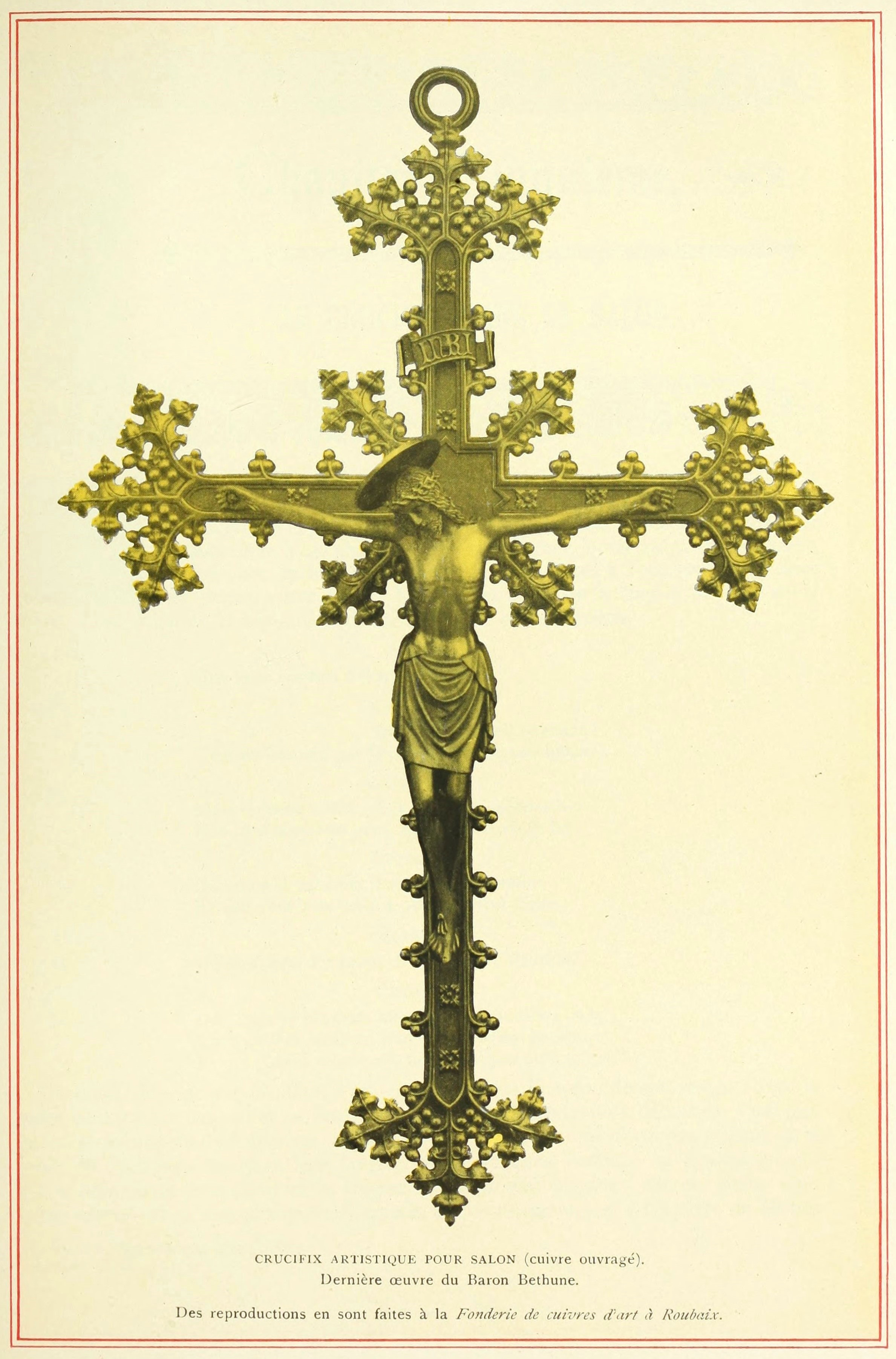
Crucifix mural domestique, œuvre du baron Bethune

Le magasin de la rue du Curé à Roubaix rassemble tous les produits fort disparates de la cuivrerie et une carte postale présentant l’intérieur donne l’image d’un curieux capharnaüm où une baignoire peut côtoyer des manteaux de cheminées ainsi que des objets liturgiques.

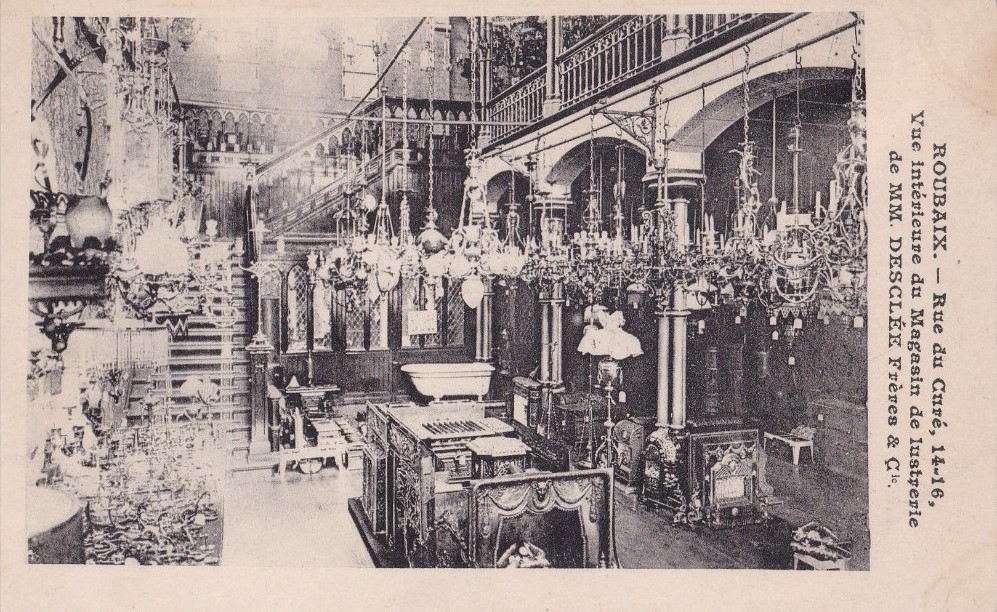
Intérieur du magasin, rue du Curé à Roubaix

### Œuvres remarquables

#### Œuvres non datées (par ordre alphabétique)
- Bon-Secours (Belgique), basilique Notre-Dame de Bon-Secours[30],[26] : couronne de lumière et objets liturgiques
- Fleurbaix, église Notre-Dame-du-Joyel : ornements (nature et état actuel inconnus)[31],[32]
- Gand (Belgique), gare de Gand-Saint-Pierre : luminaires. Conçus par Lucien Francois[26].
- Linselles (Nord), église de la Nativité de Notre-Dame : maître-autel (vers 1930). La courtine et les luminaires sont aujourd'hui disparus.

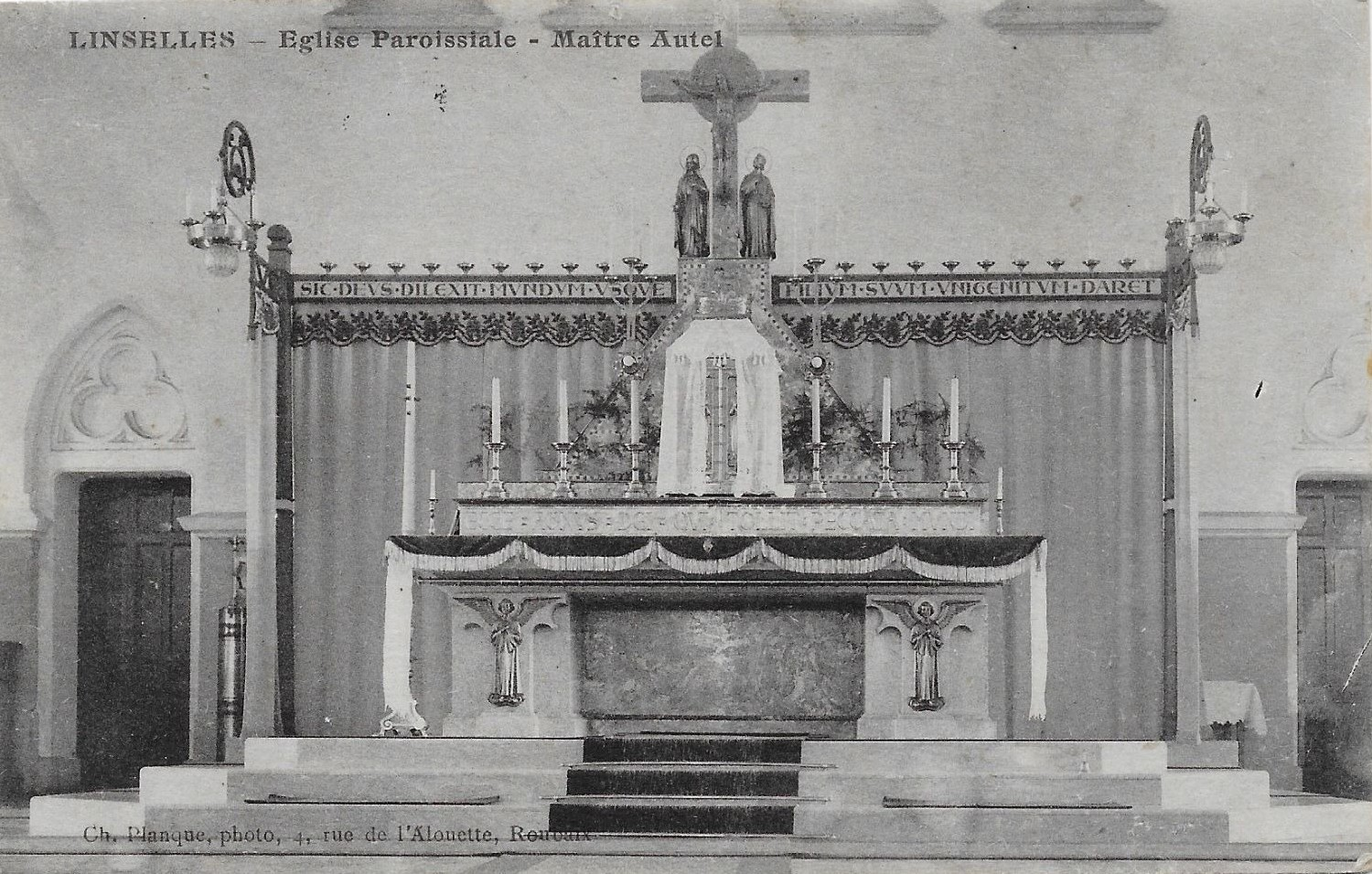
Maître-autel de l'église de la Nativité de Notre-Dame

- Louvain (Belgique), chapelle de l'abbaye du Mont-César : couronne de lumière. Conçue par Lucien Francois [26].

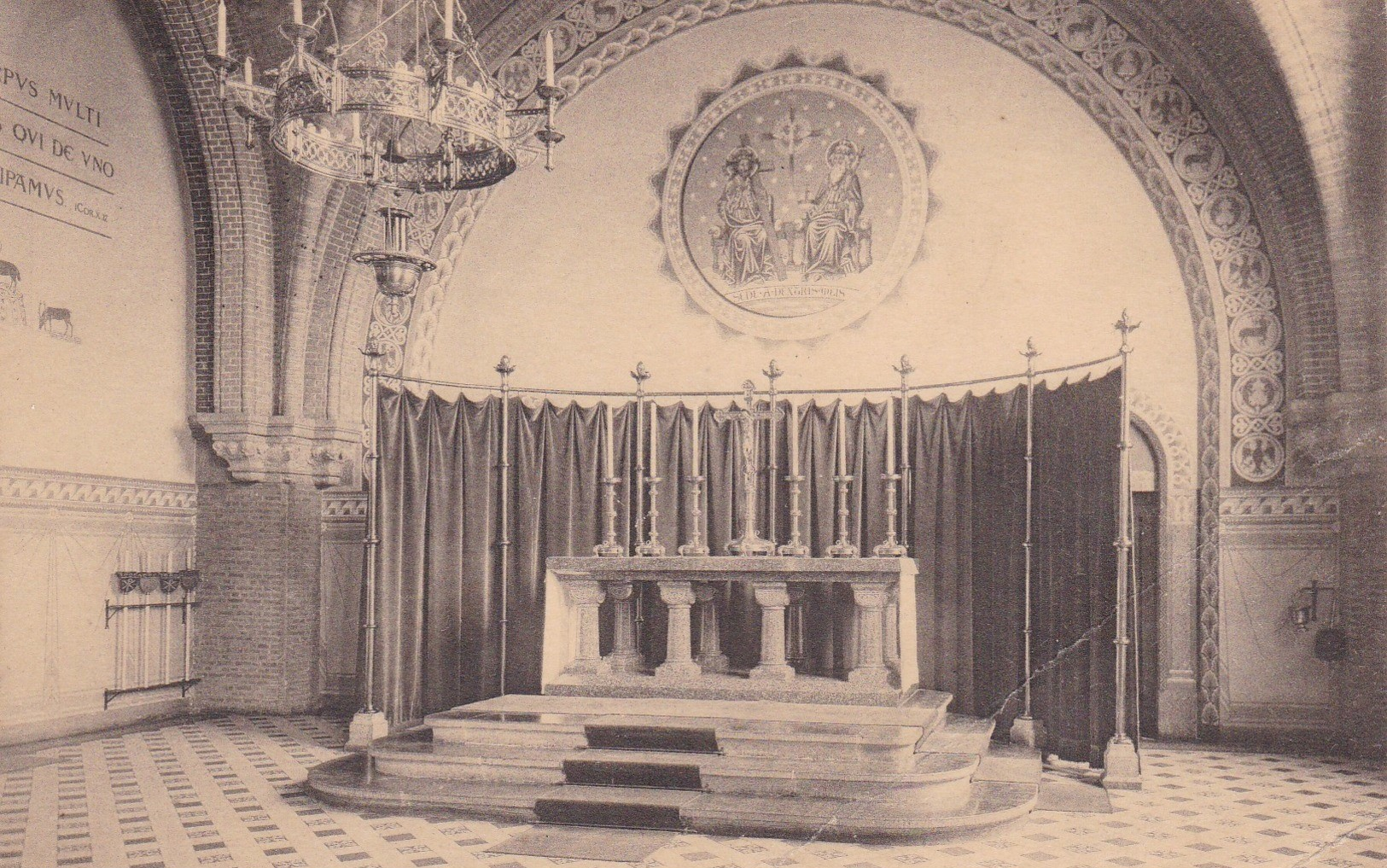
Maitre-autel de la chapelle de l'abbaye du Mont César. La couronne de lumière est en haut à gauche.
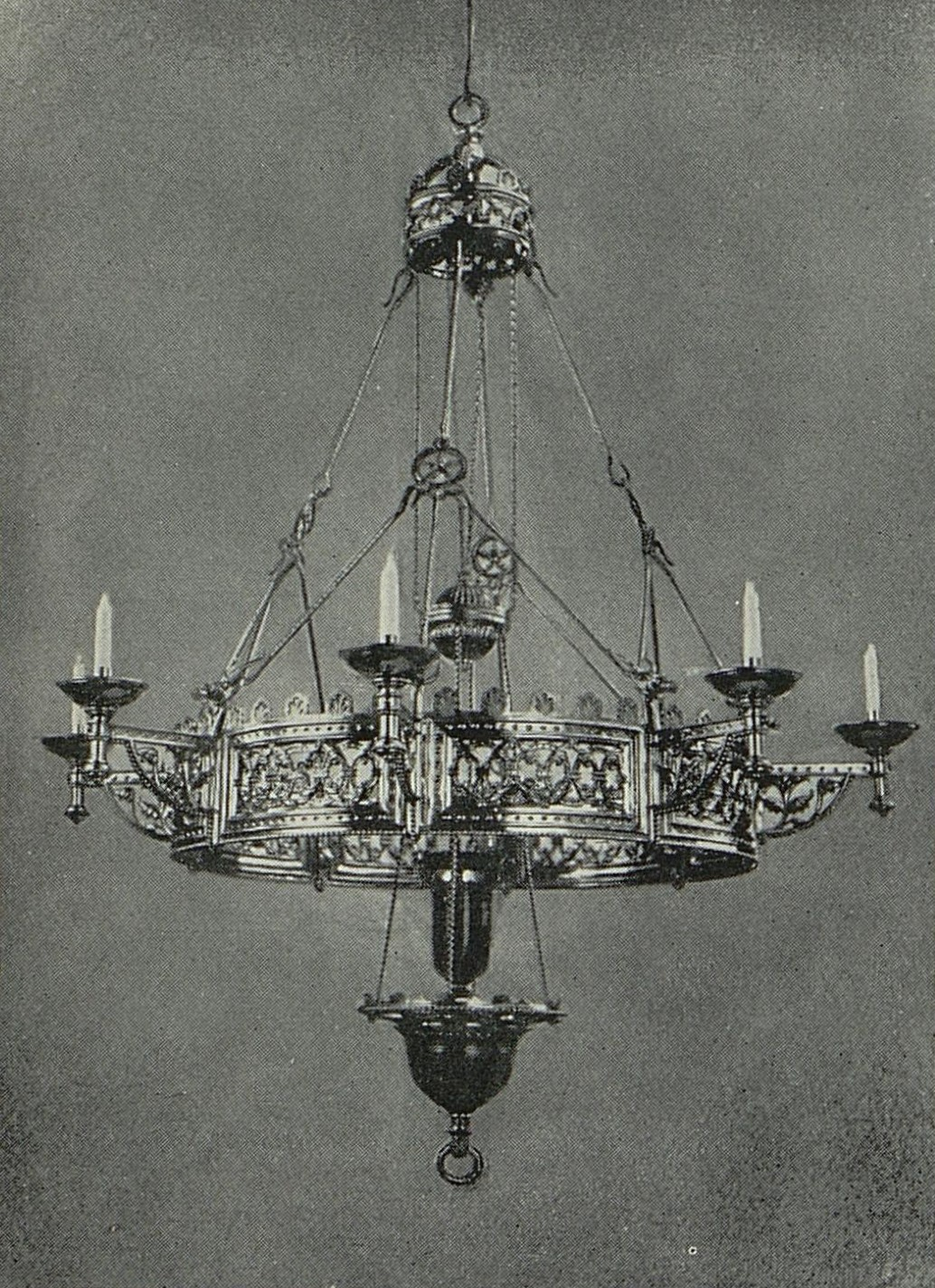
Lampe avec couronne de lumières (abbaye de Maredsous). Similaire à celle de l'abbaye du Mont César.

- Maredsous (Belgique), église abbatiale : autel de Saint Benoît (aujourd'hui disparu). Conçu par Lucien Francois[26].

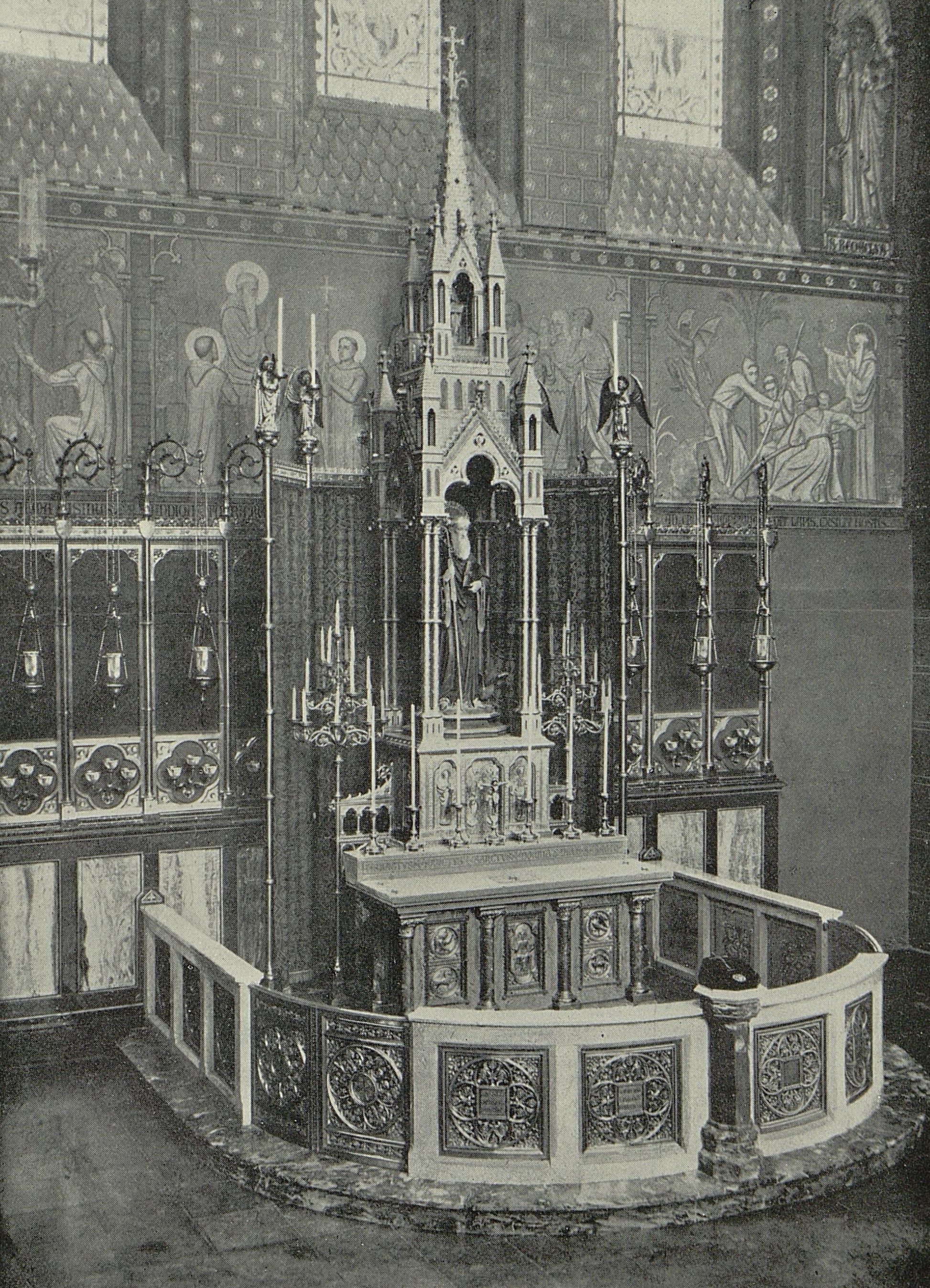
Autel de Saint Benoît à l'abbaye de Maredsous

- Marquette-lez-Lille (Nord), église Saint-Amand : Tabernacle (aujourd'hui dans la chapelle Est). Il s'agit d'un tabernacle interne qui devait être inclus dans un retable et dont seule la porte devait être visible.
- Roubaix (Nord), église Saint-Joseph[33] : fonts baptismaux et luminaires.

Fonts baptismaux de l'église Saint-Joseph de Roubaix
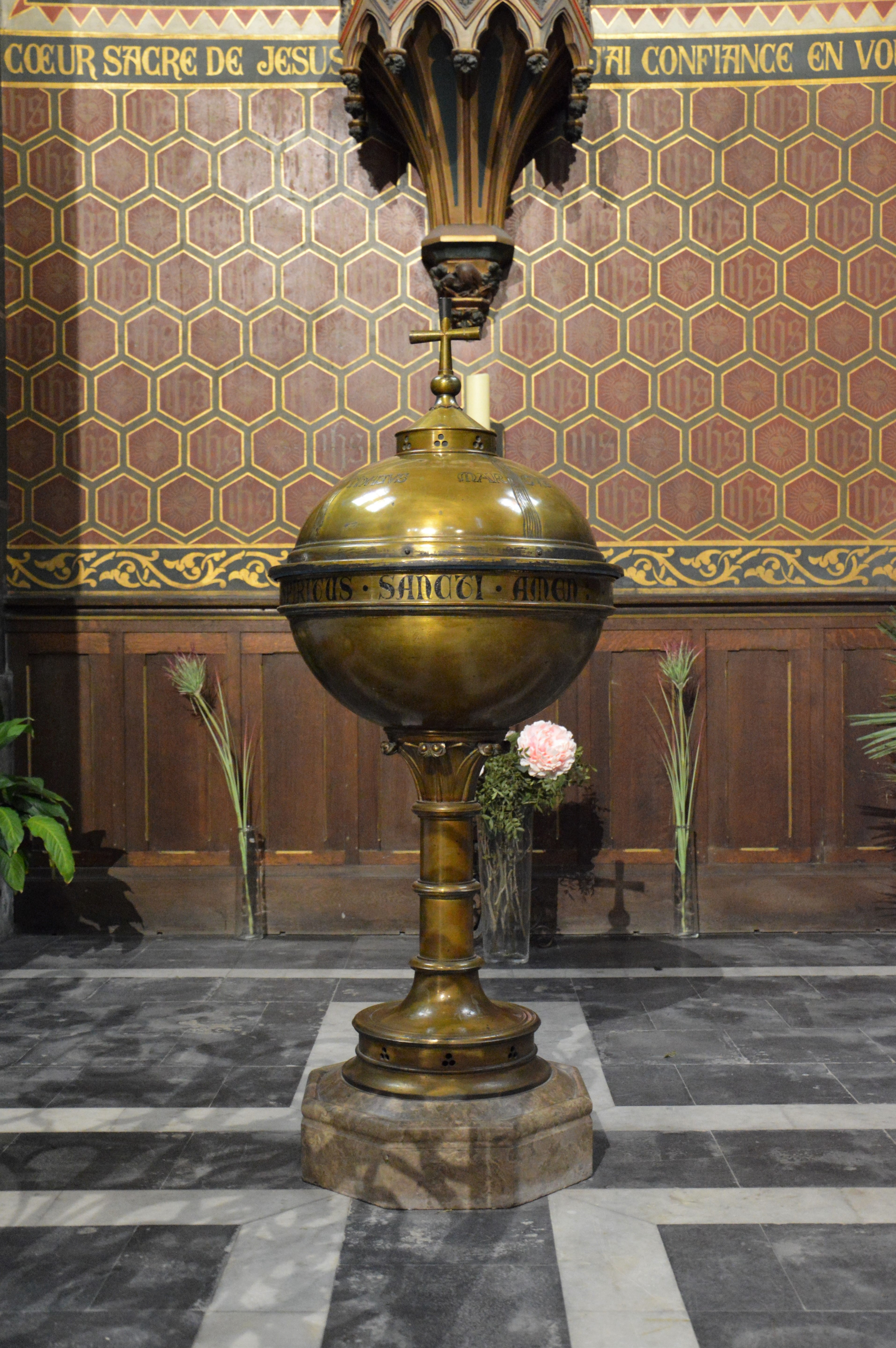
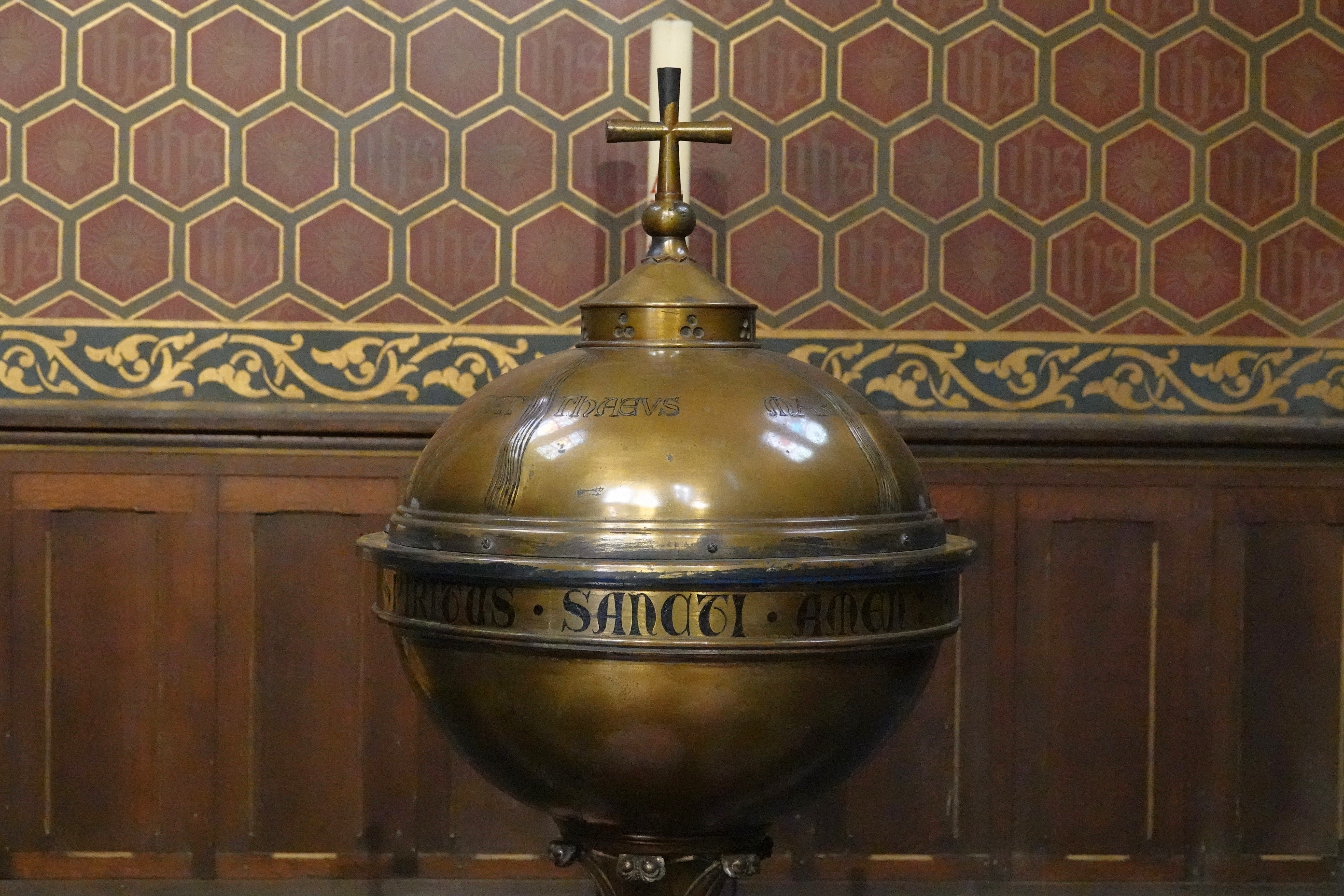
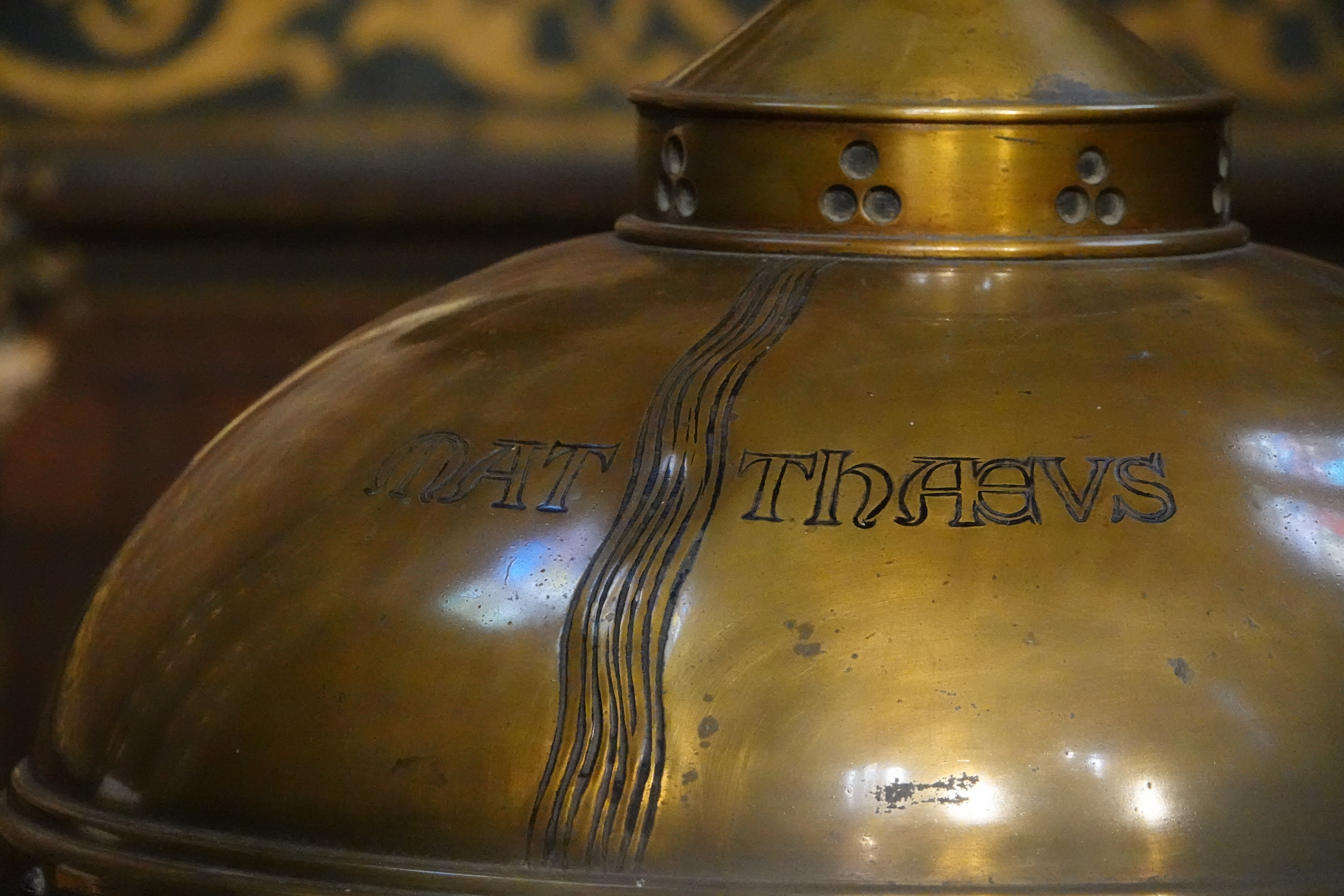

Luminaires de l'église Saint-Joseph de Roubaix
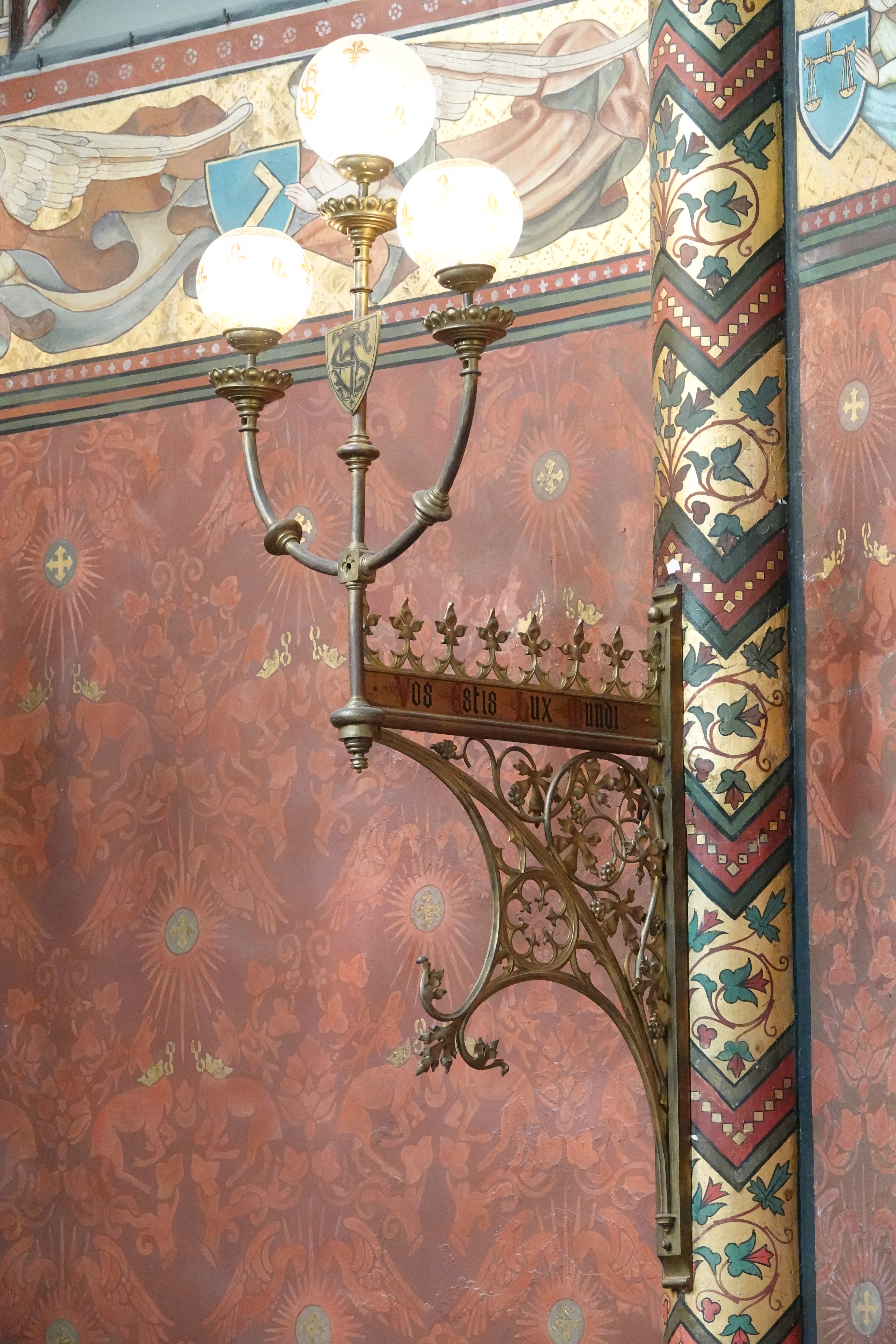
Une des appliques du chœur
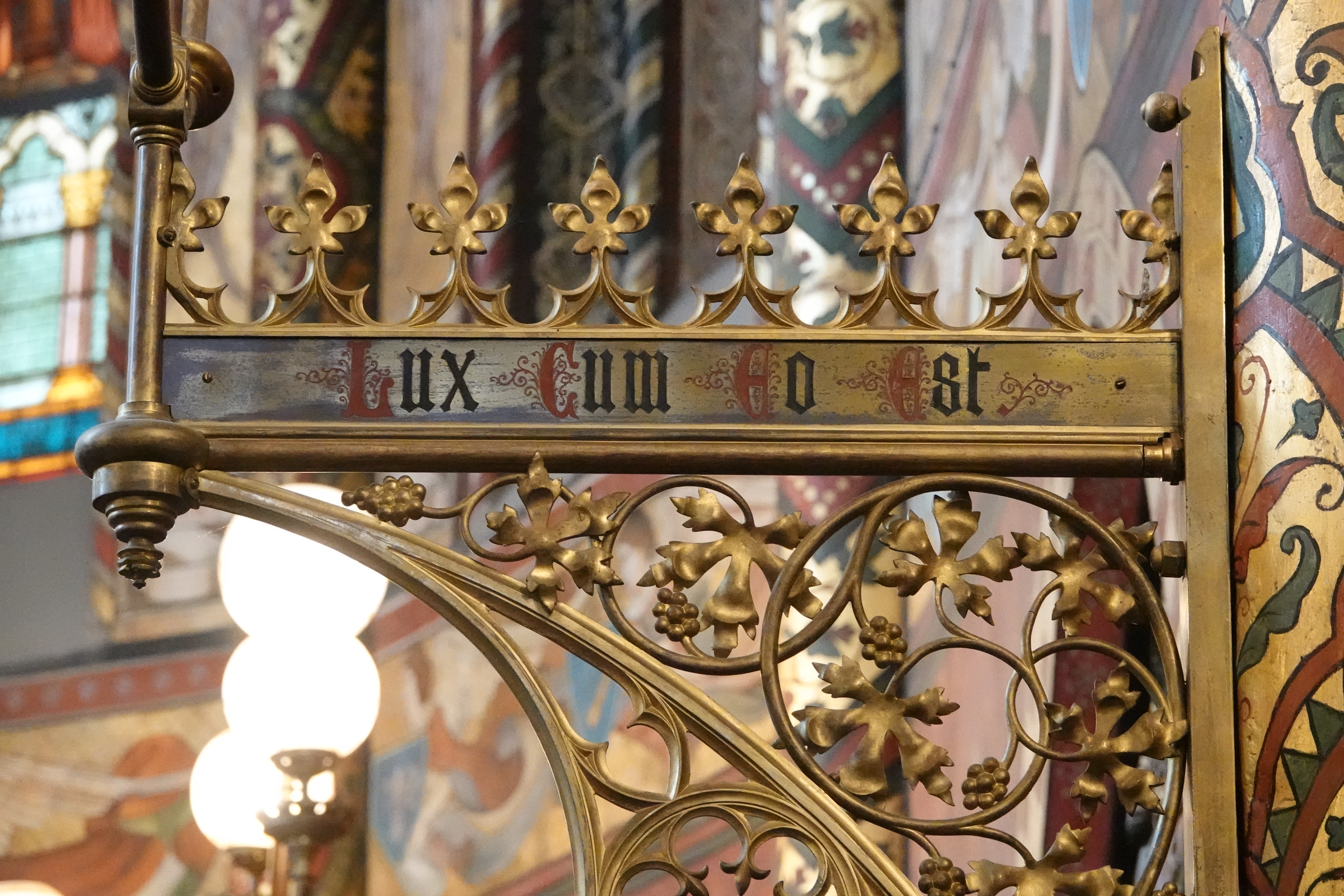
Applique du chœur - détail de l'inscription
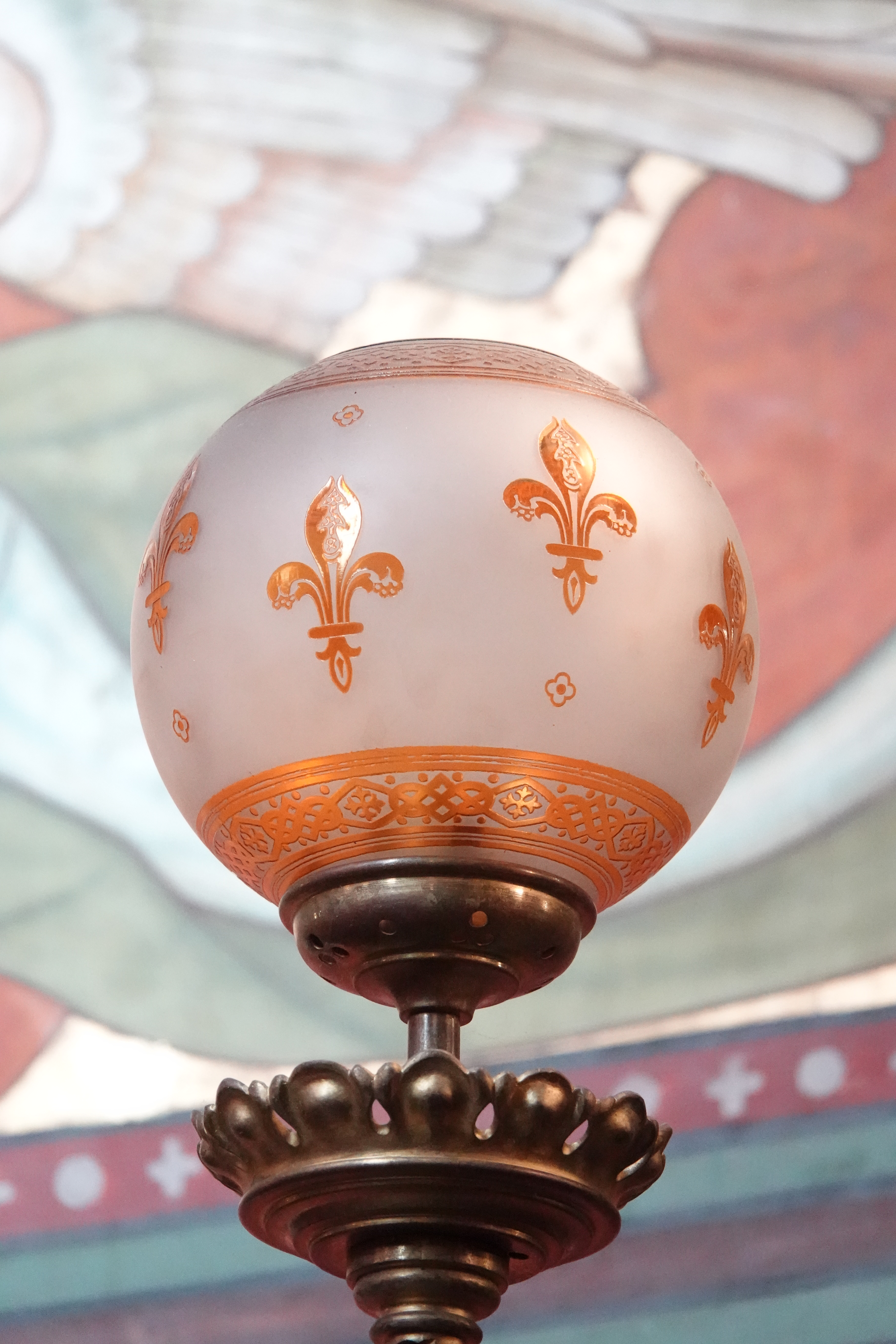
Applique du chœur - globe de verre
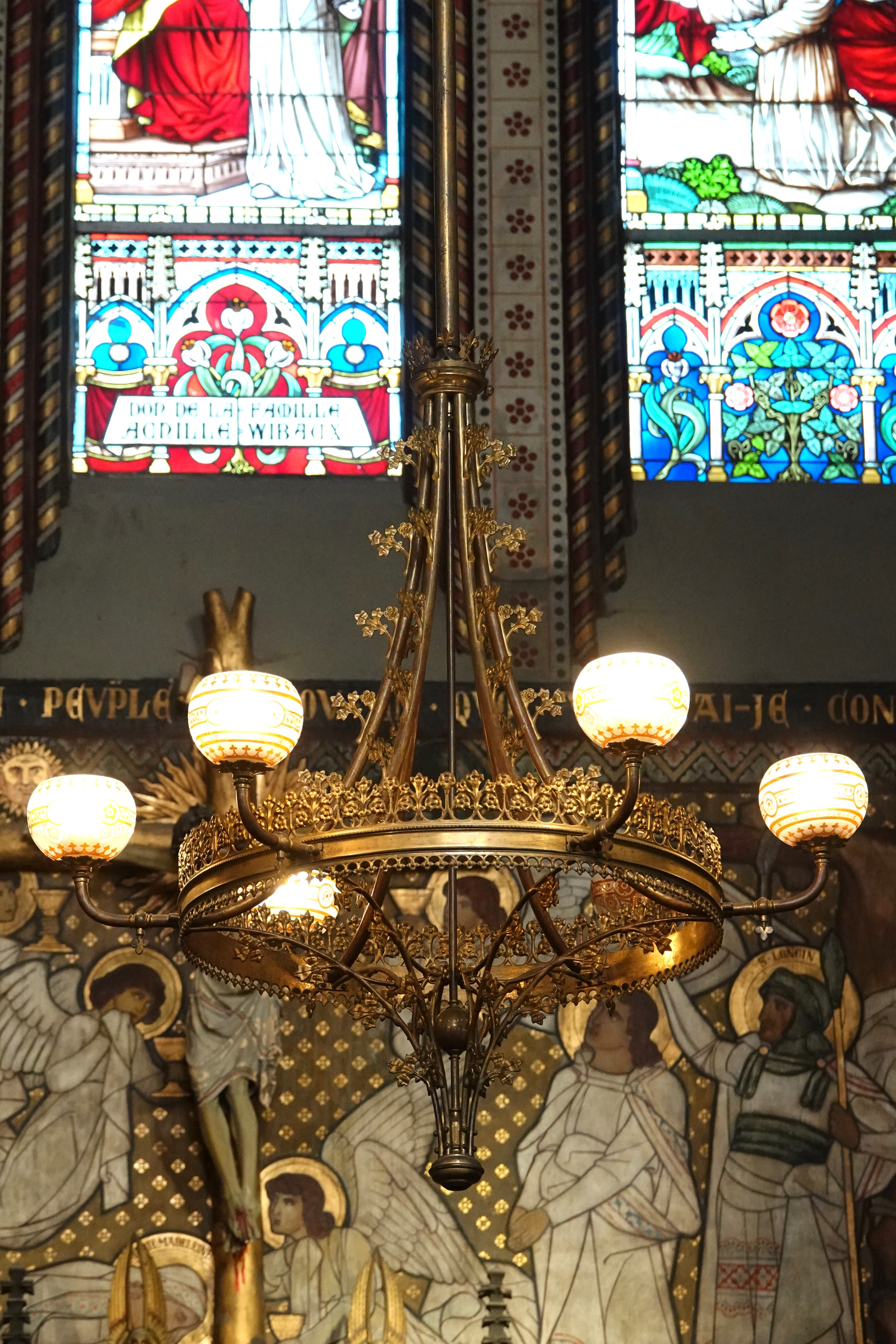
Lustre du transept
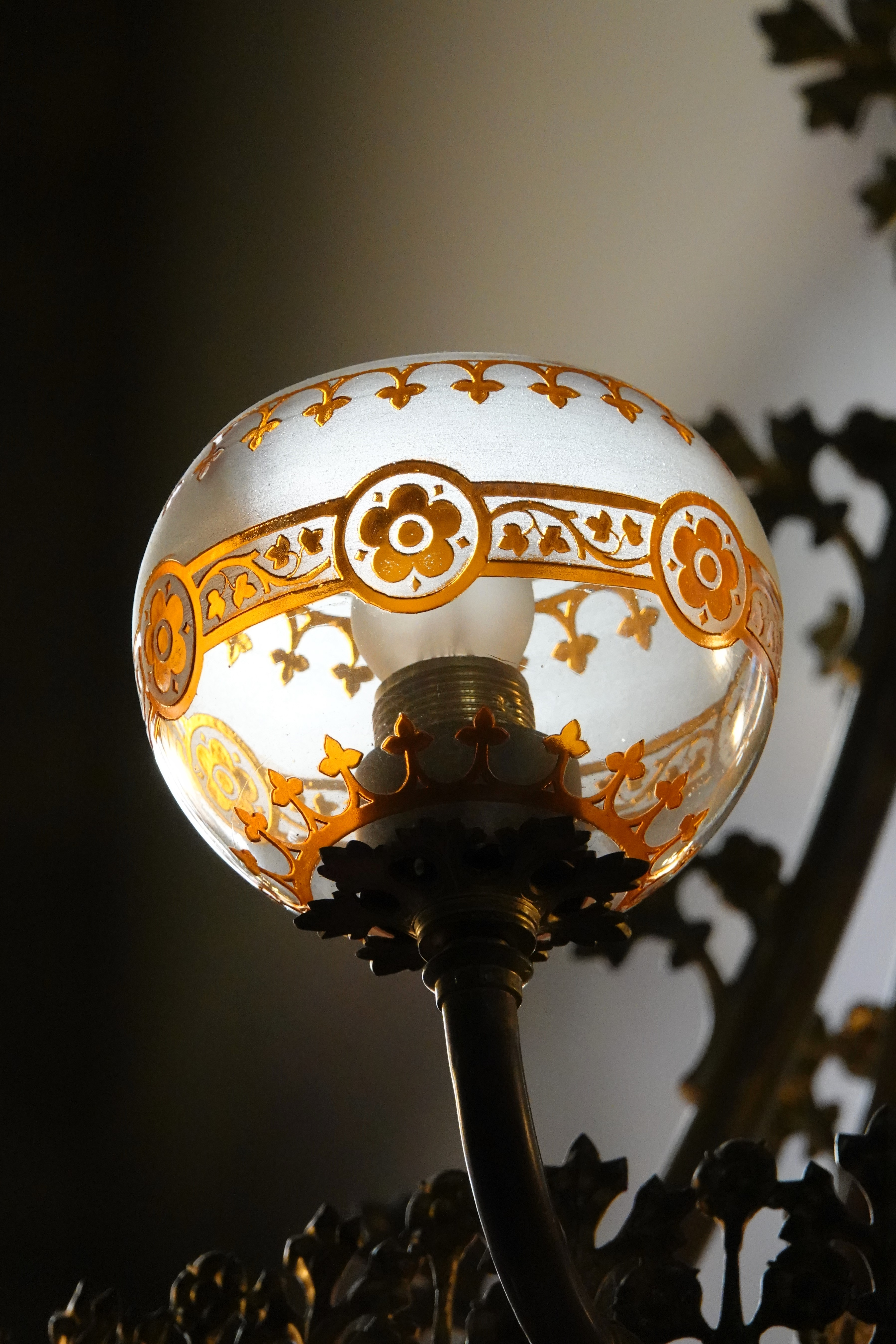
Lustre du transept - globe
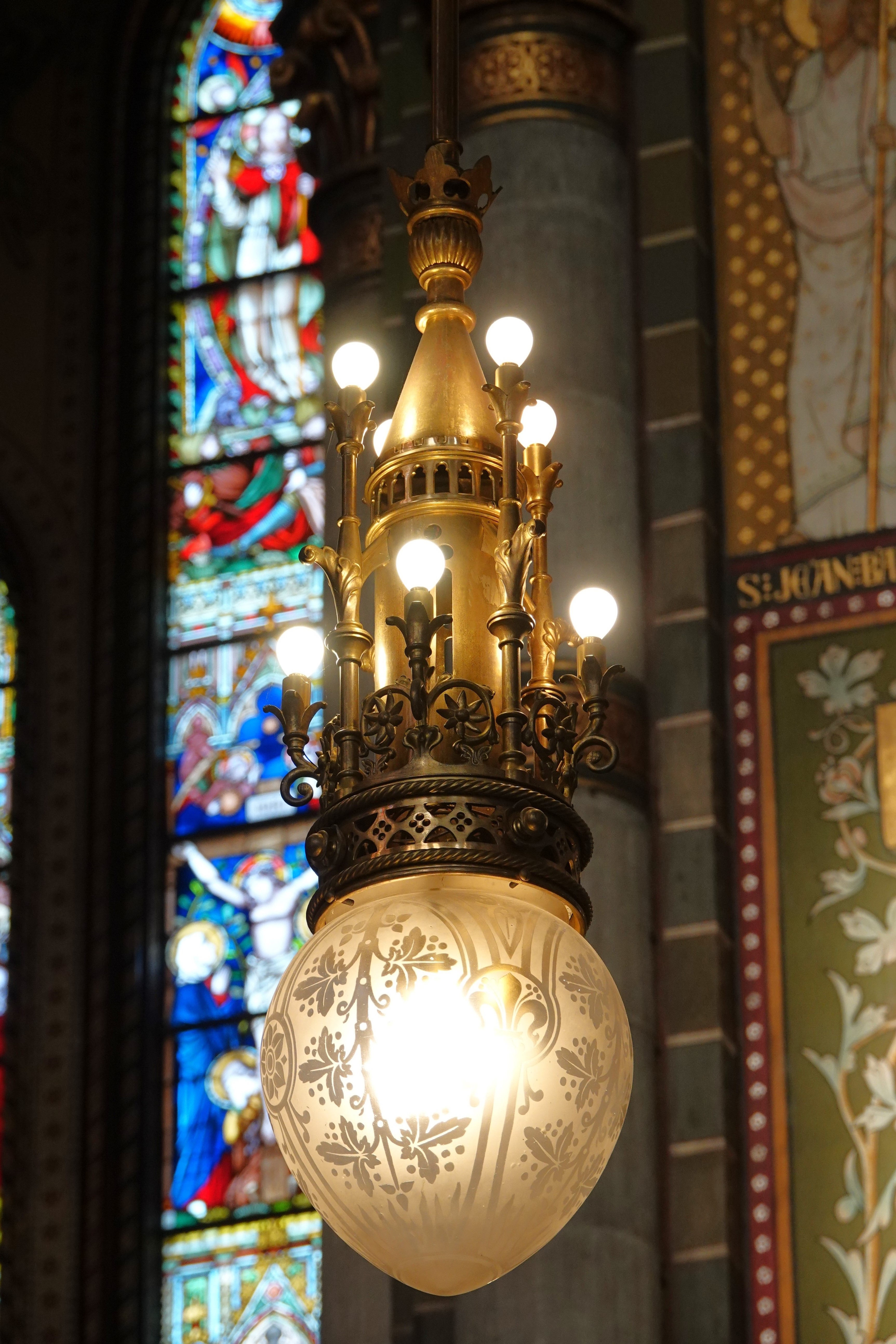
Lustre de la nef
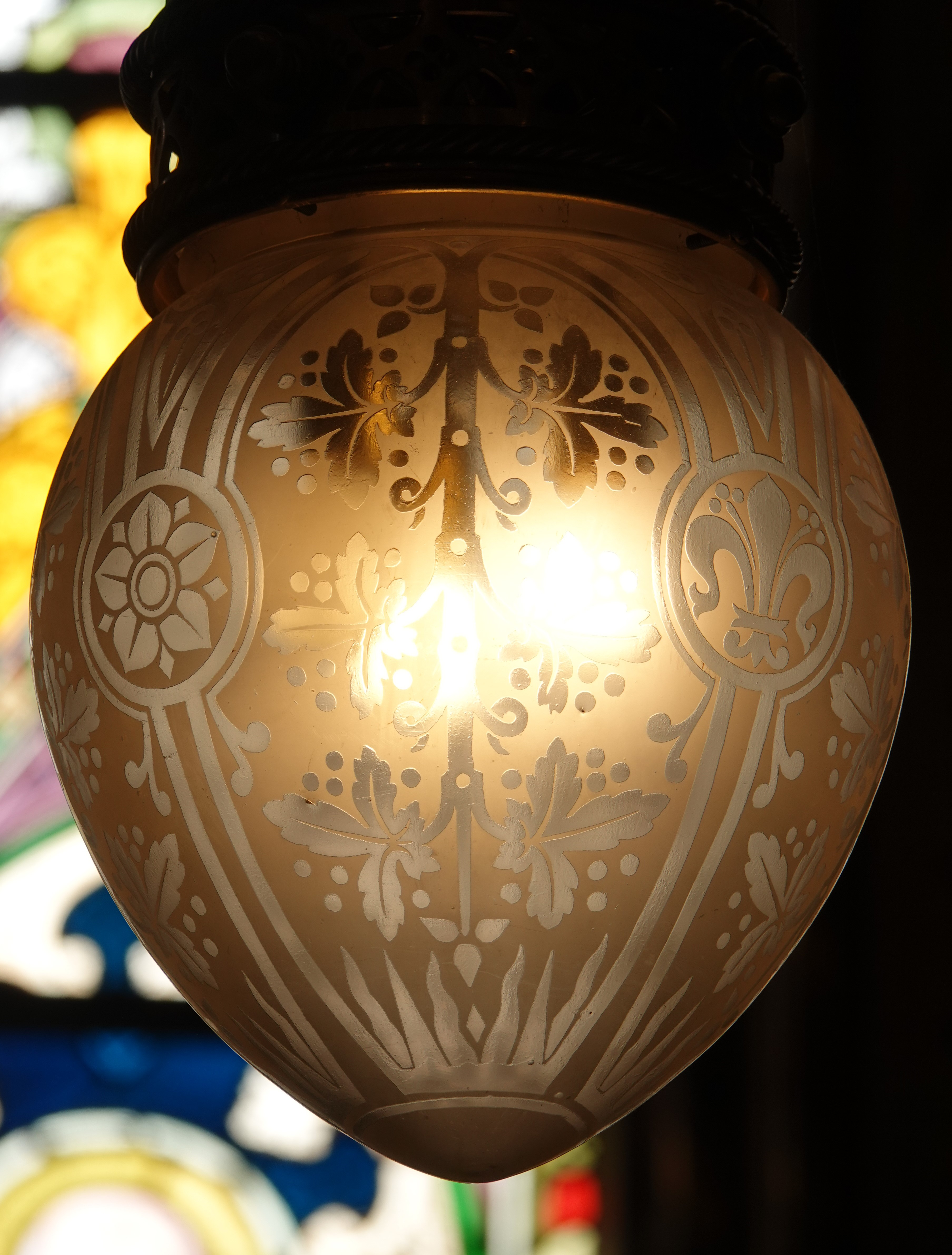
Lustre de la nef - globe

- Roubaix (Nord), Palais Vaissier : luminaires (demeure détruite en 1929)
- Sailly-sur-la-Lys (Pas-de-Calais), église Saint-Vaast : 2 autels latéraux (avec les garnitures associées) et le couvercle des fonts baptismaux.

- Saint-Josse-Ten-Noode (Belgique), chapelle des Dames de Marie : autel (aujourd'hui disparu). Conçu par Lucien Francois[26].

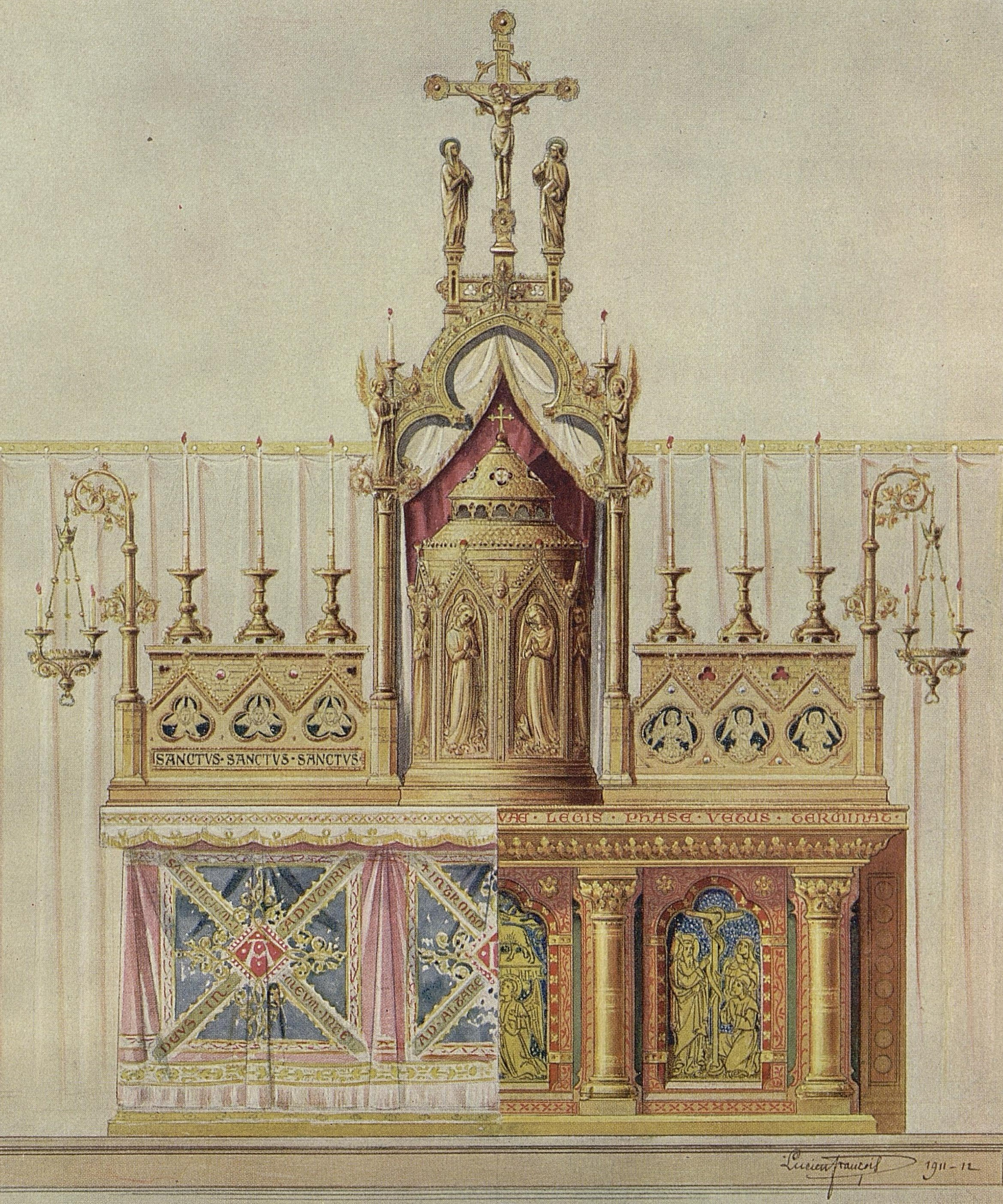
Autel de la chapelle des Dames de Marie à Saint-Josse-Ten-Noode, projet de Lucien Francois

- Wallon-Cappel (Nord), cimetière : Monument funéraire de la sépulture Devos. Ce monument consiste en une borne surmontée par un calvaire, lui-même éclairé par une lanterne.

Monument funéraire Devos dans le cimetière de Wallon-Cappel
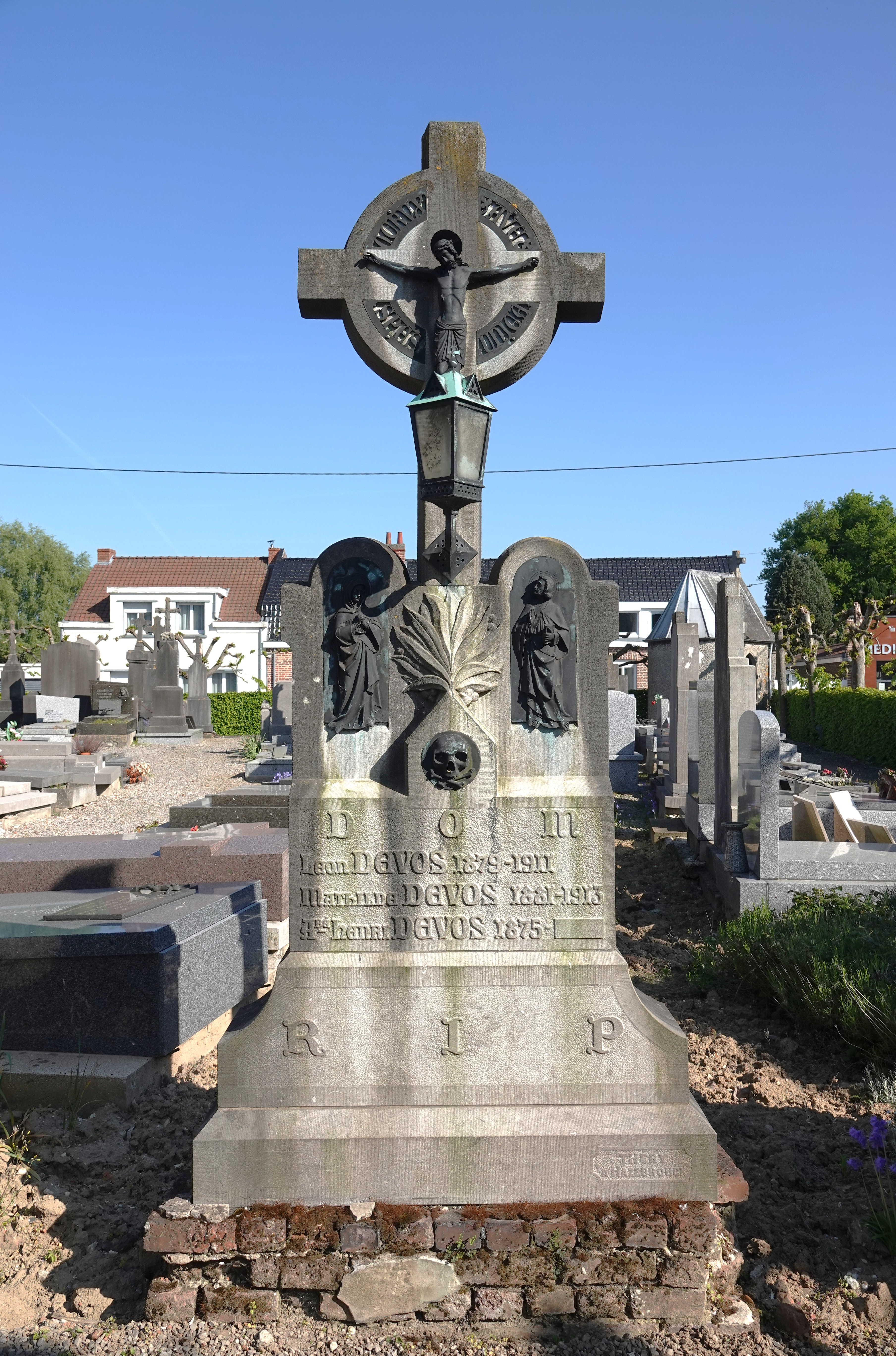
vue générale
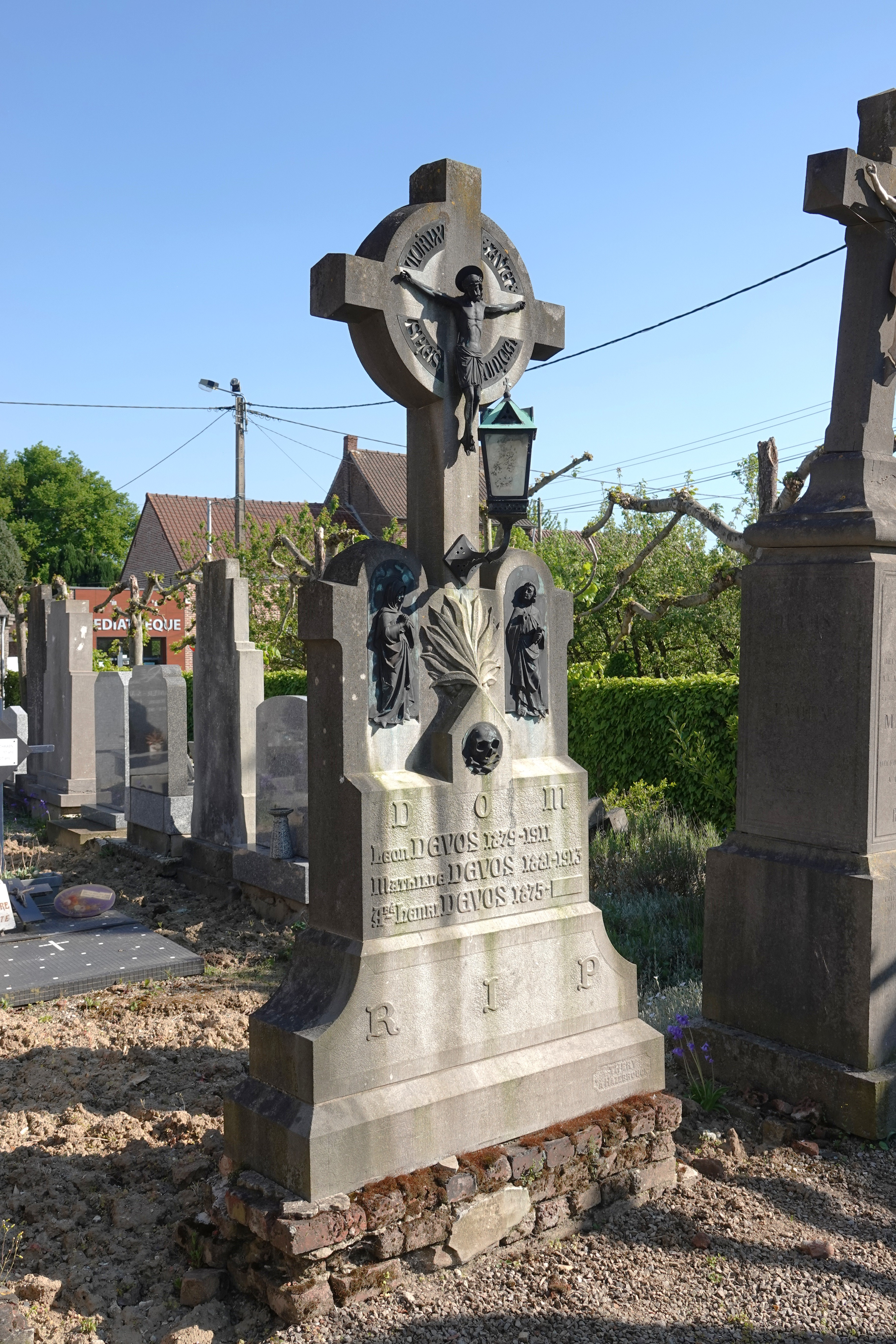
vue générale
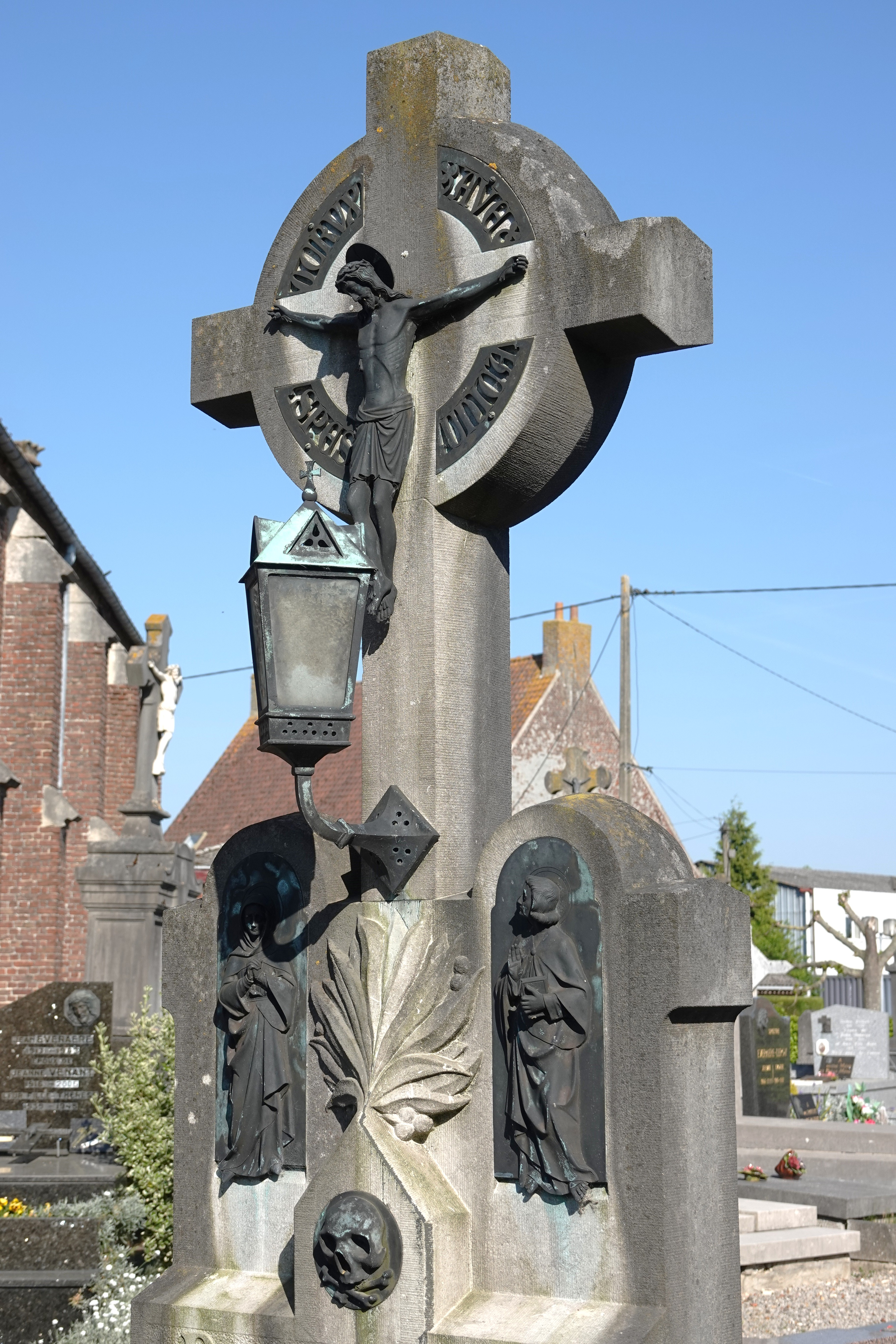
côté droit
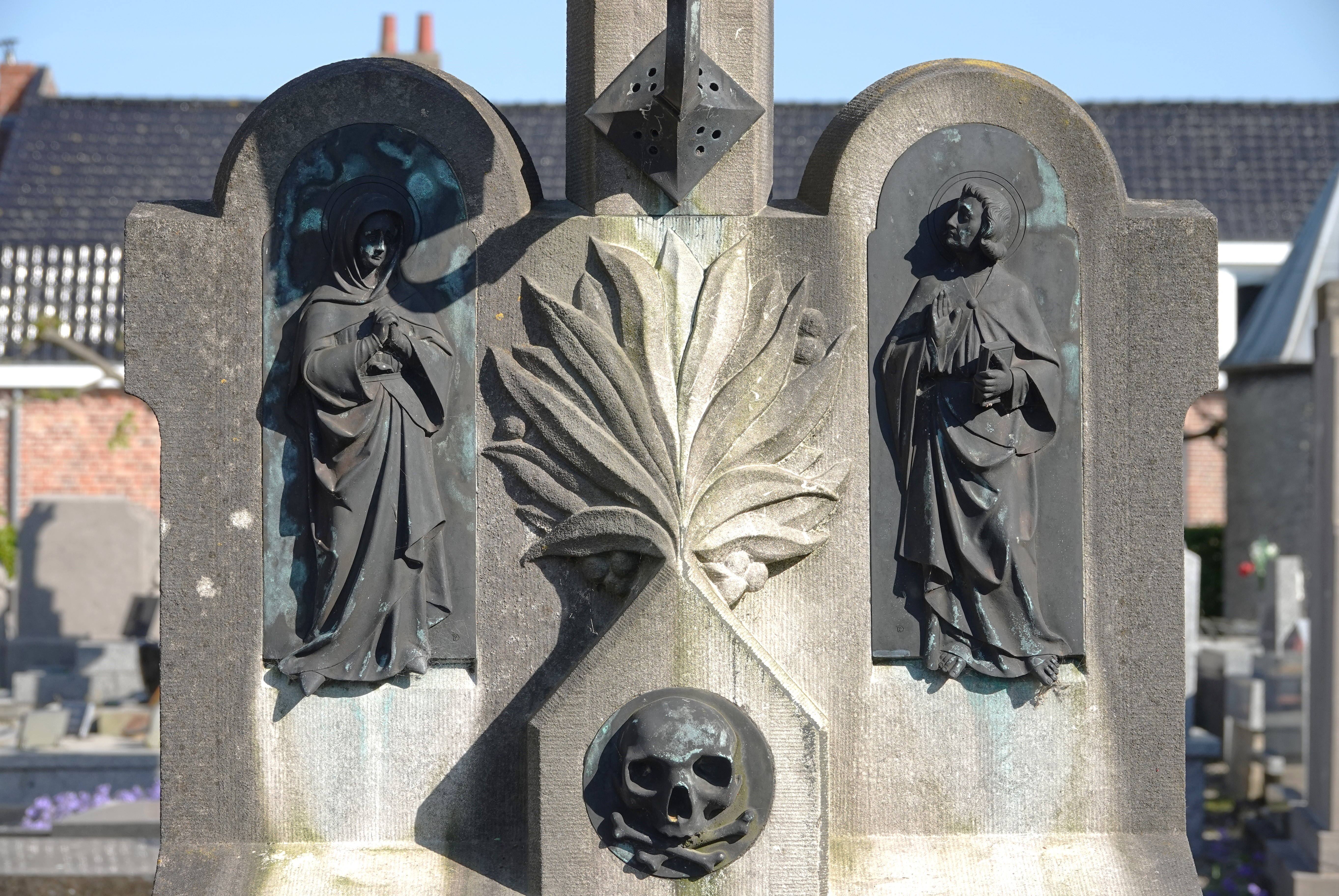
Vierge, Saint-Jean et crâne d'Adam
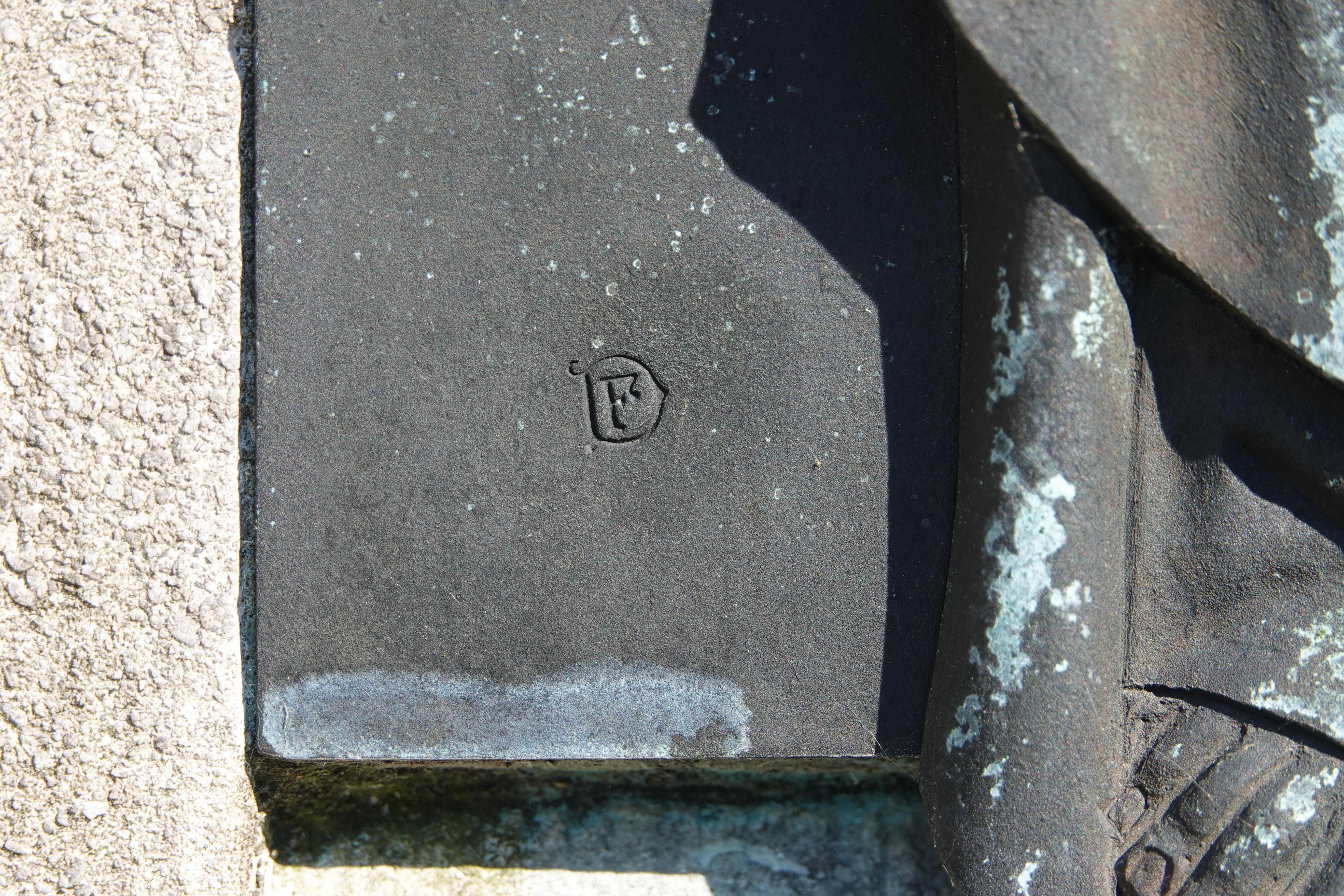
marque de fabrique Desclée frères

- Walcourt (Belgique), basilique Saint Materne[34]: 14 stations de Chemin de croix
- Wambrechies (Nord), église Saint-Vaast : Paire de lustre-lampes de sanctuaire

Église Saint-Vaast de Wambrechies - Lustre-lampe par la cuivrerie Saint-Eloi
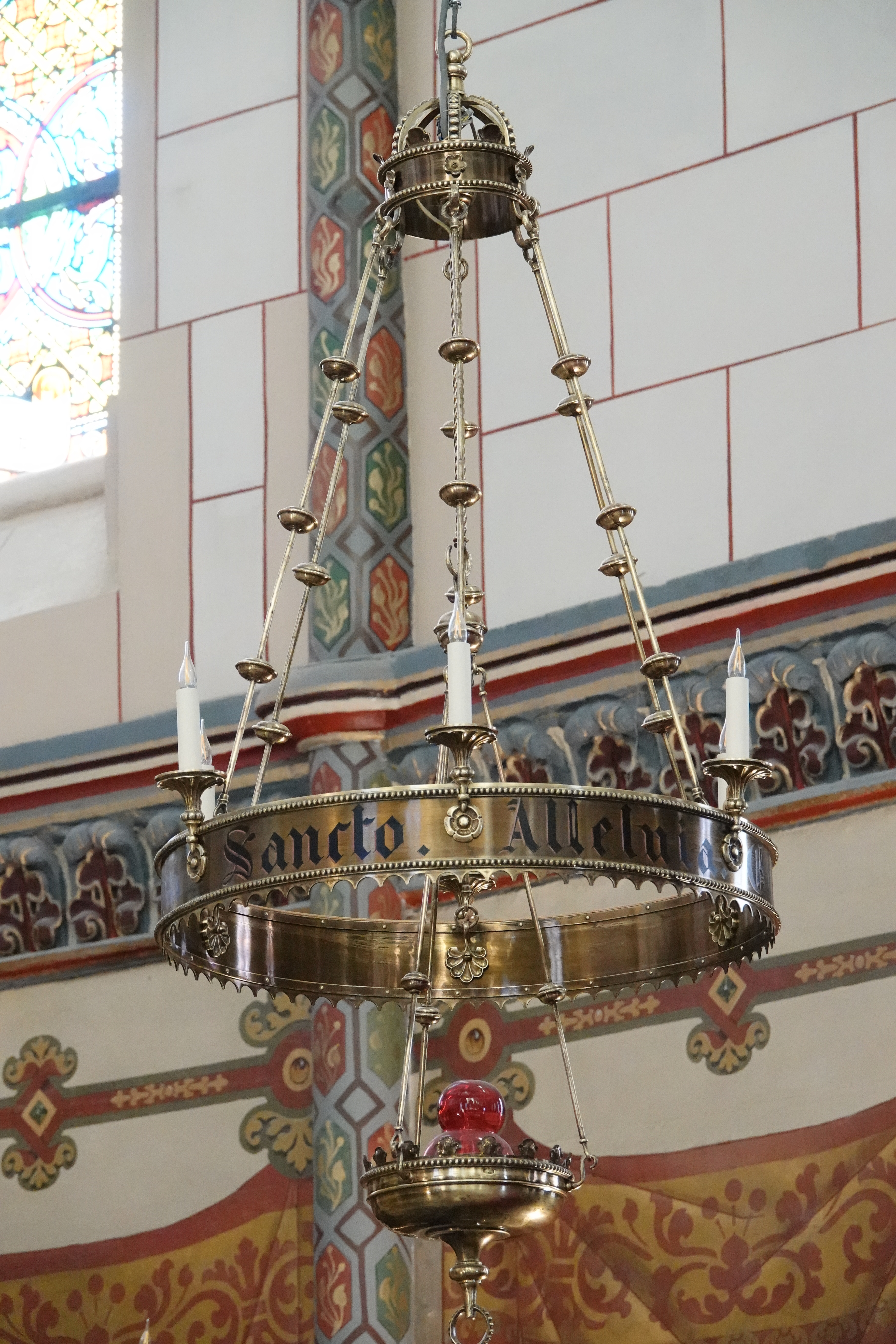
Lustre-lampe (côté droit)
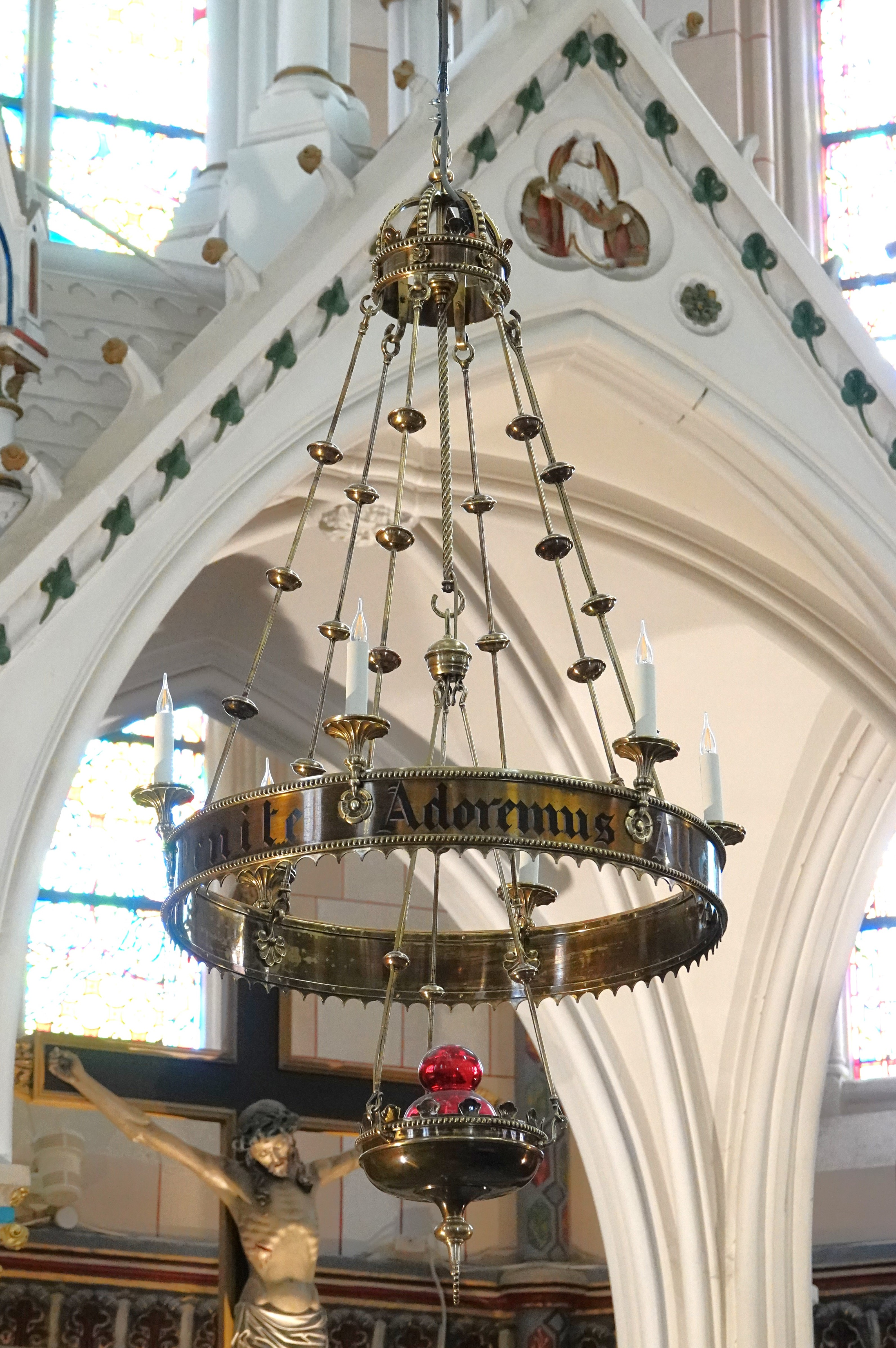
Lustre-lampe (côté gauche)
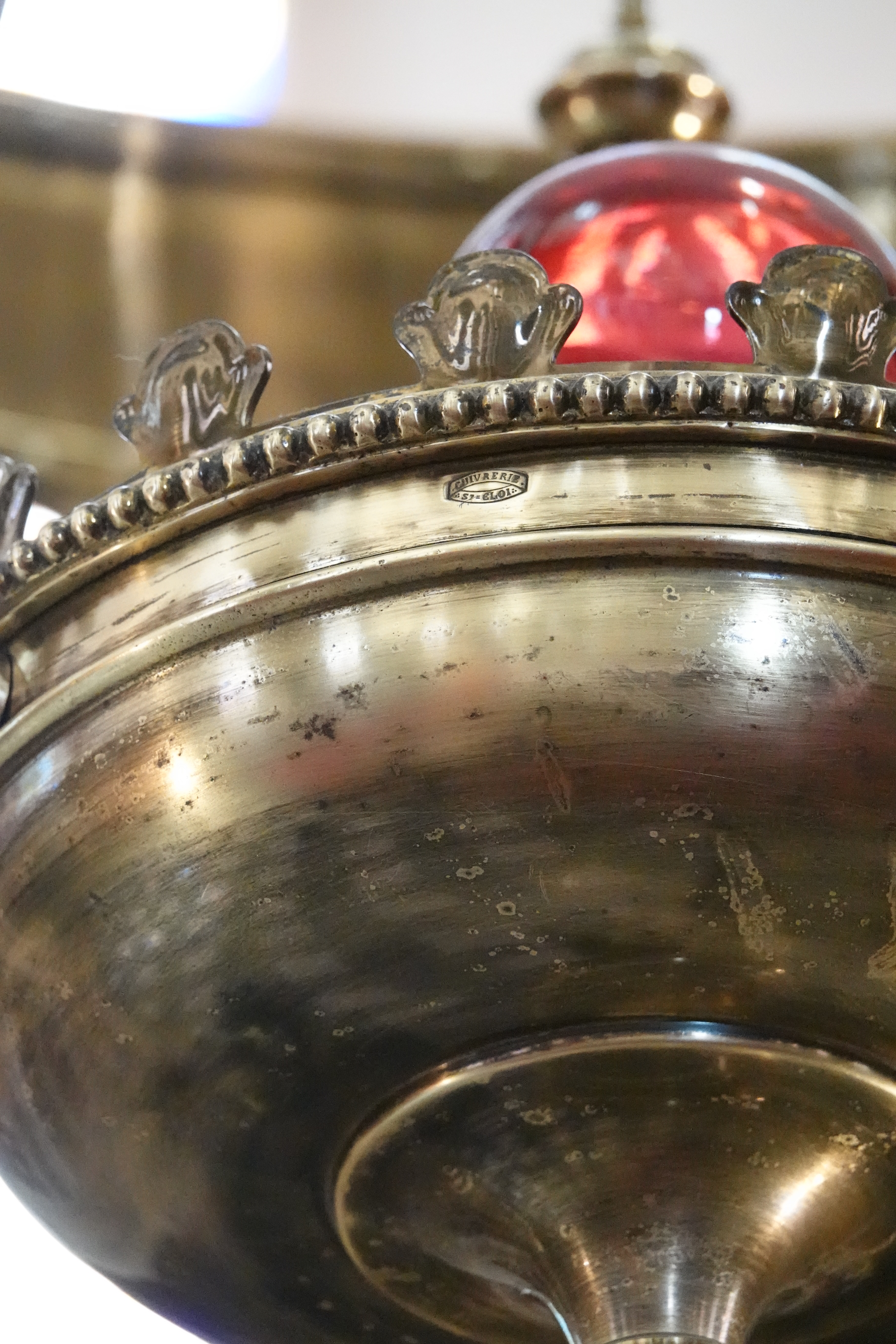
Estampille sur un lustre-lampe

- Wervicq-Sud (Nord), église de l'Immaculée Conception : couvercle des fonts baptismaux. Le design est peut-être de Modeste Verlinden qui a réalisé les fonts en marbre.

Couvercle des fonts baptismaux de Wervicq-Sud
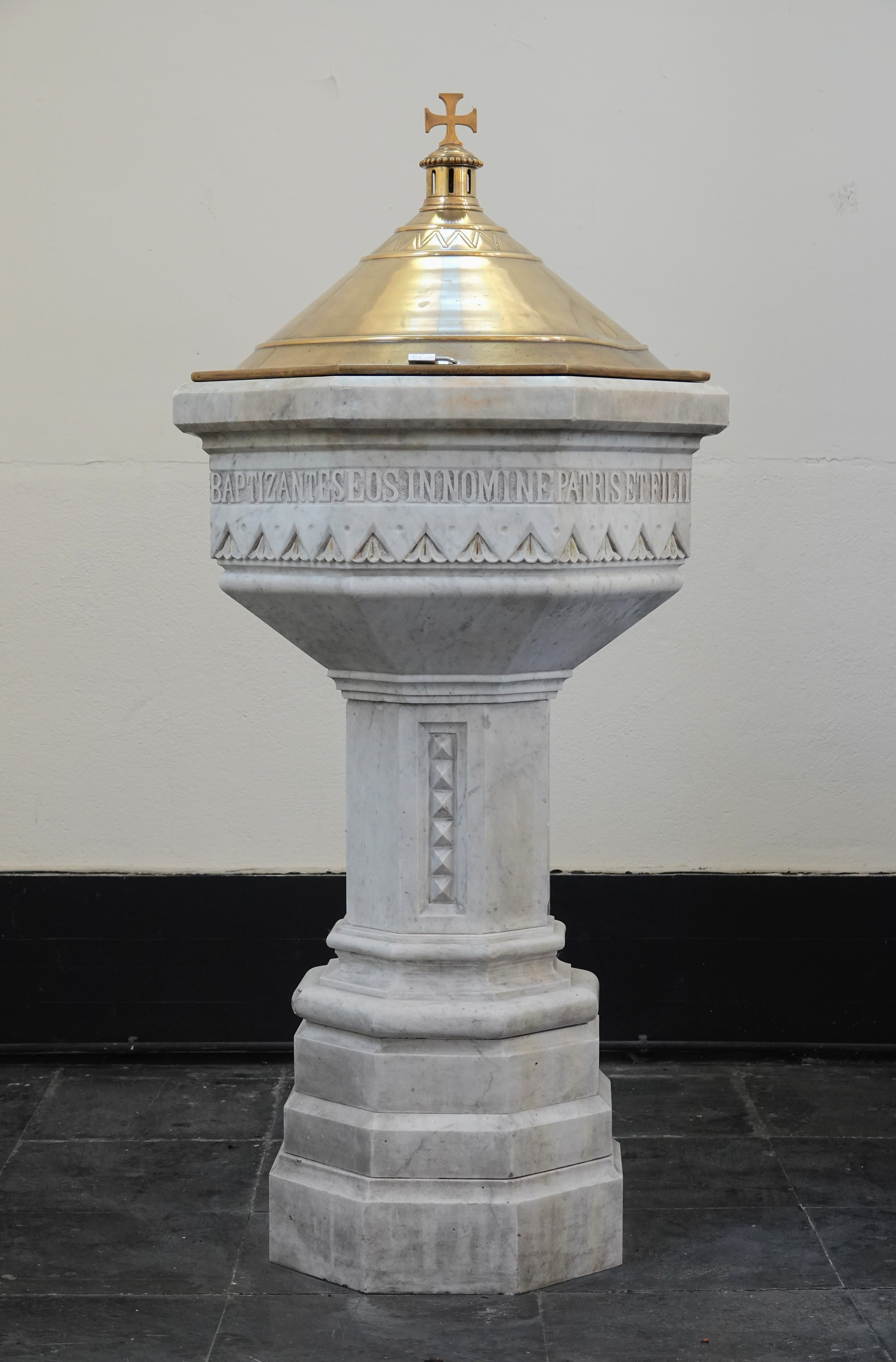
Vue des fonts
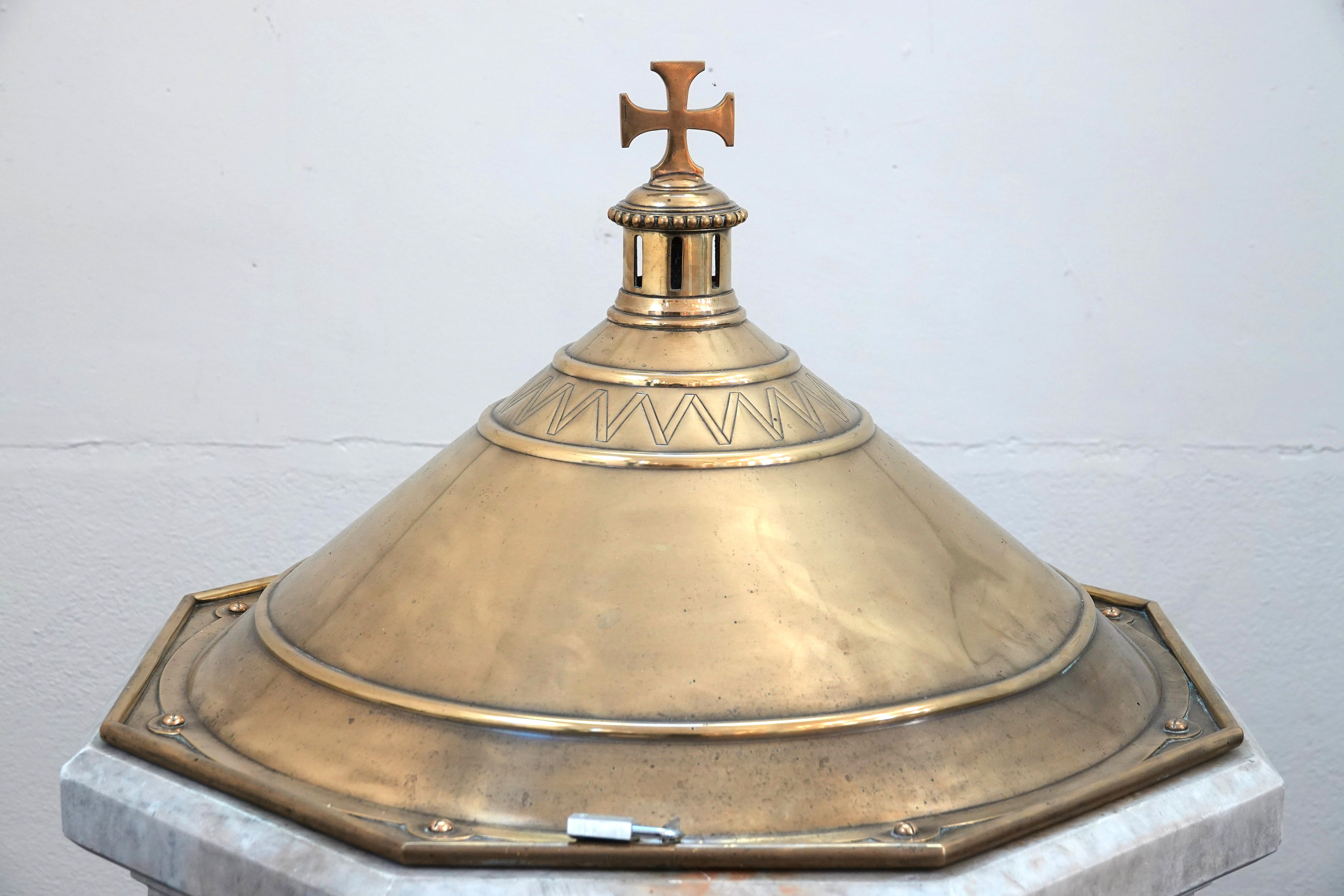
couvercle
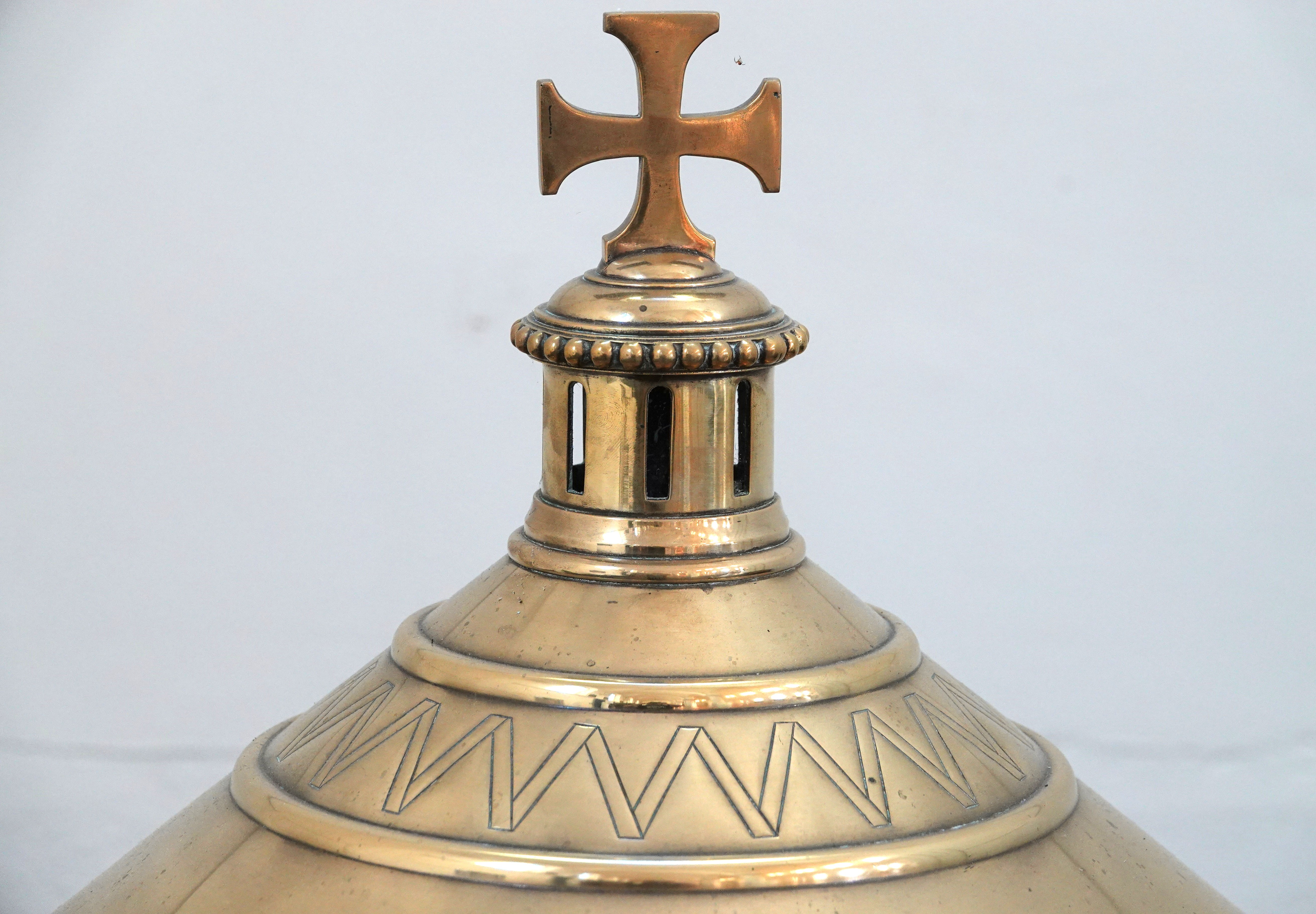
détail
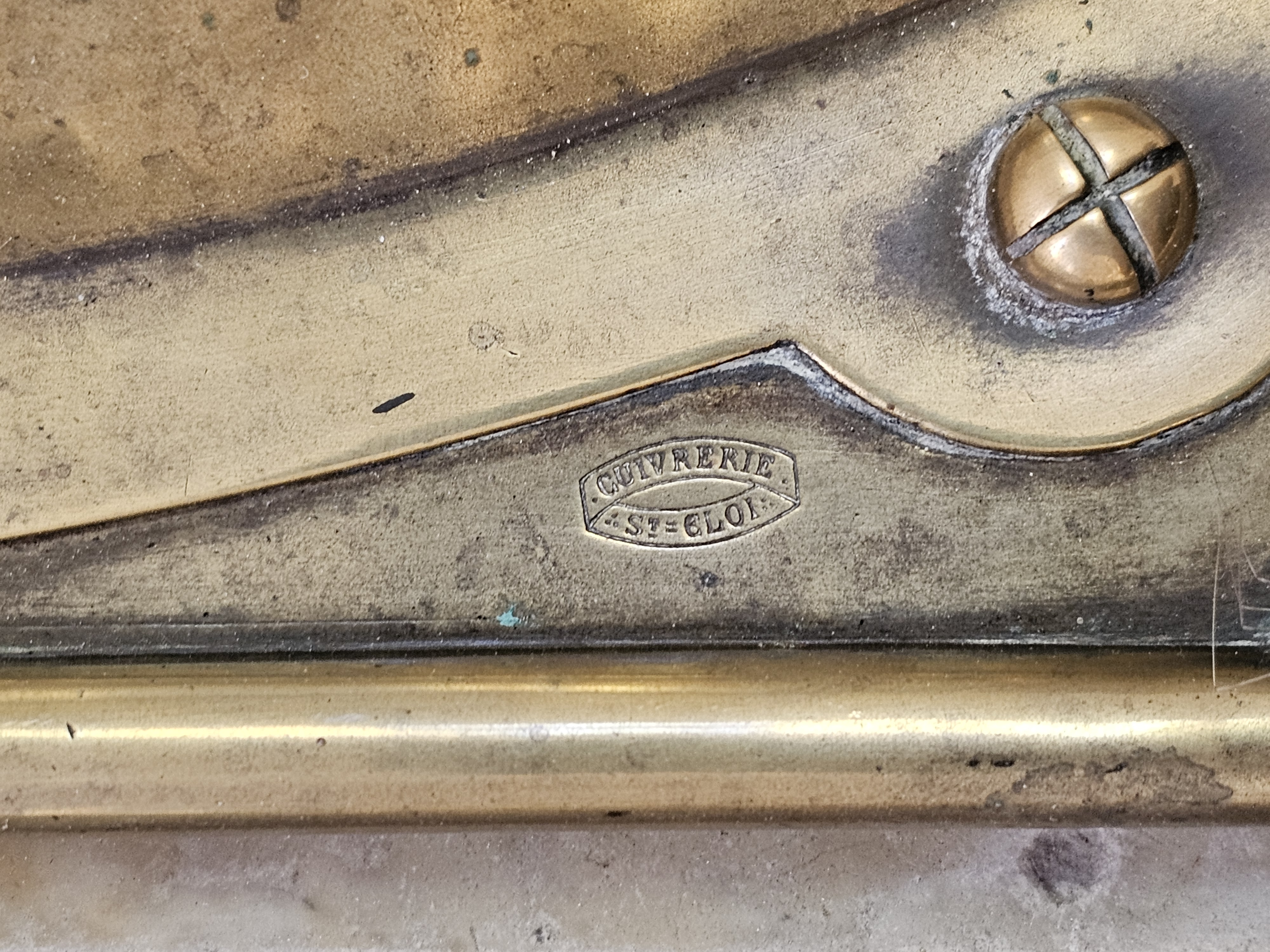
Cachet de la Cuivrerie

#### Œuvres datées (par ordre chronologique)
- Lille (Nord), cathédrale Notre-Dame-de-la-Treille : Autel de Saint Joseph (uniquement la partie en bronze doré)[35] d'après les indications de Paul Vilain, architecte de la cathédrale, et sur les plans et détails de Lucien François, directeur de la cuivrerie, secondé pour l'exécution par son frère Jean François. L'autel est dédicacé en 1913.

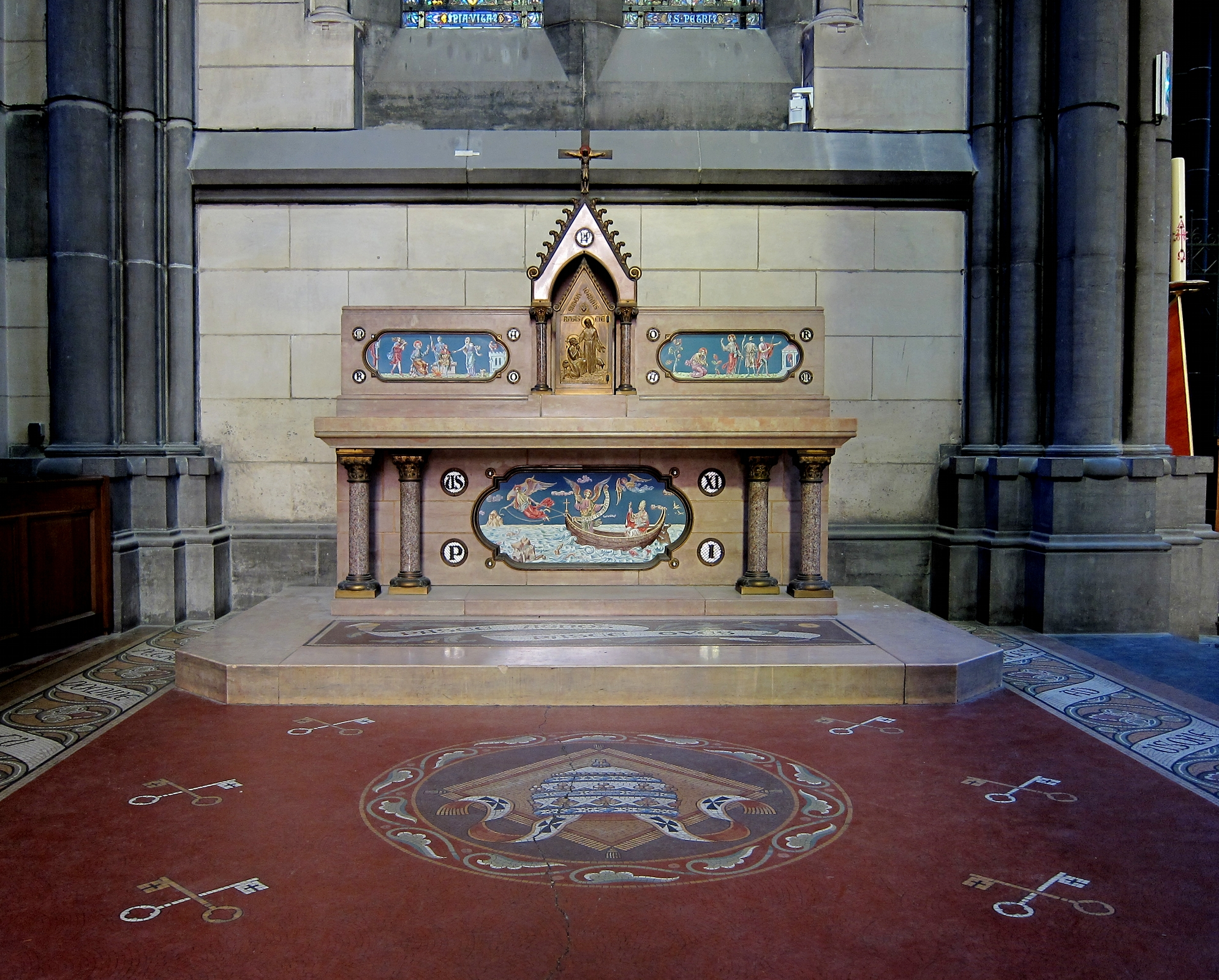
Autel de Saint Pierre dans la cathédrale Notre-Dame-de-la-Treille de Lille

Cathédrale Notre-Dame-de-la-Treille de Lille - Autel de Saint Joseph
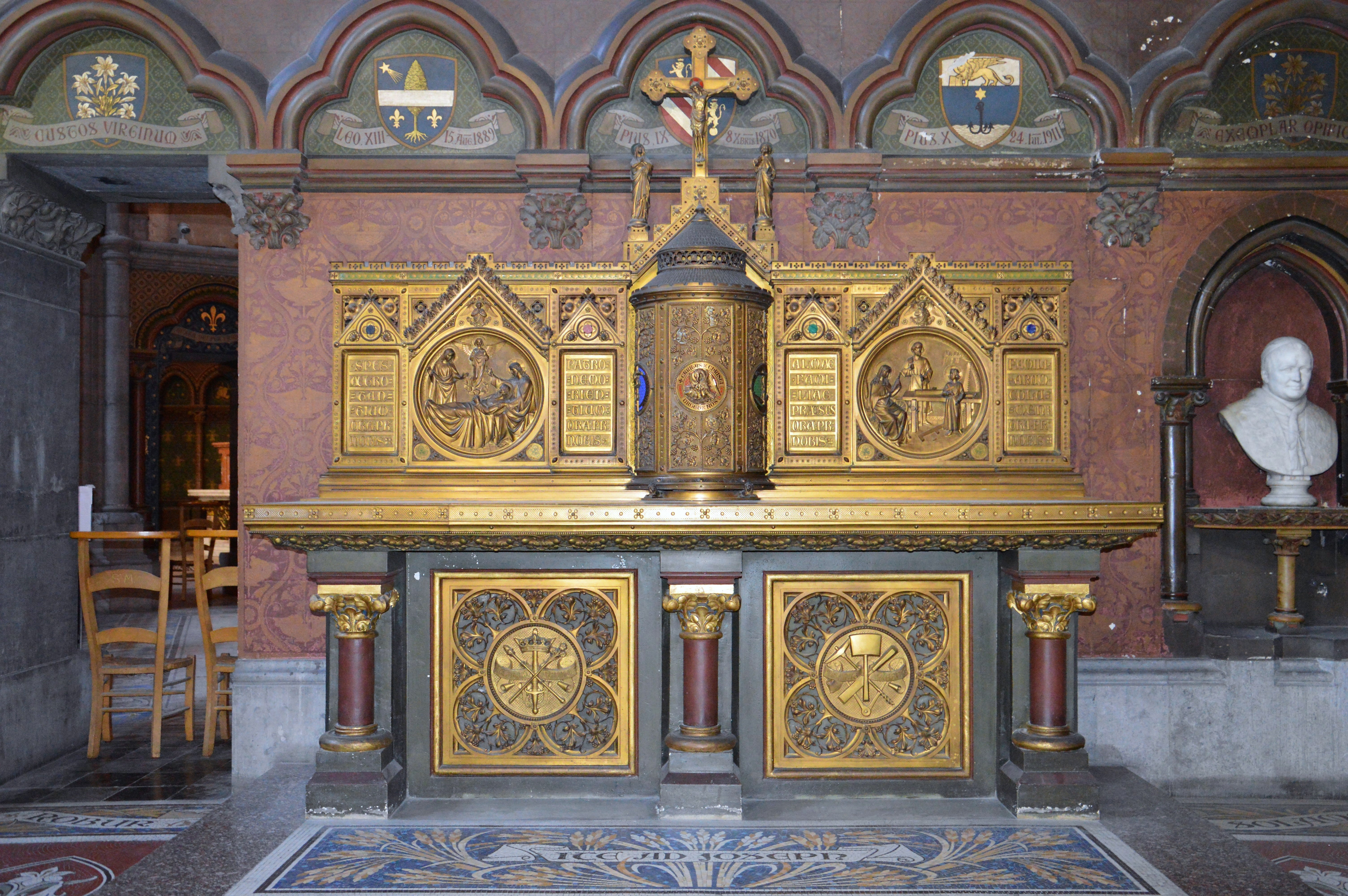
vue générale
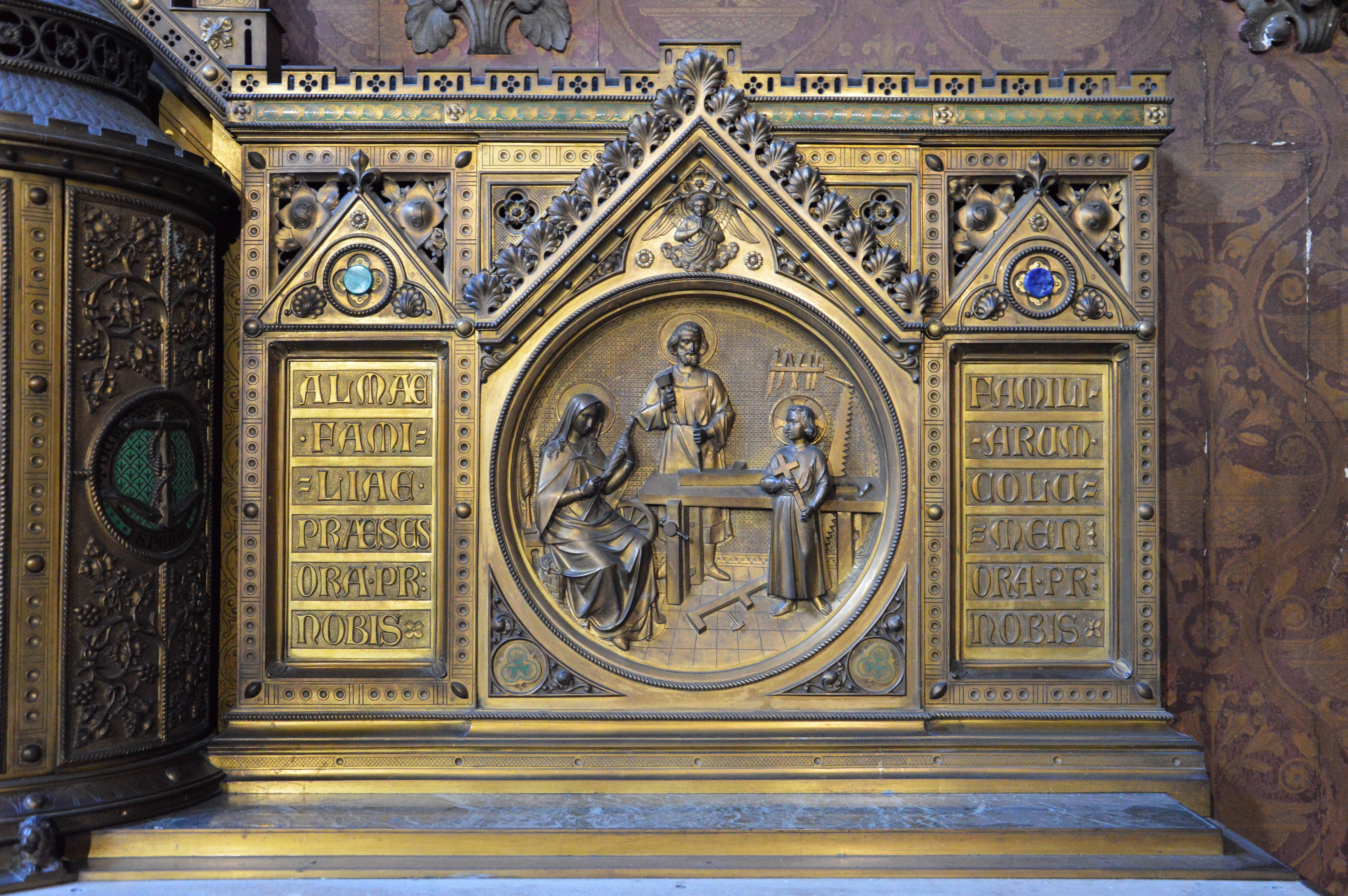
détail
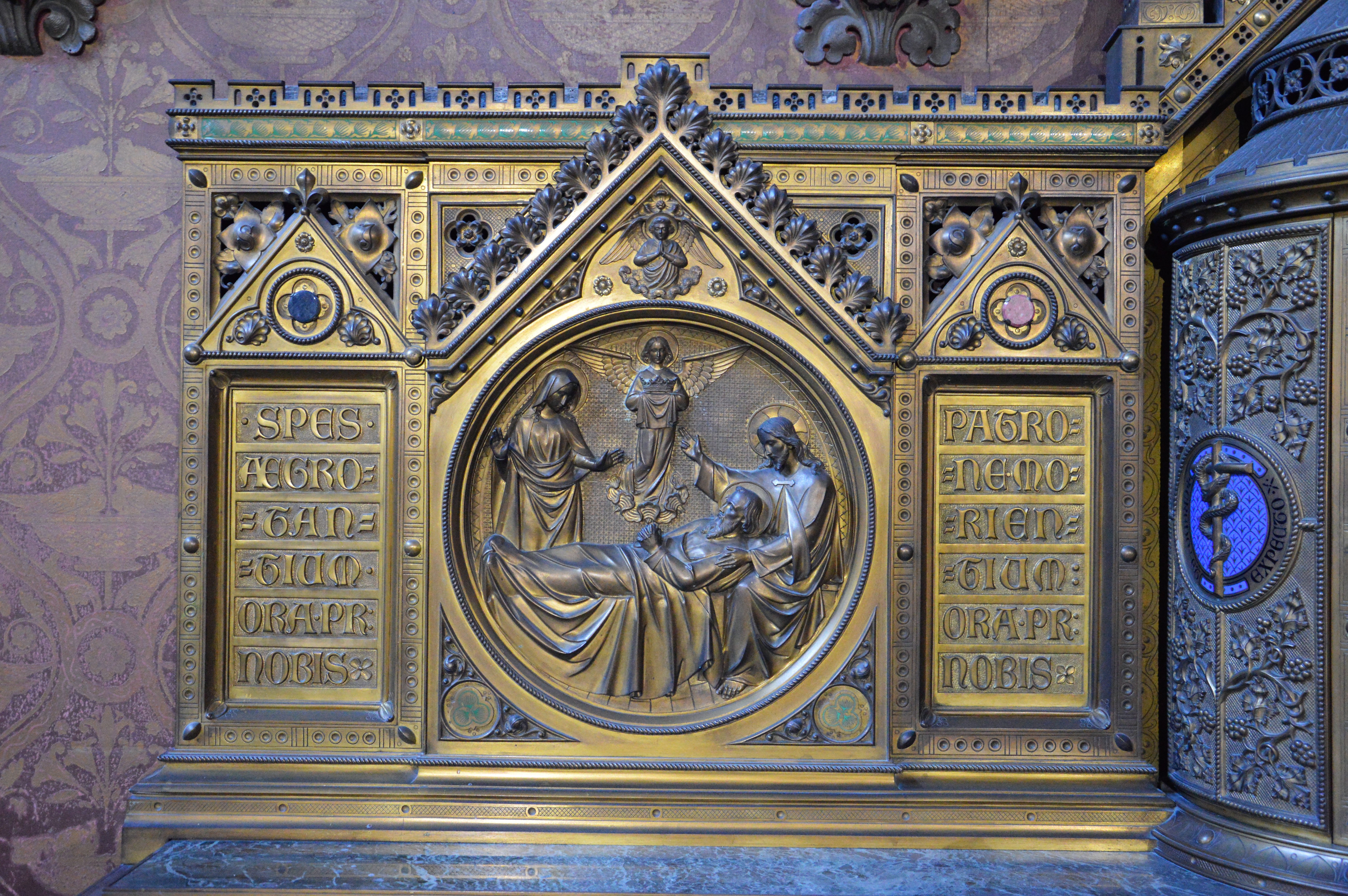
détail
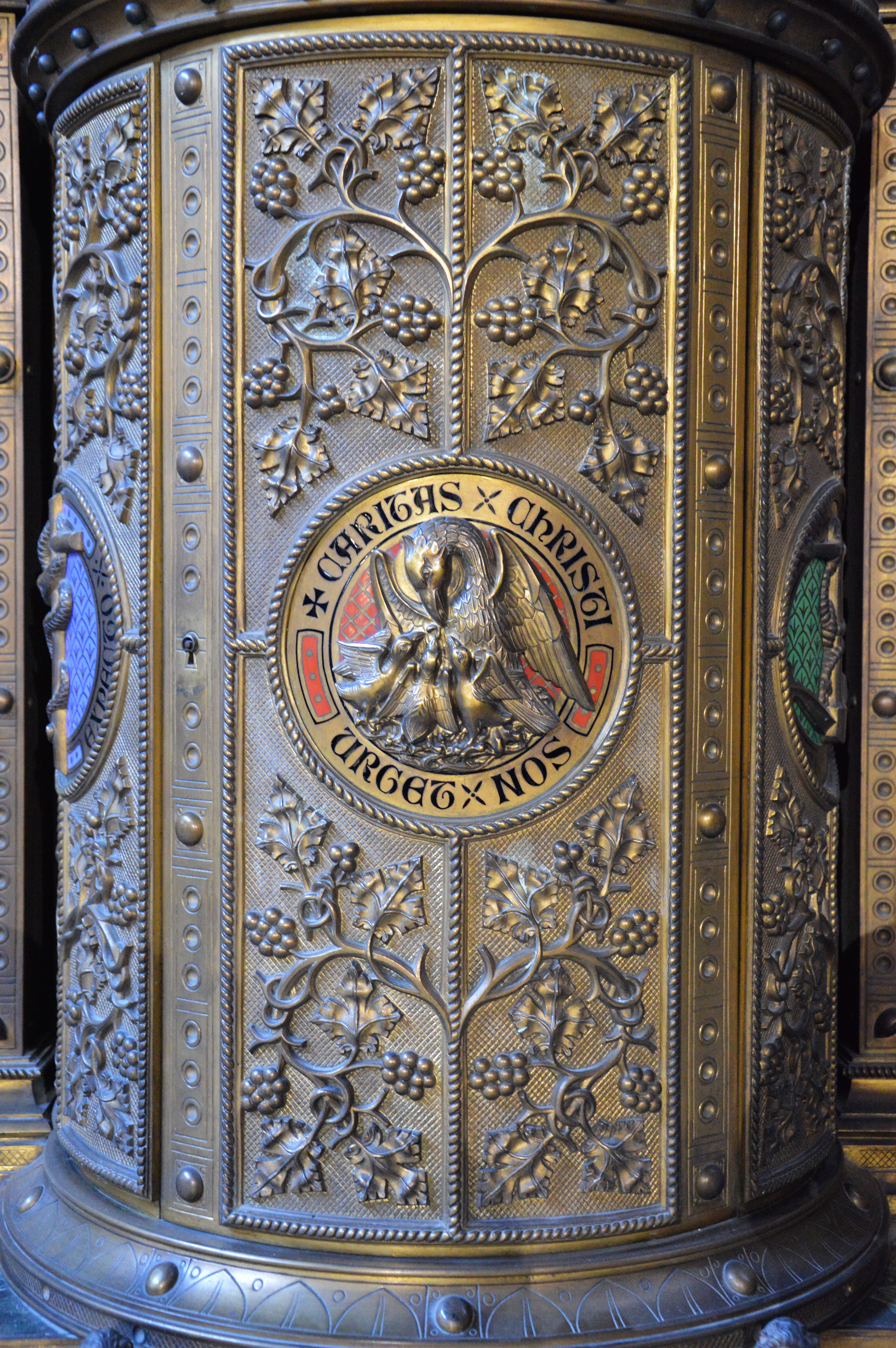
tabernacle
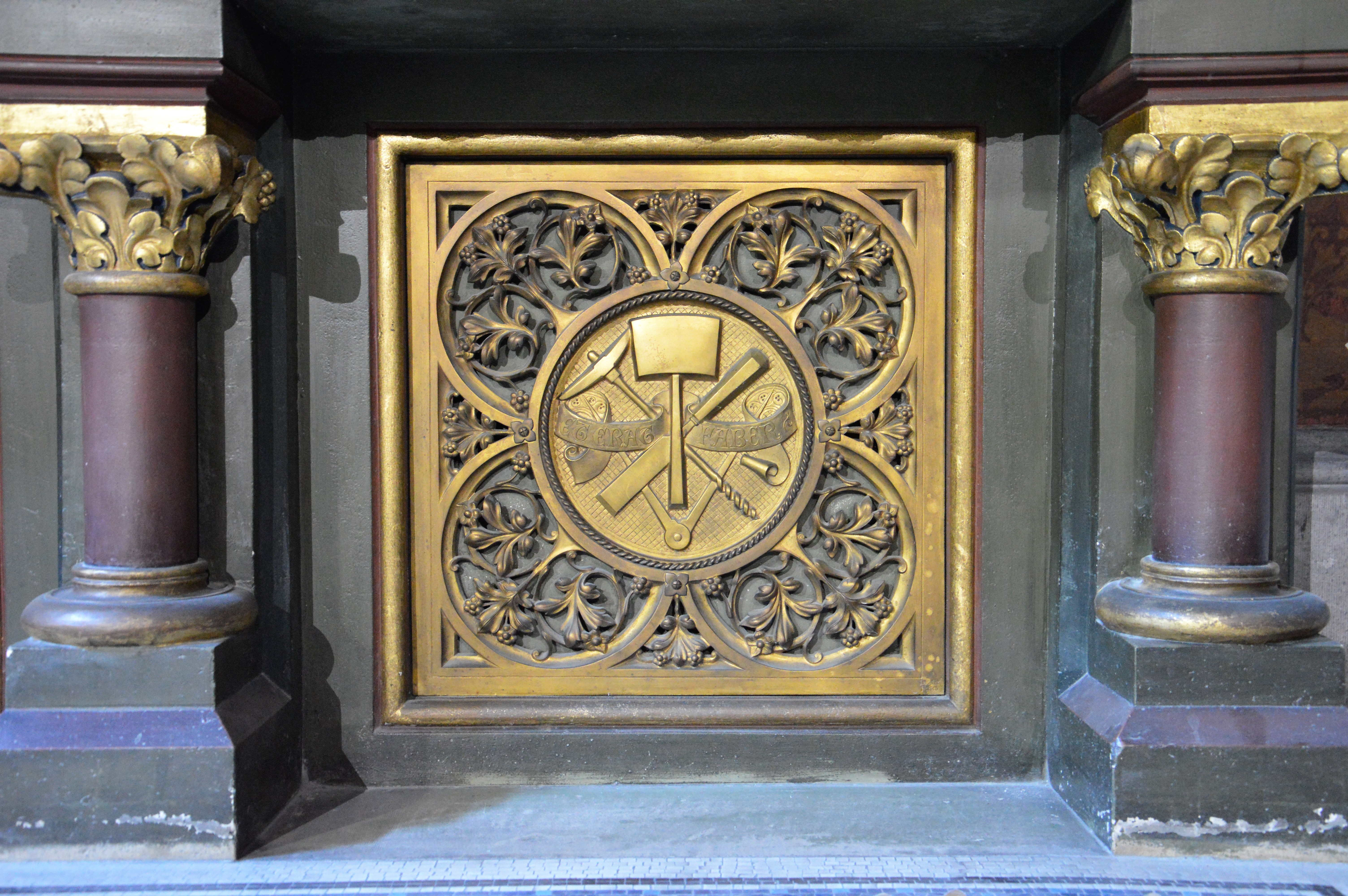
détail
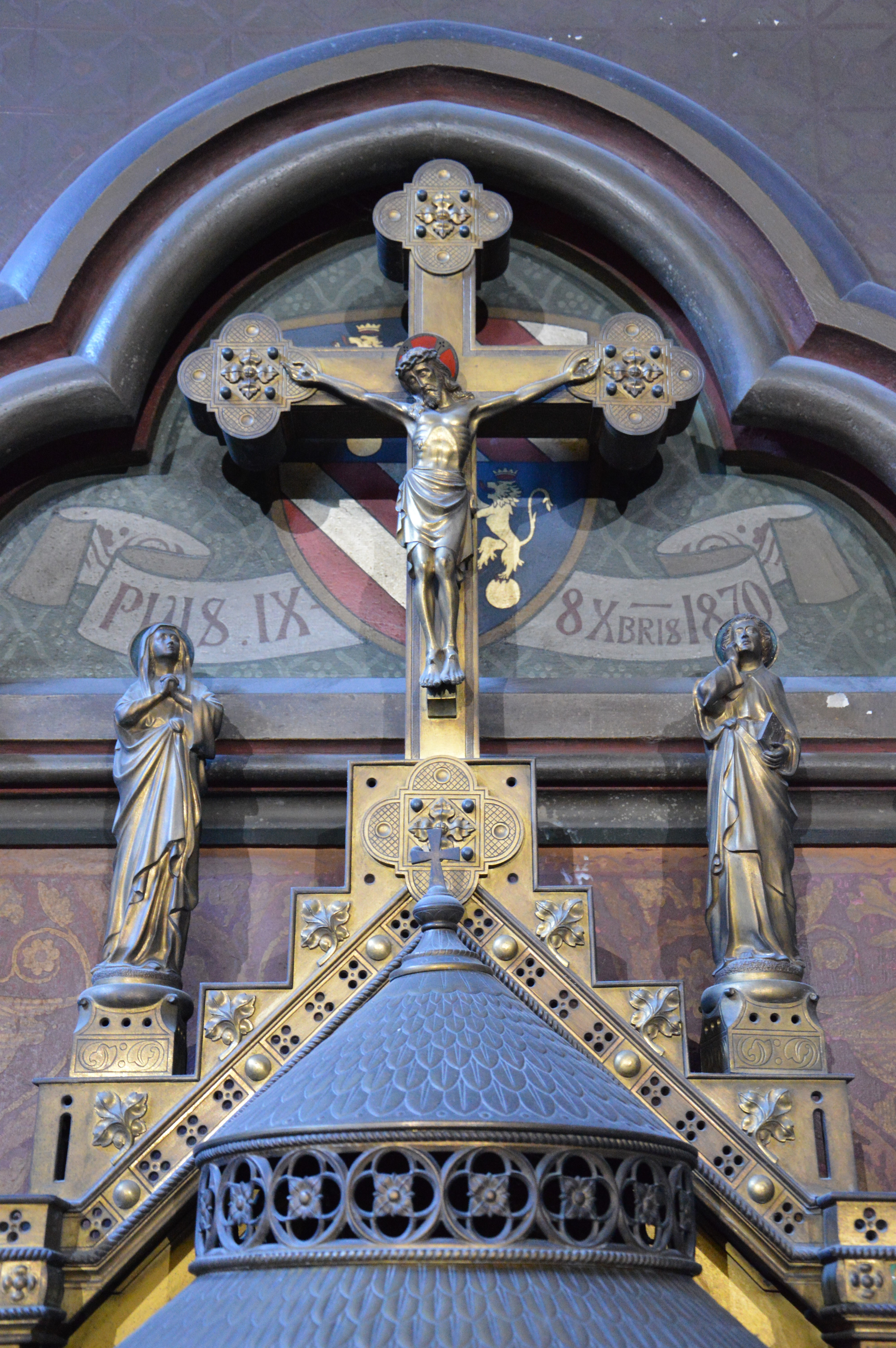
détail

- Lille (Nord), cathédrale Notre-Dame-de-la-Treille : Autel du Sacré-Cœur[36],[37]. Décidé en 1909, consacré en juin 1913, il est dessiné par Paul Vilain.

Cathédrale Notre-Dame-de-la-Treille de Lille - Autel de Sacré-Coeur
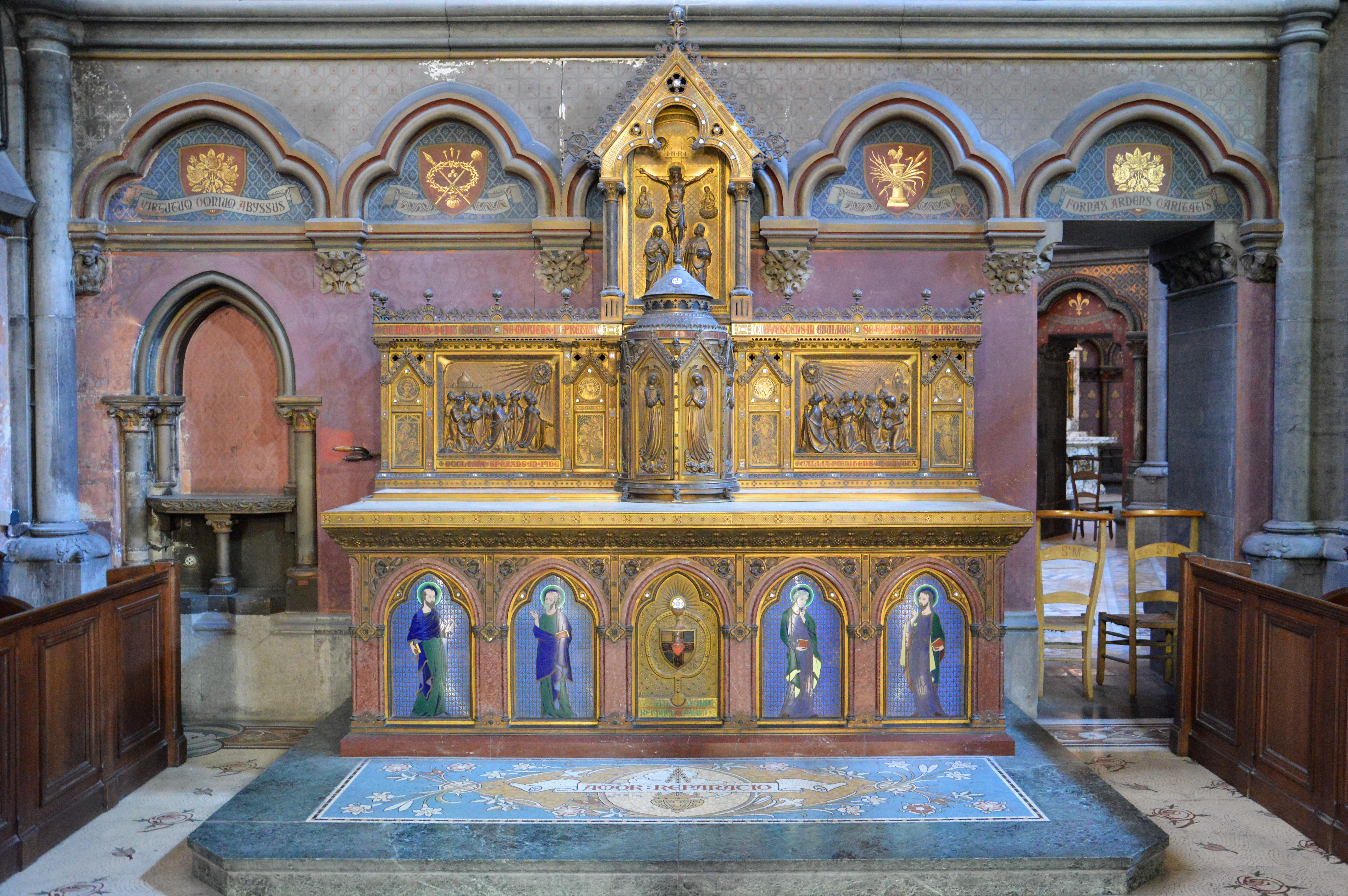
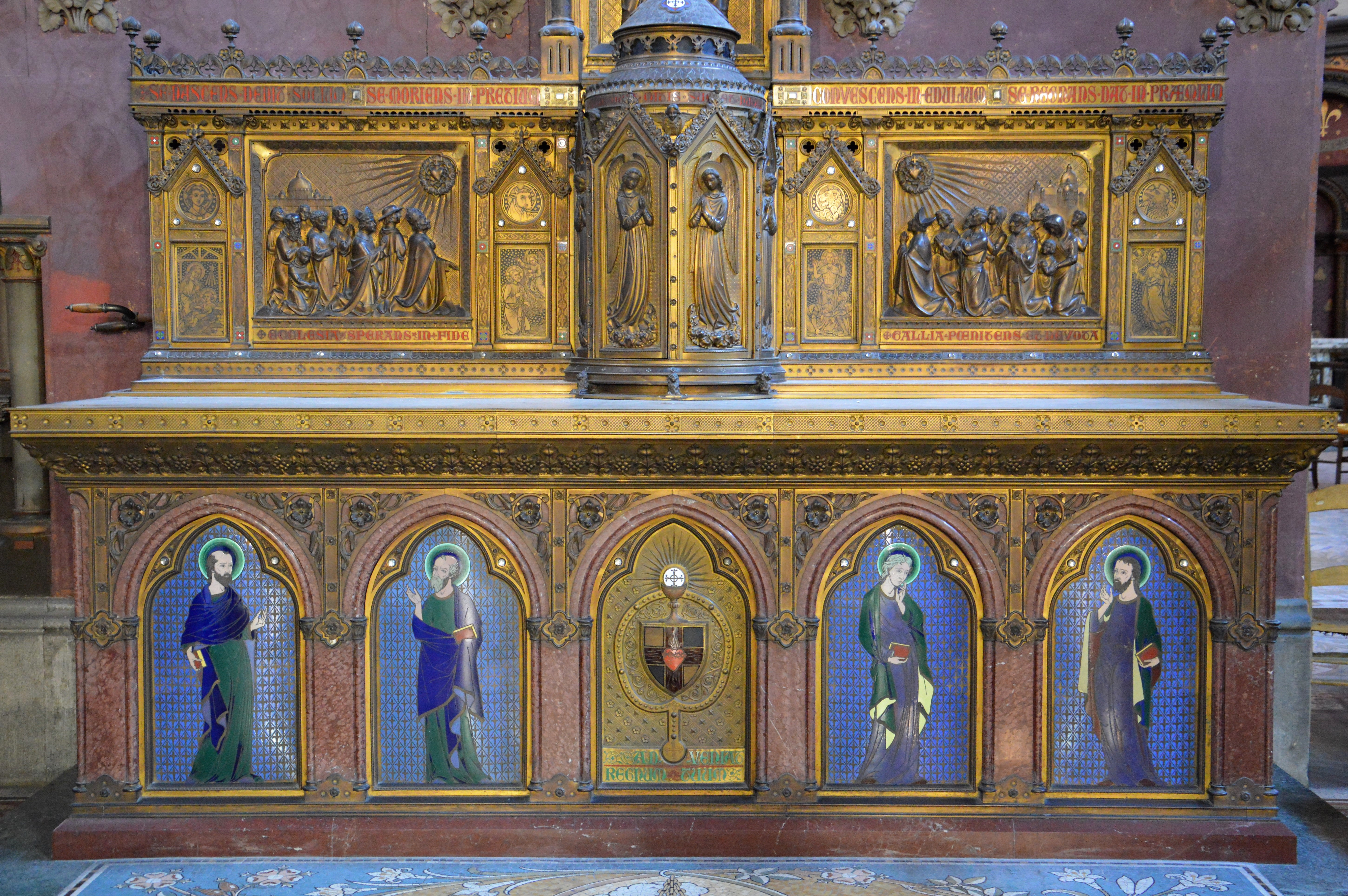
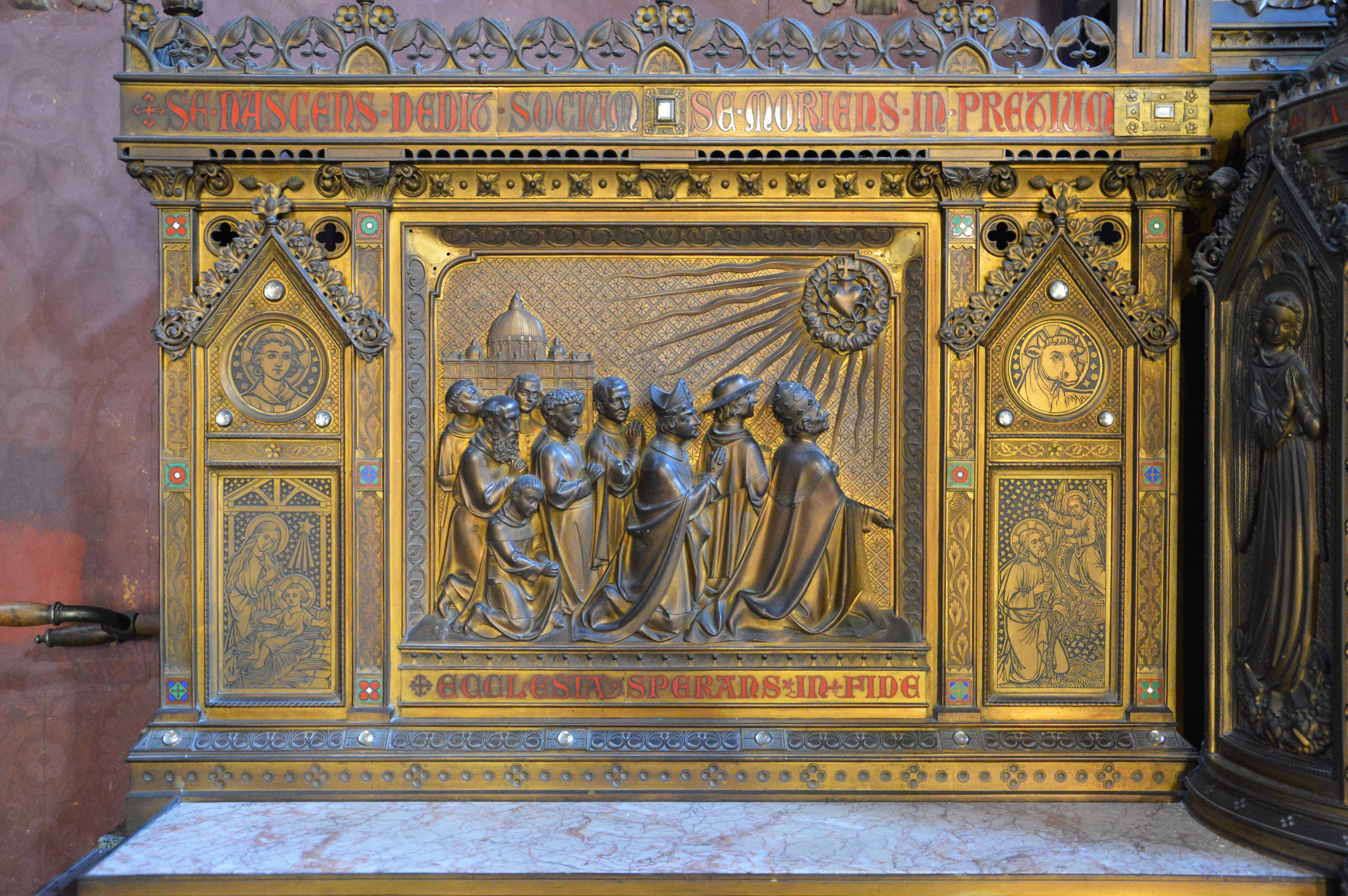
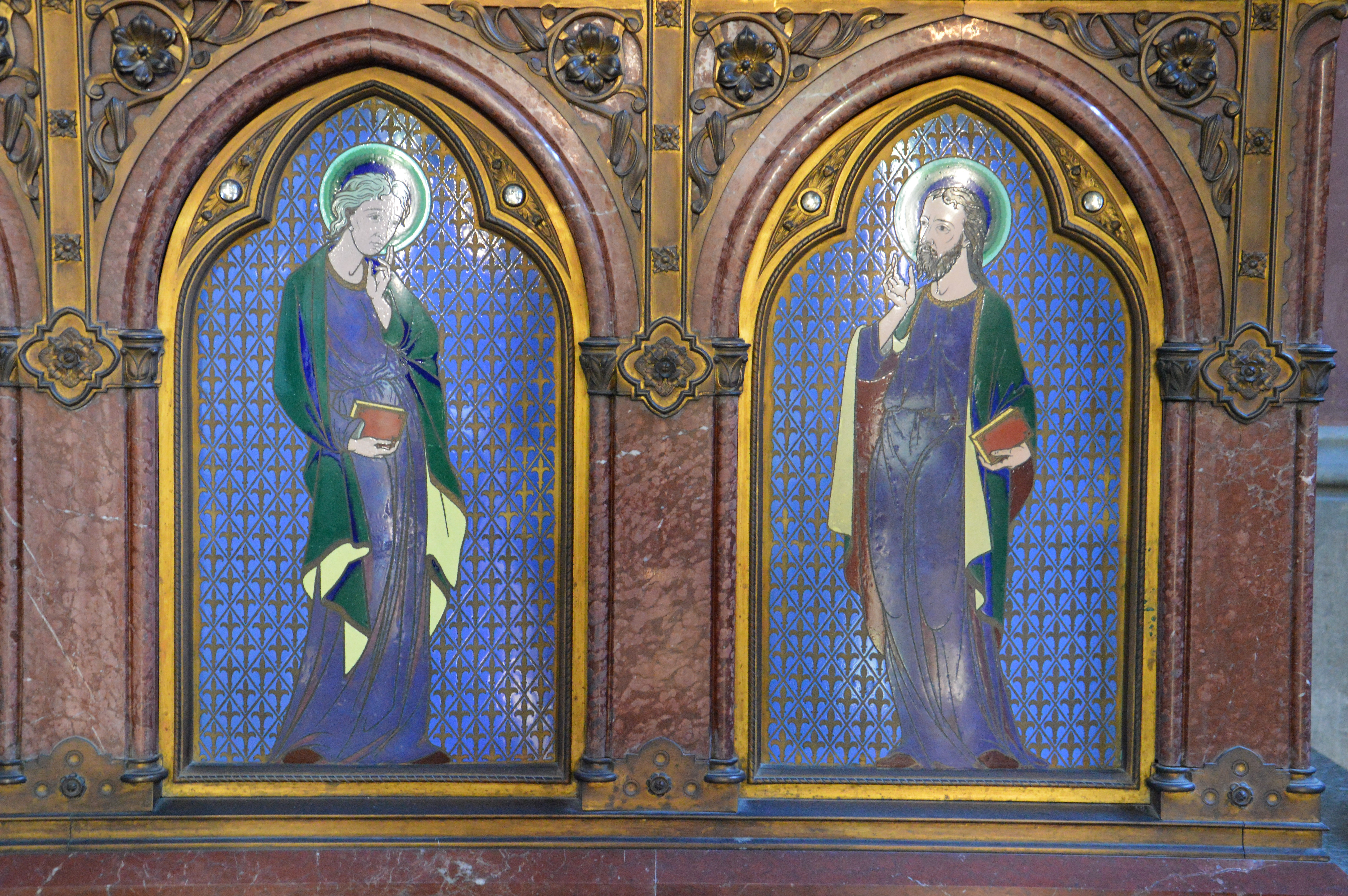
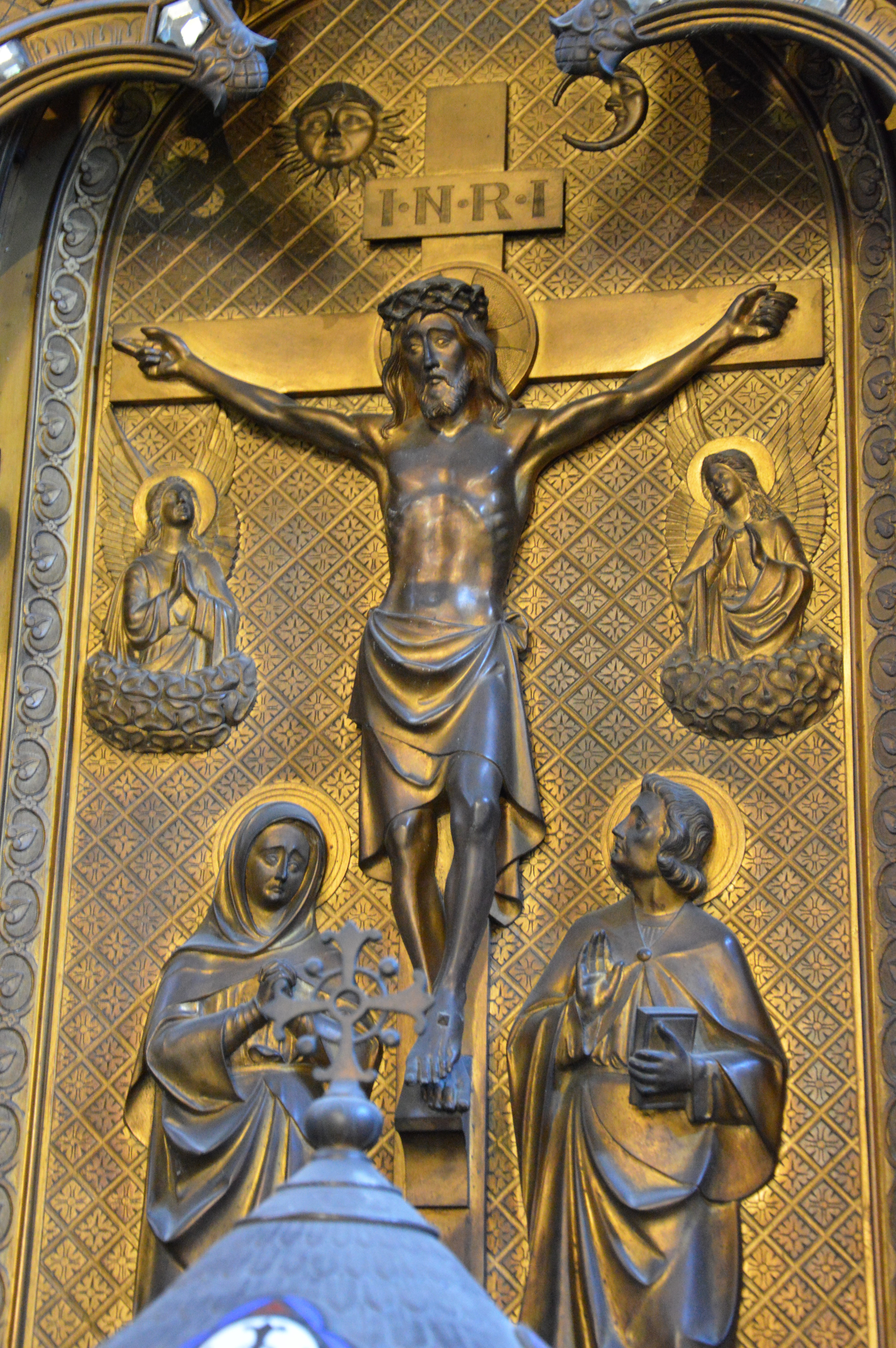
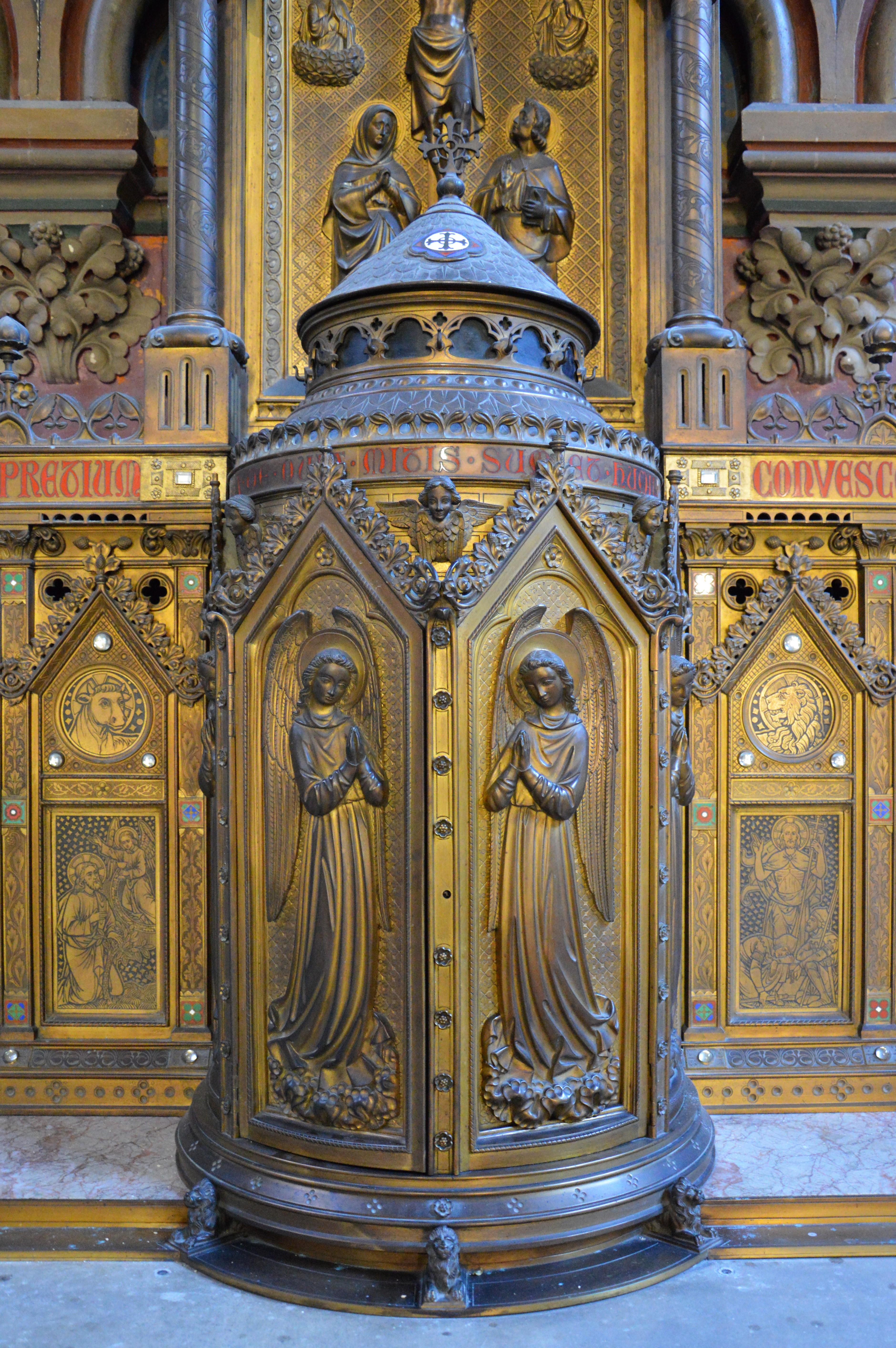

- Lille (Nord), cathédrale Notre-Dame-de-la-Treille : Croix de procession offerte en 1924 à l'occasion du cinquantenaire du couronnement de Notre-Dame de la Treille.
- Gilly (Belgique), église Sainte-Barbe : Un autel majeur et deux autels latéraux (1925)[38]. La garniture du retable du maître-autel a malheureusement été volé à une époque récente.

Maître-autel de l'église Sainte-Barbe de Gilly (Belgique)
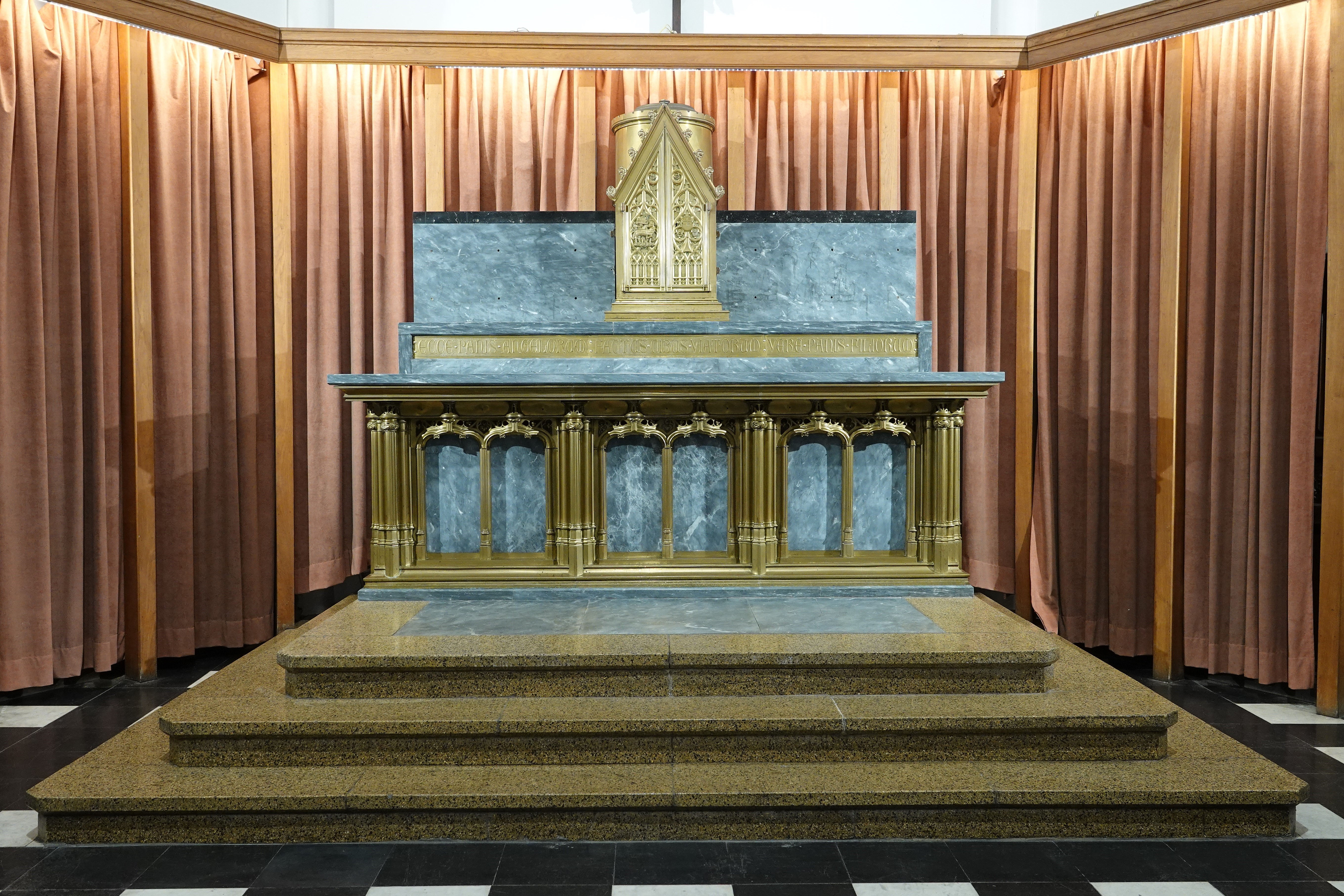
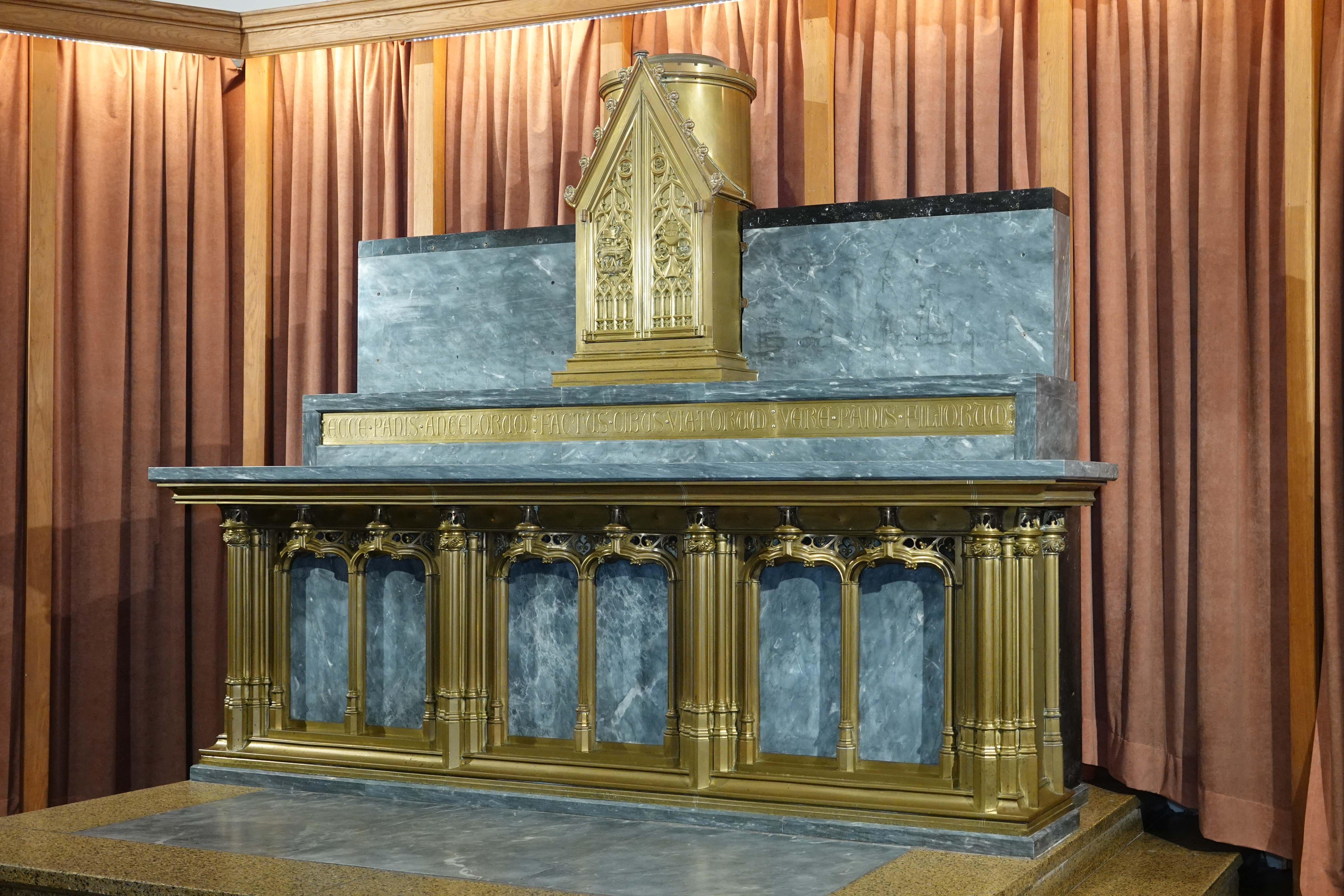
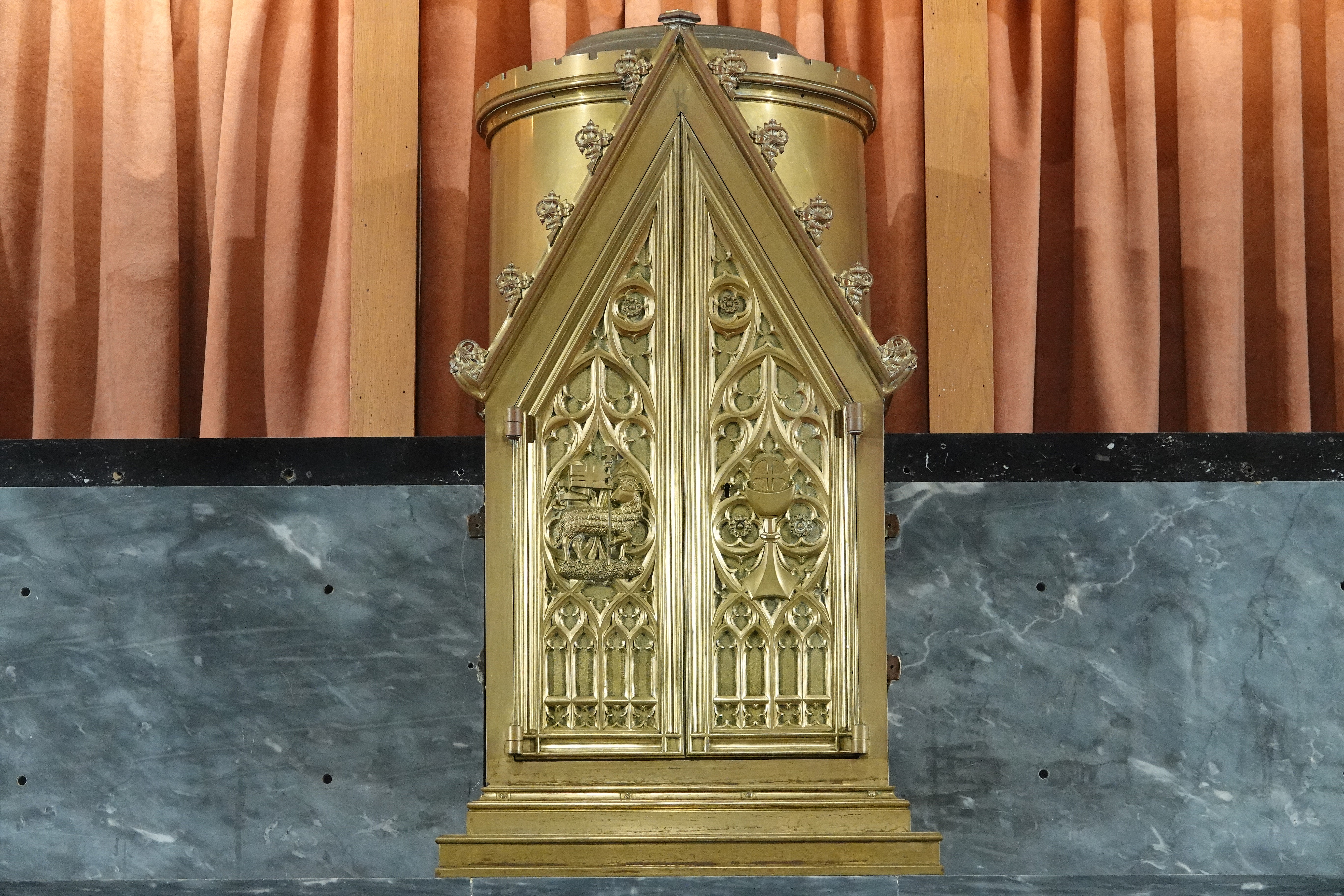
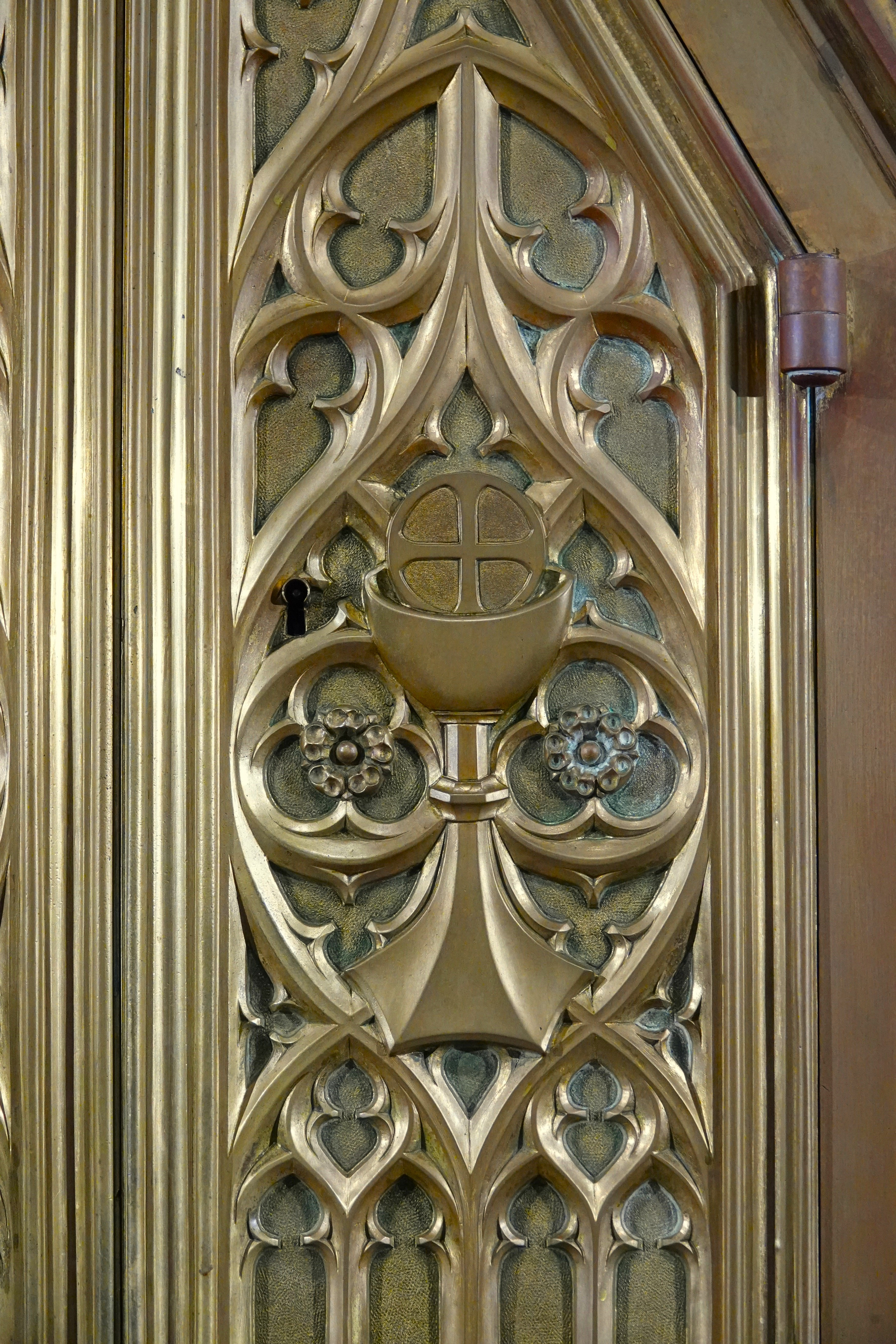
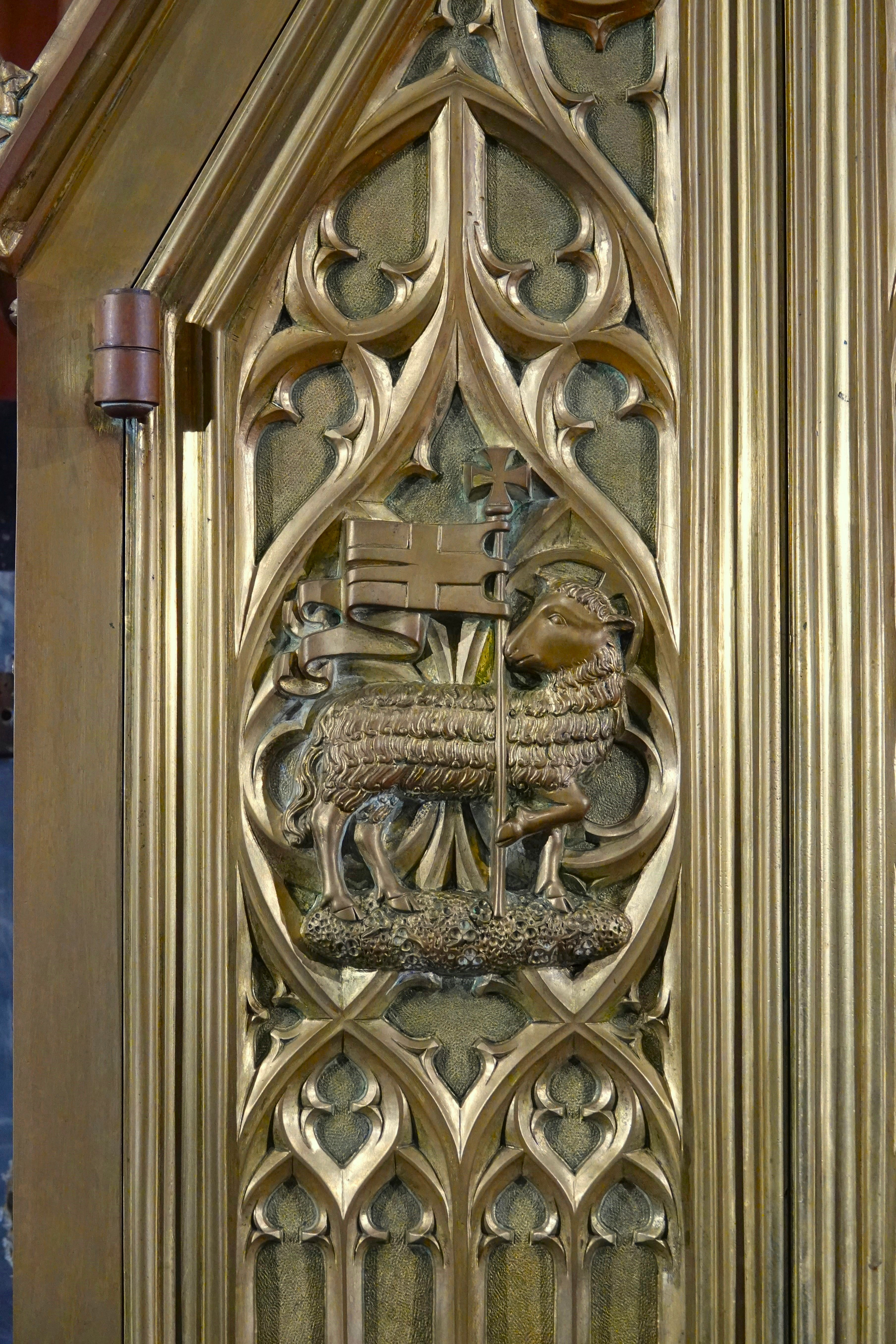

- Marcq-en-Barœul (Nord), "chapelle de congrégation" du collège de Marcq (Marcq Institution) : Ameublement (1927)[39]. La cuivrerie fournit un autel en marbre et laiton surmonté d'un "umbraculum" (voile), un tabernacle, un crucifix , une lampe de sanctuaire, des chandeliers, un tronc en laiton[39].

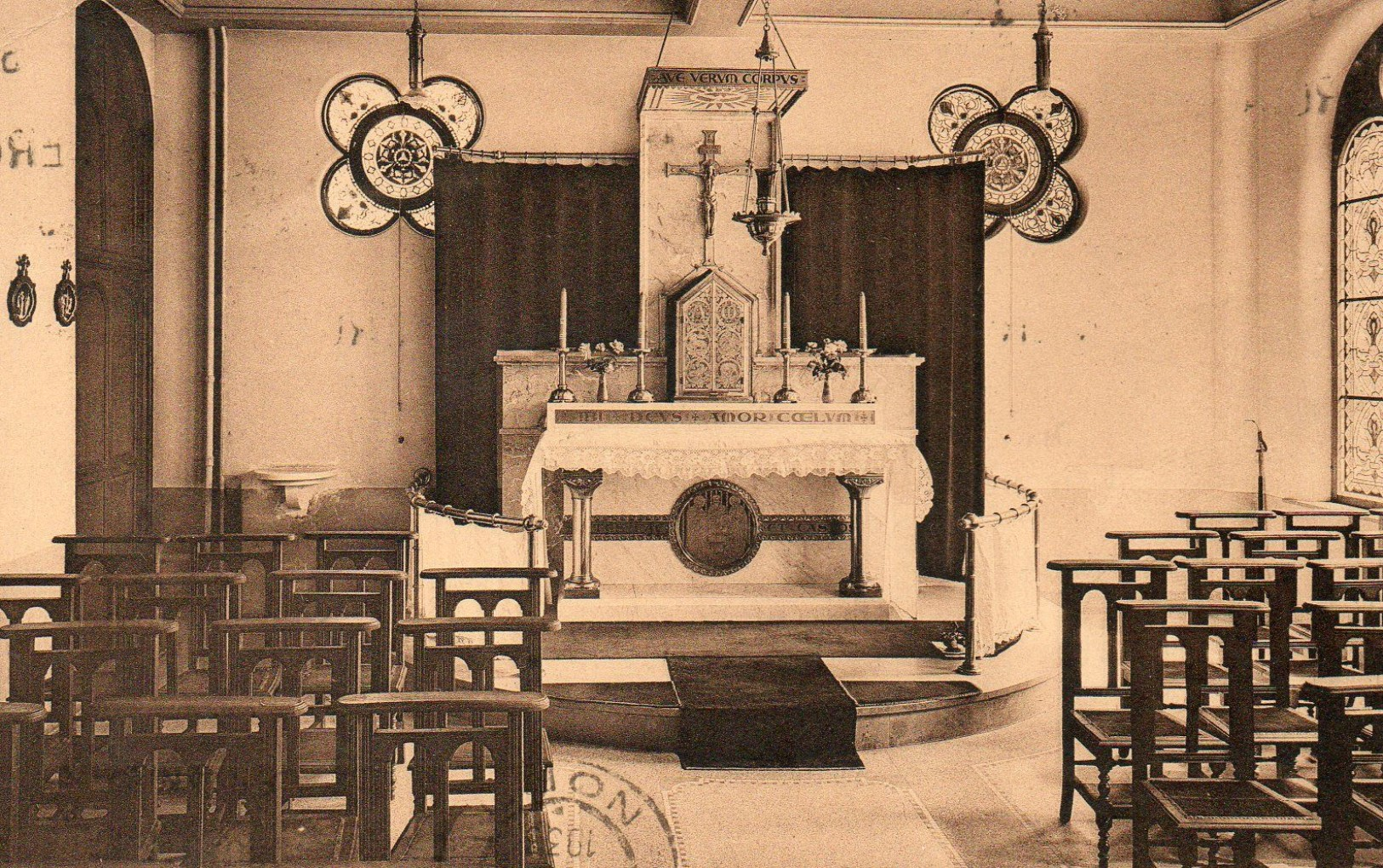
Intérieur de la chapelle de congrégation de Marcq Institution (1927).

- Ronquières (Belgique), église Saint-Géry : En 1926-1927, la cuivrerie participe à la création par l'abbé Georges Malherbe d'un mobilier et d'un aménagement conforme aux principes du mouvement liturgique[40],[41],[42]. Elle fournit une croix d'autel/pique cierge[43], un tabernacle portatif, un tabernacle avec porche d'exposition, les parties en bronze d'un umbraculum, 3 reliquaires[44],[45],[46], un chandelier à 7 branches[47].

Mobilier de l'église Sainte-Barbe de Ronquières (1926-1927)
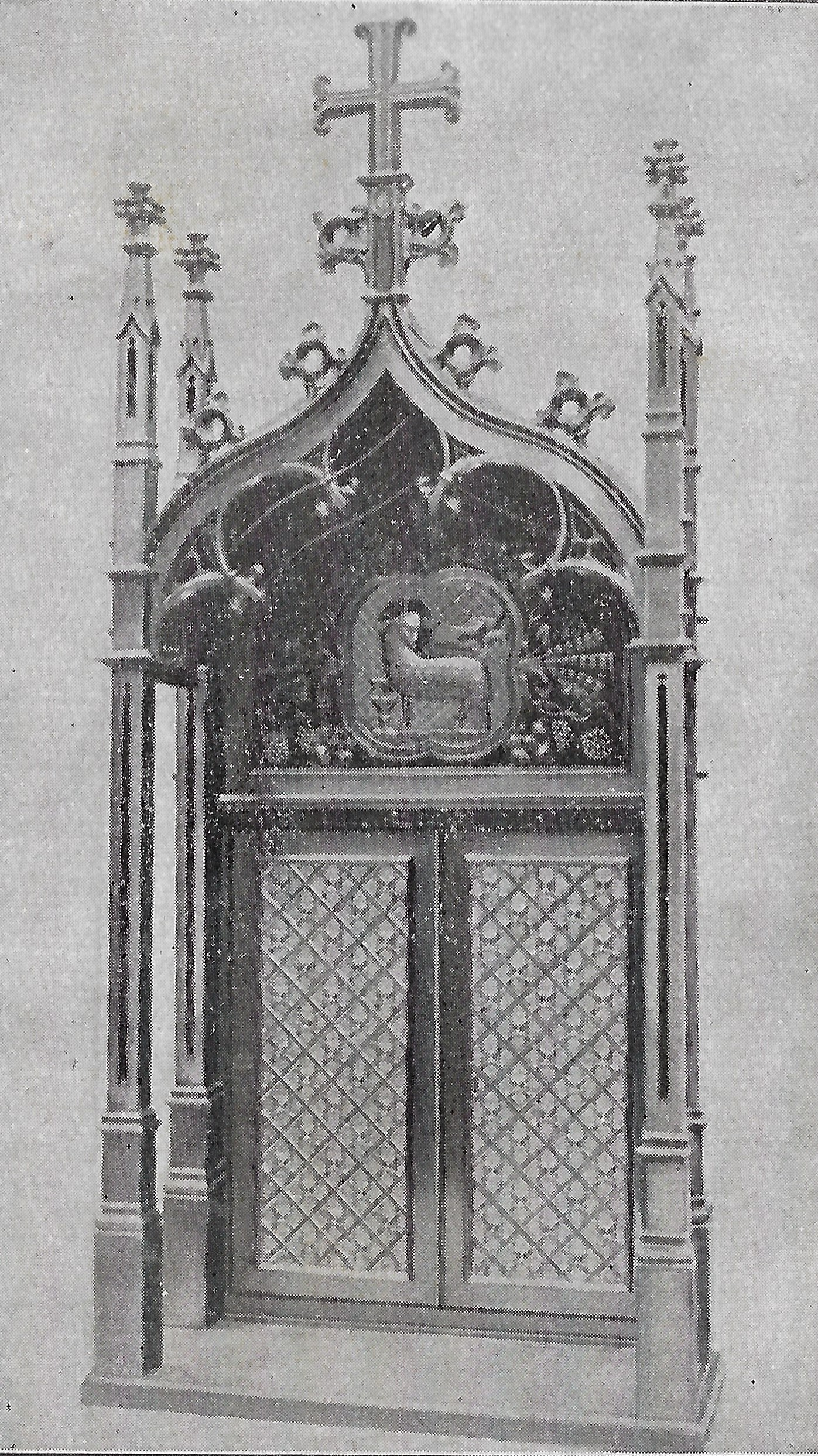
Tabernacle avec porche d'exposition
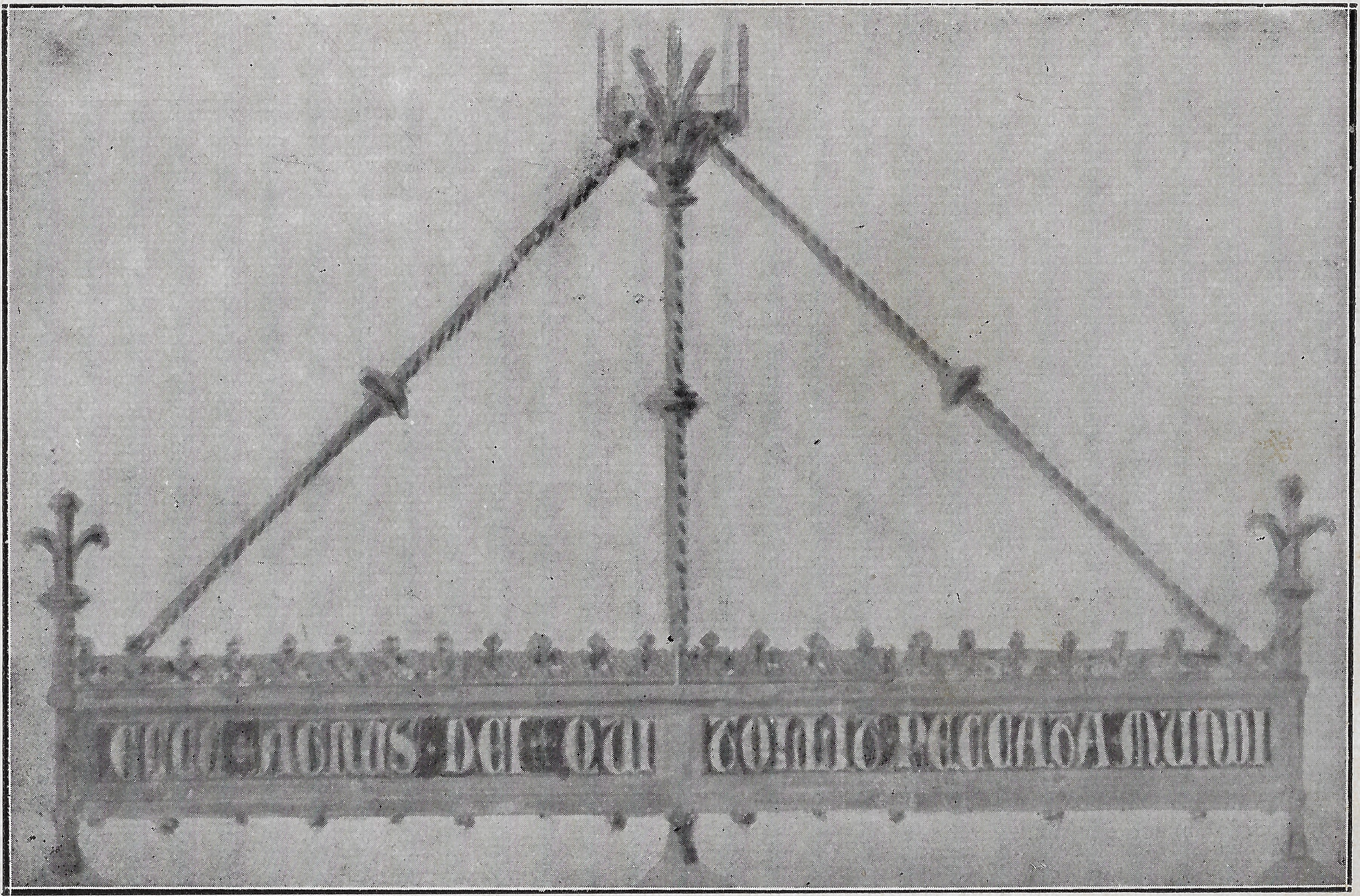
Umbraculum (support)
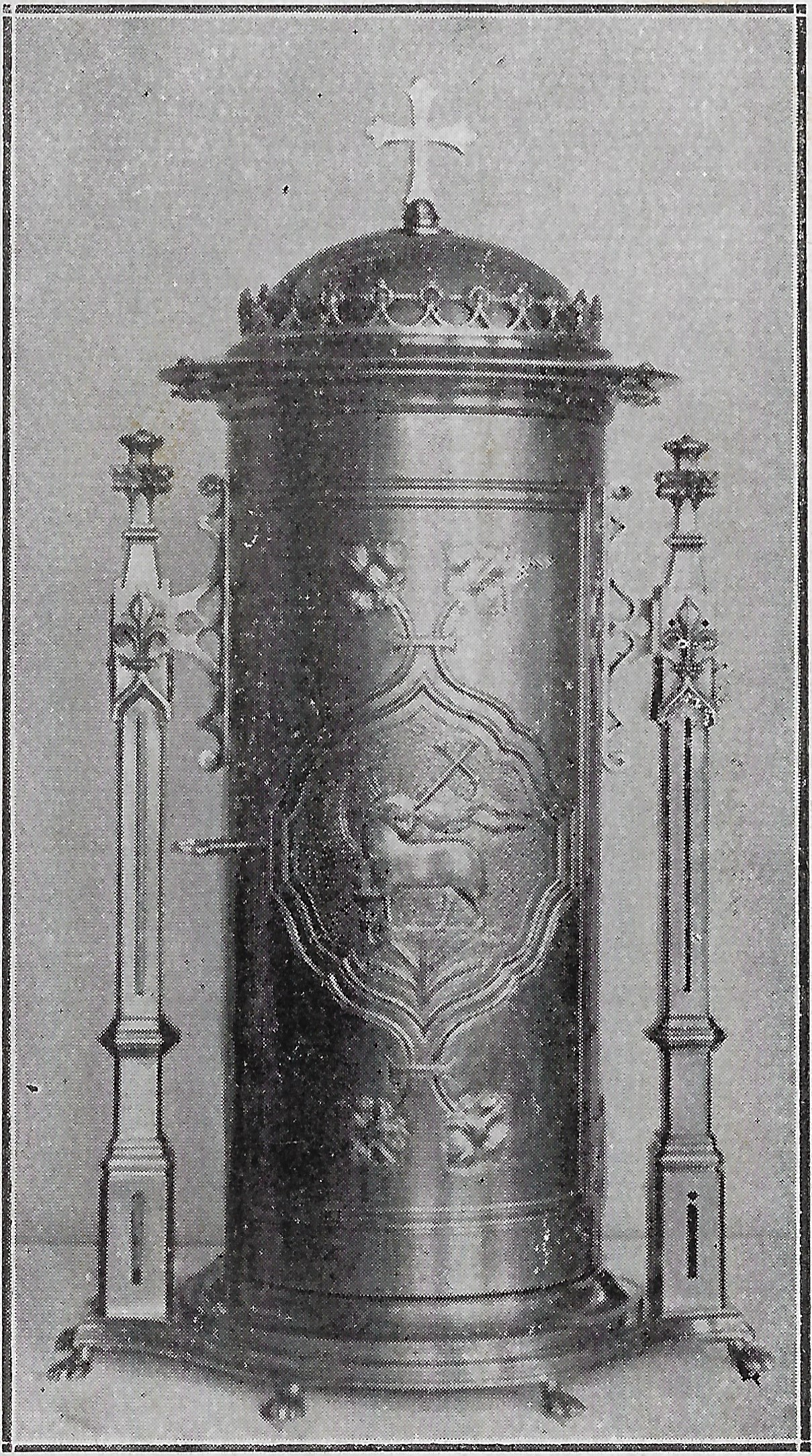
Tabernacle portatif
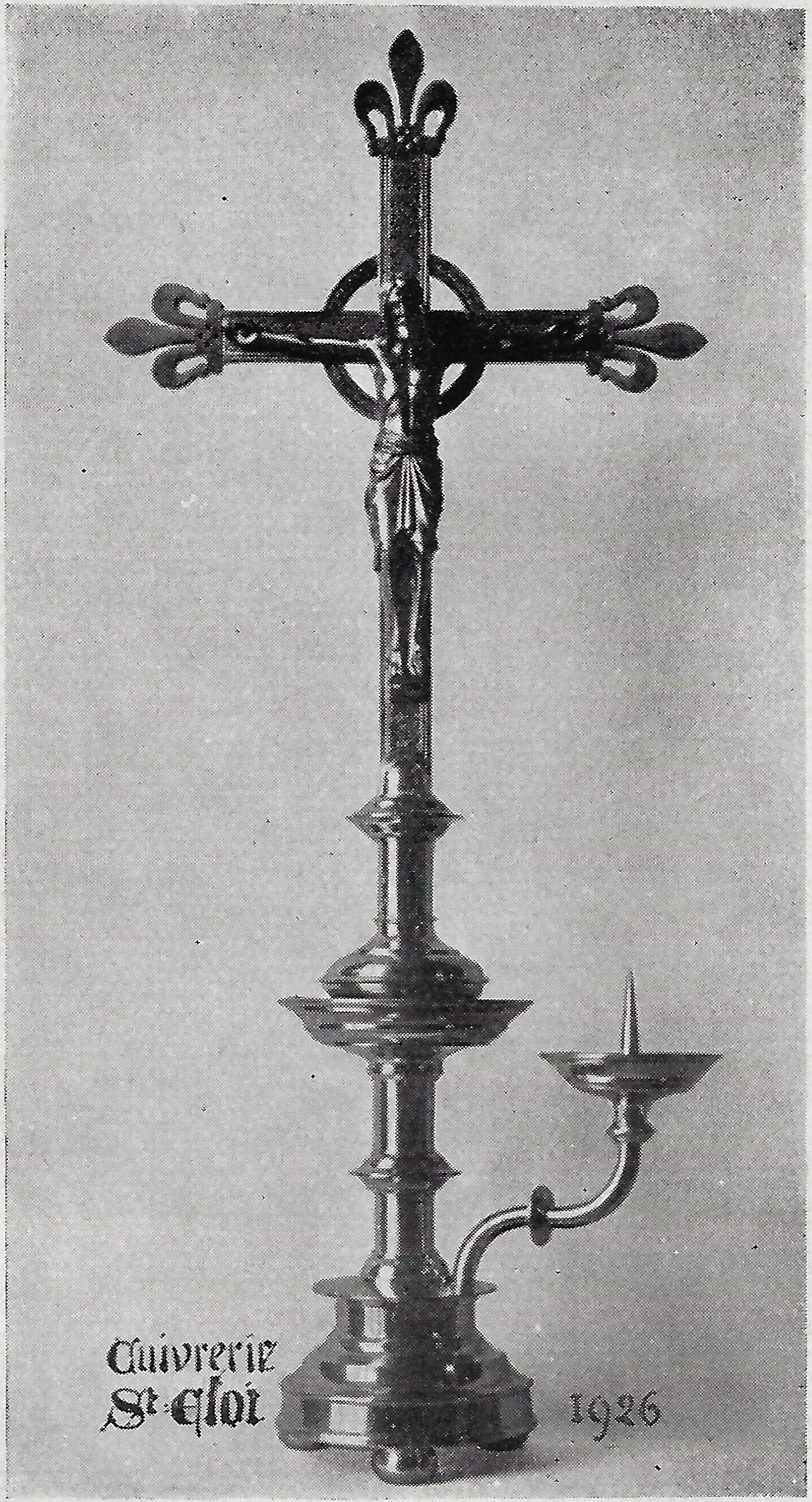
Croix d'autel/pique cierge
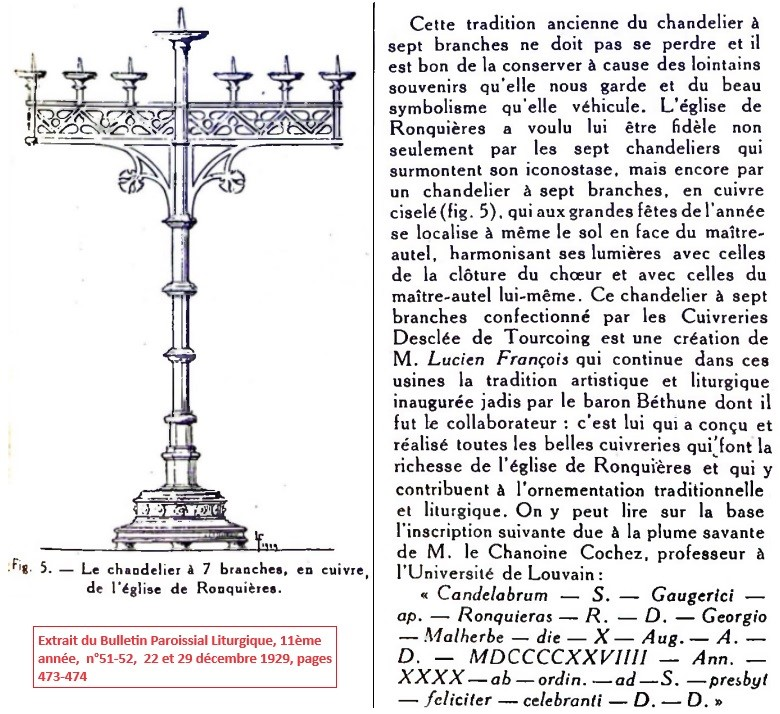
Chandelier à 7 branches

- Marcq-en-Barœul (Nord), grande chapelle du collège de Marcq (Marcq Institution) : Chandelier triangulaire et chandelier pascal, hauteur 1m75[48] (1929). Ils sont offerts par M. de Le Rue, professeur d'Histoire à l'Institution. Au dos du chandelier pascal se trouve le symbole du collège, l'étoile, avec en son centre, le monogramme de la Vierge-Marie (M et A entrelacés) et, sous l'étoile, les armoiries du donateur. Les lettres en taille supérieure des inscriptions (VICtIMae pasChaLI LaVDes / VIrgInIqVe genItrICI) forment un chronogramme. Le chandelier triangulaire, principalement en fer forgé, semble aujourd'hui avoir disparu.

Chandelier pascal pour la Grande Chapelle de Marcq Institution (1929)
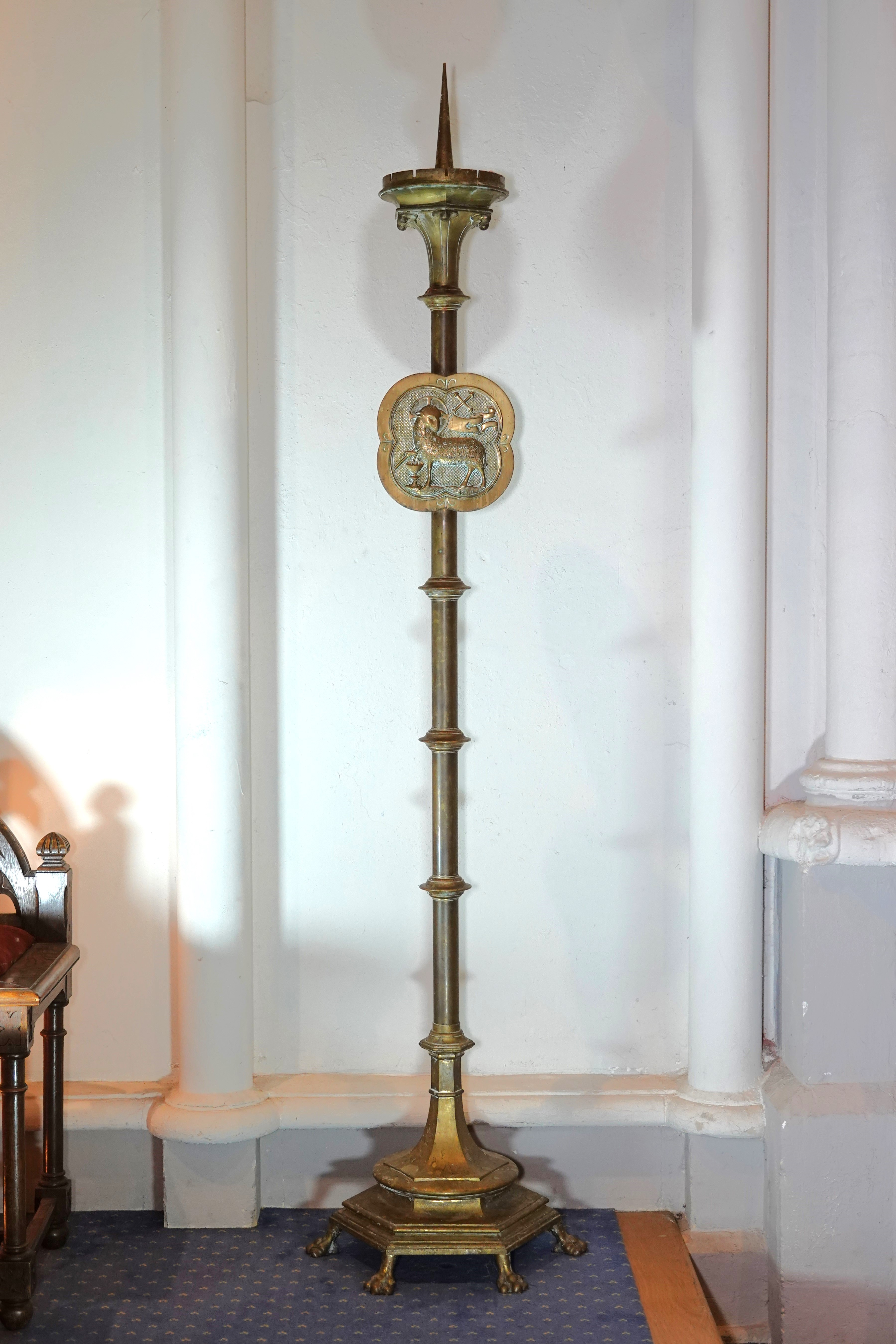
Face
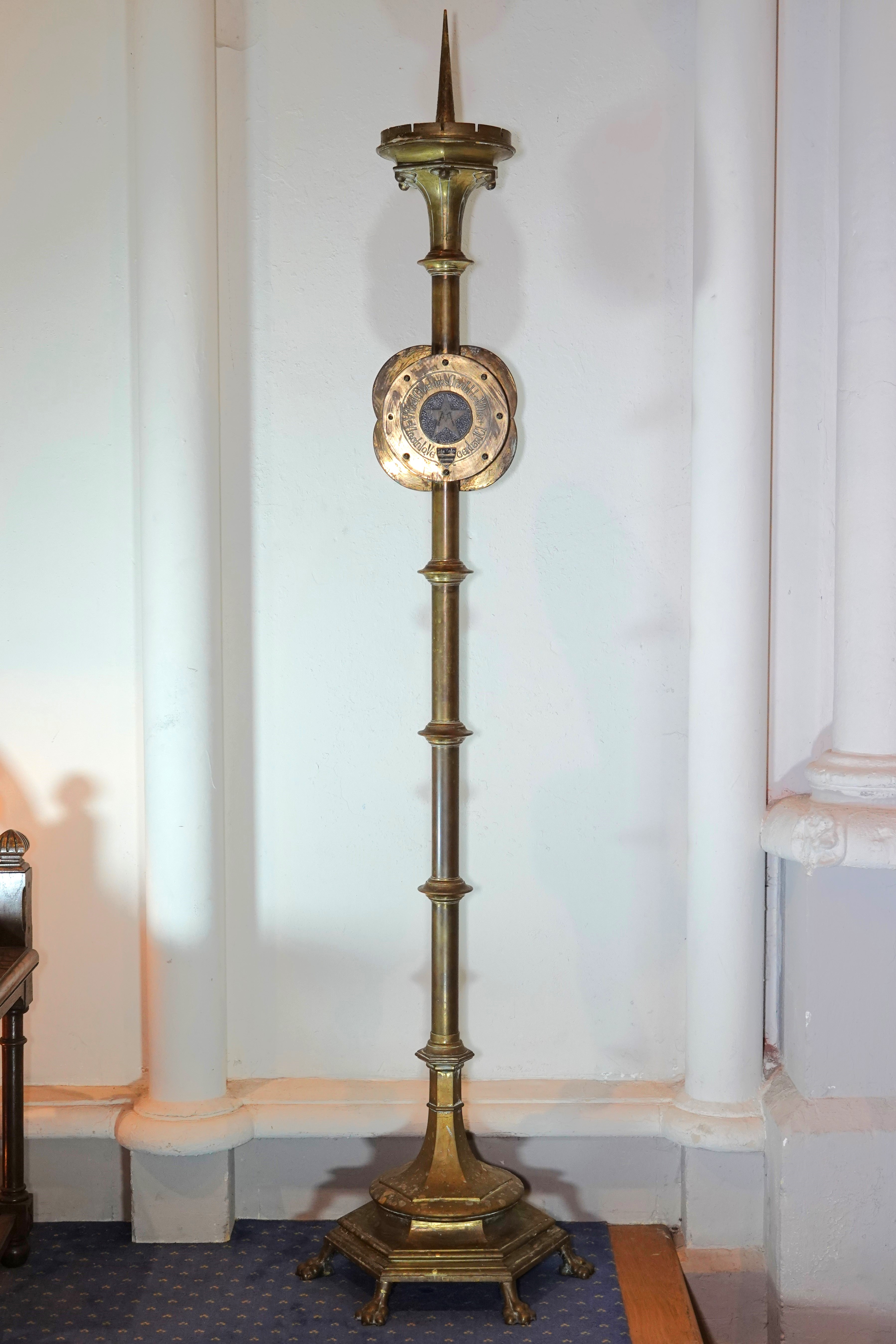
Revers
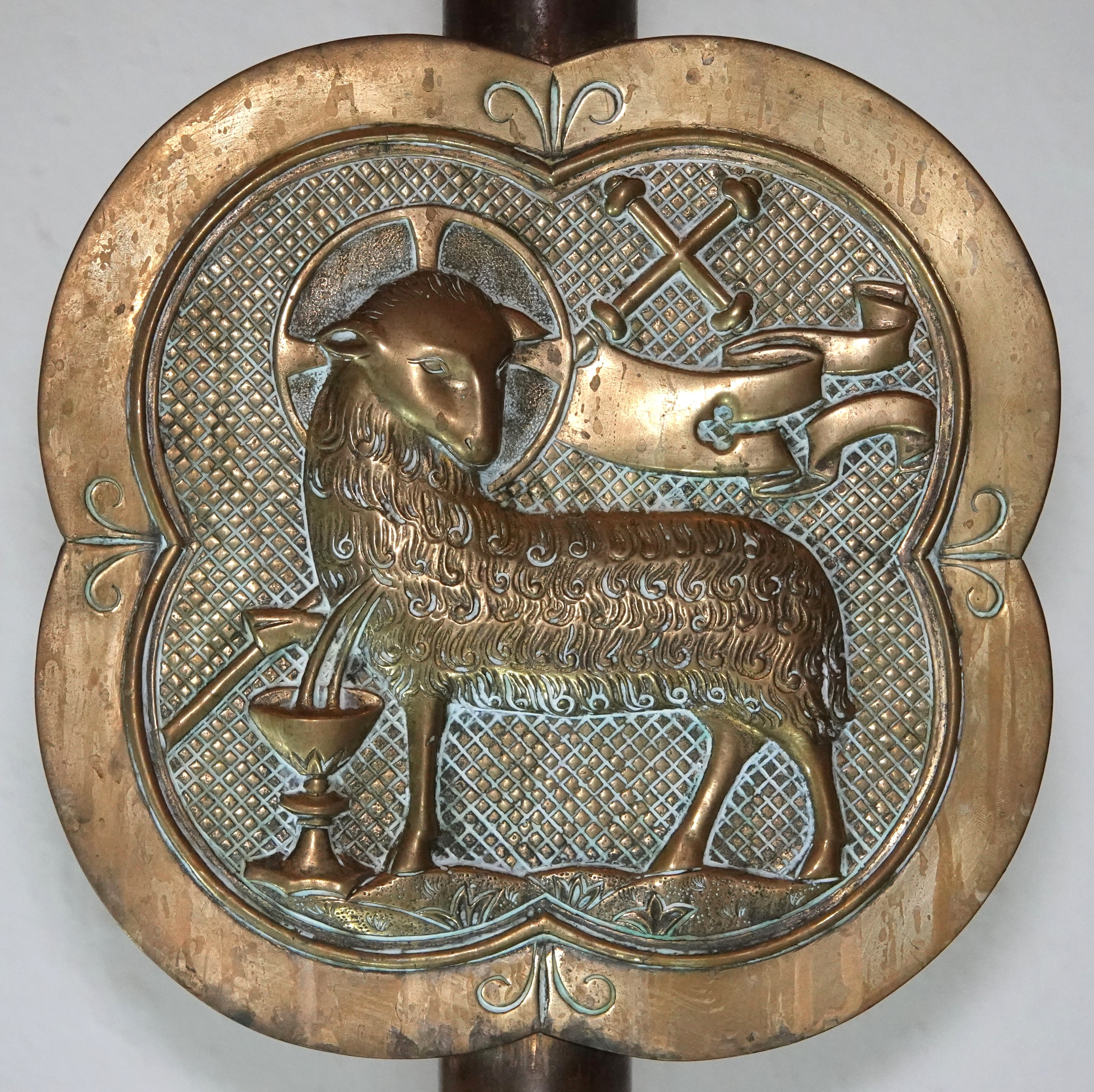
Médaillon central avec l'agneau pascal
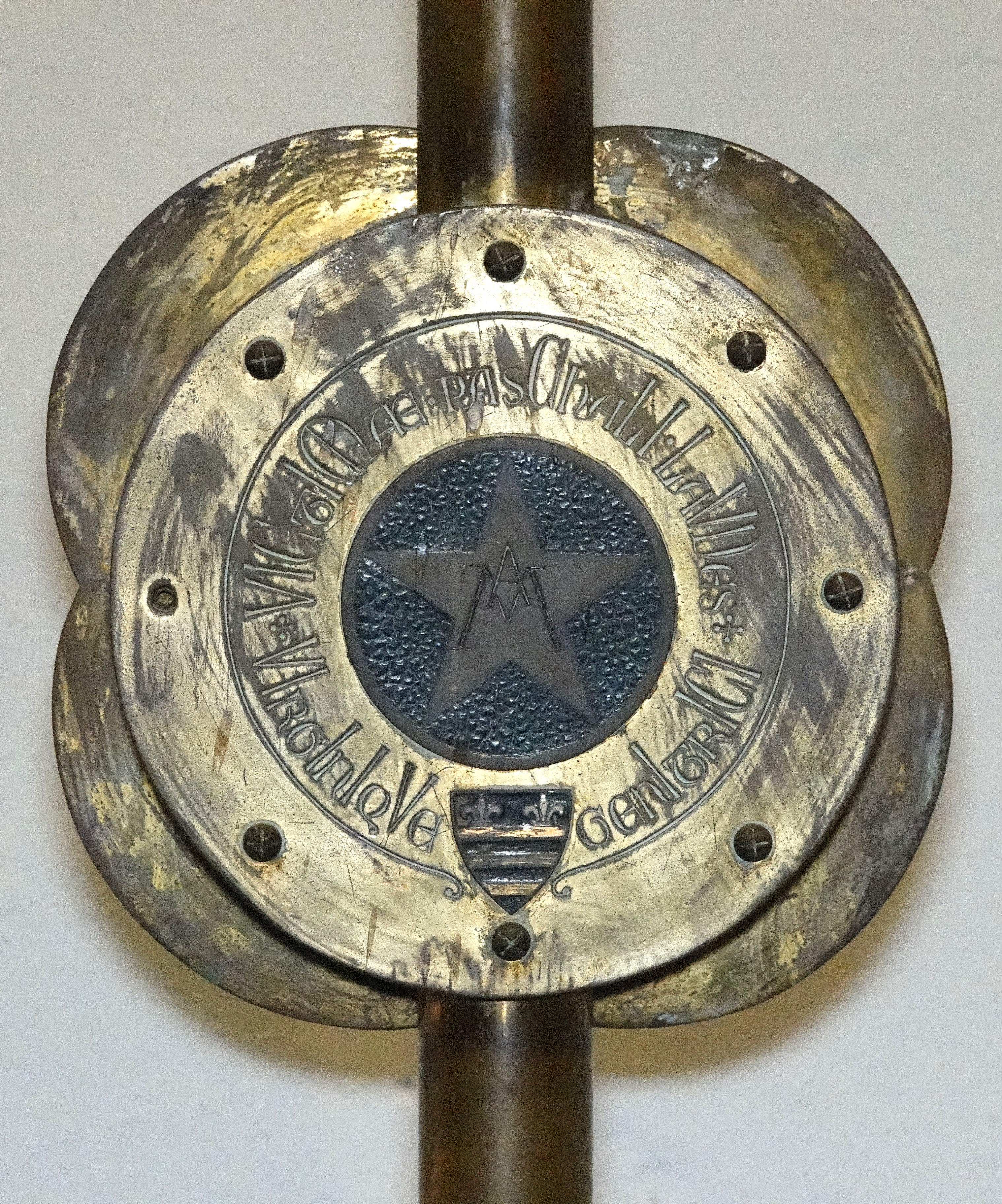
Revers du médaillon avec le blason de l'institution
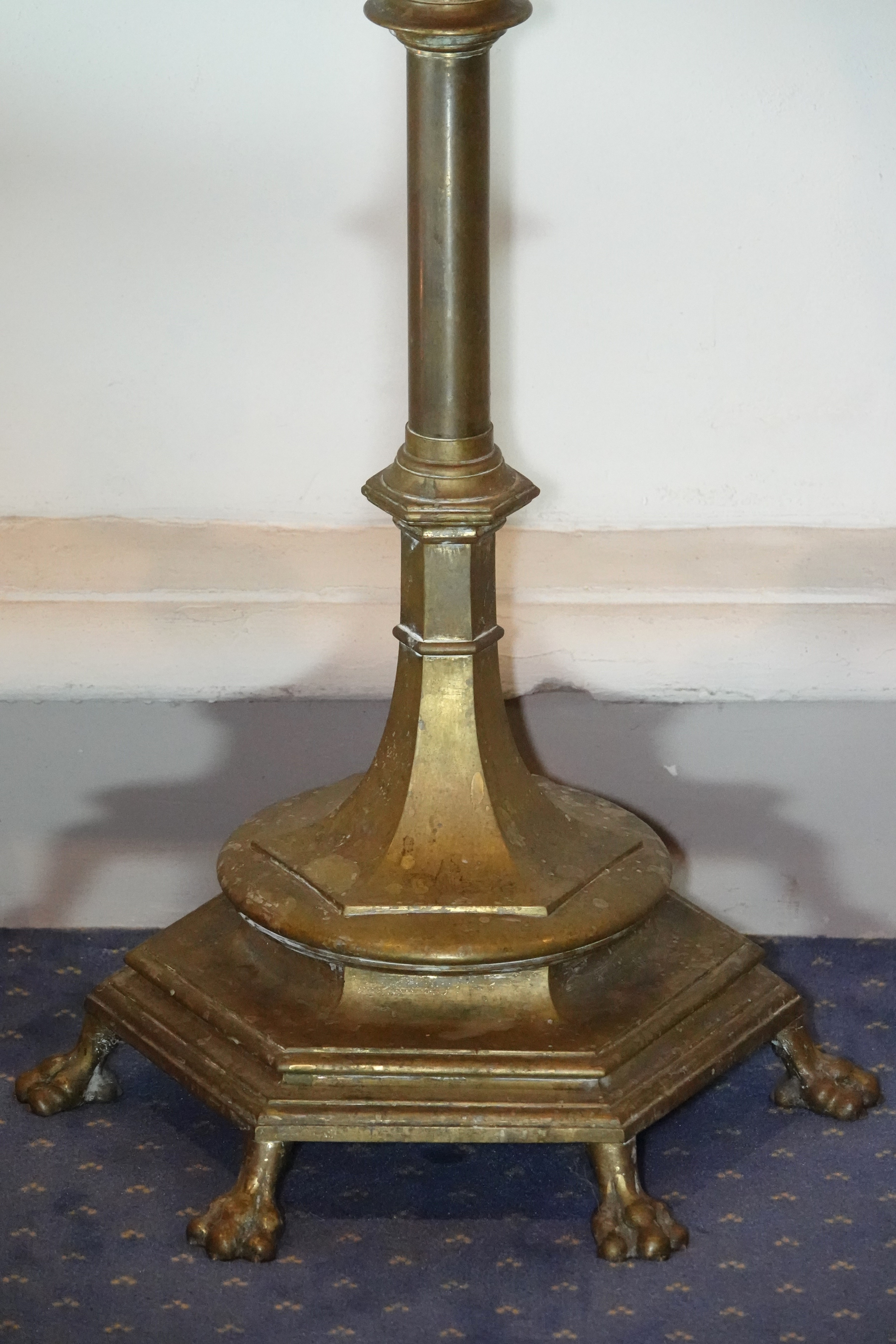
Piètement

- Tourcoing (Nord), cimetière principal : Sculptures en bronze sur la sépulture de la famille Sion-Arnould (vers 1930). Cette famille possédait une filature dont l'enseigne représentait "la Vierge fileuse". La cuivrerie a traduit fidèlement le dessin de cette Vierge fileuse en sculpture. L'ensemble fournit comprend la statue en question, un Christ en croix et la base de cette dernière, un coussin pour s'agenouiller, une auréole et quatre médaillons représentant les vertus théologales et le chrisme. La signature de la cuivrerie se trouve sur la terrasse de la statue de la Vierge.

Sculptures en bronze sur la sépulture de la famille Sion-Arnould au cimetière principal de Tourcoing.
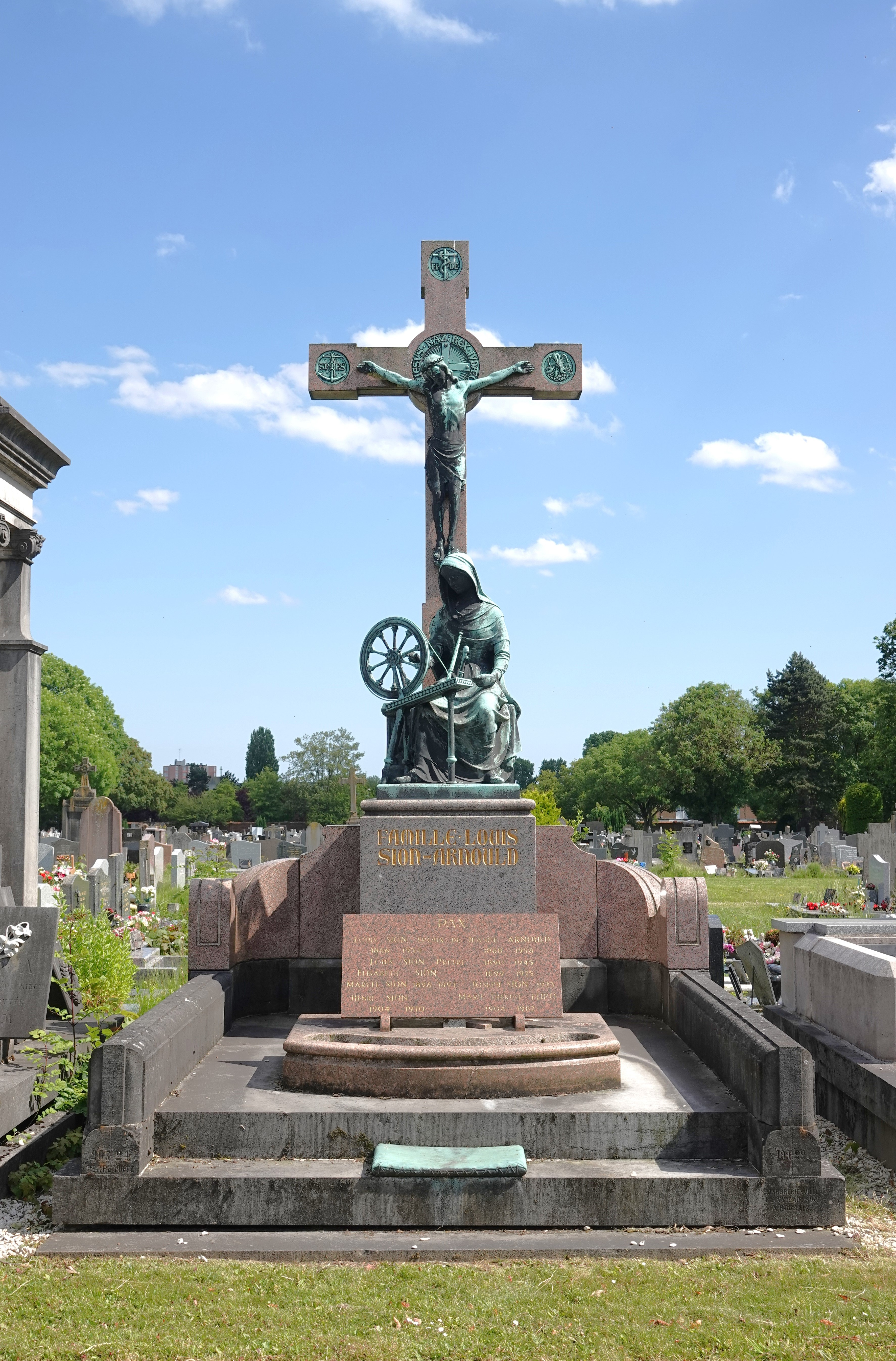
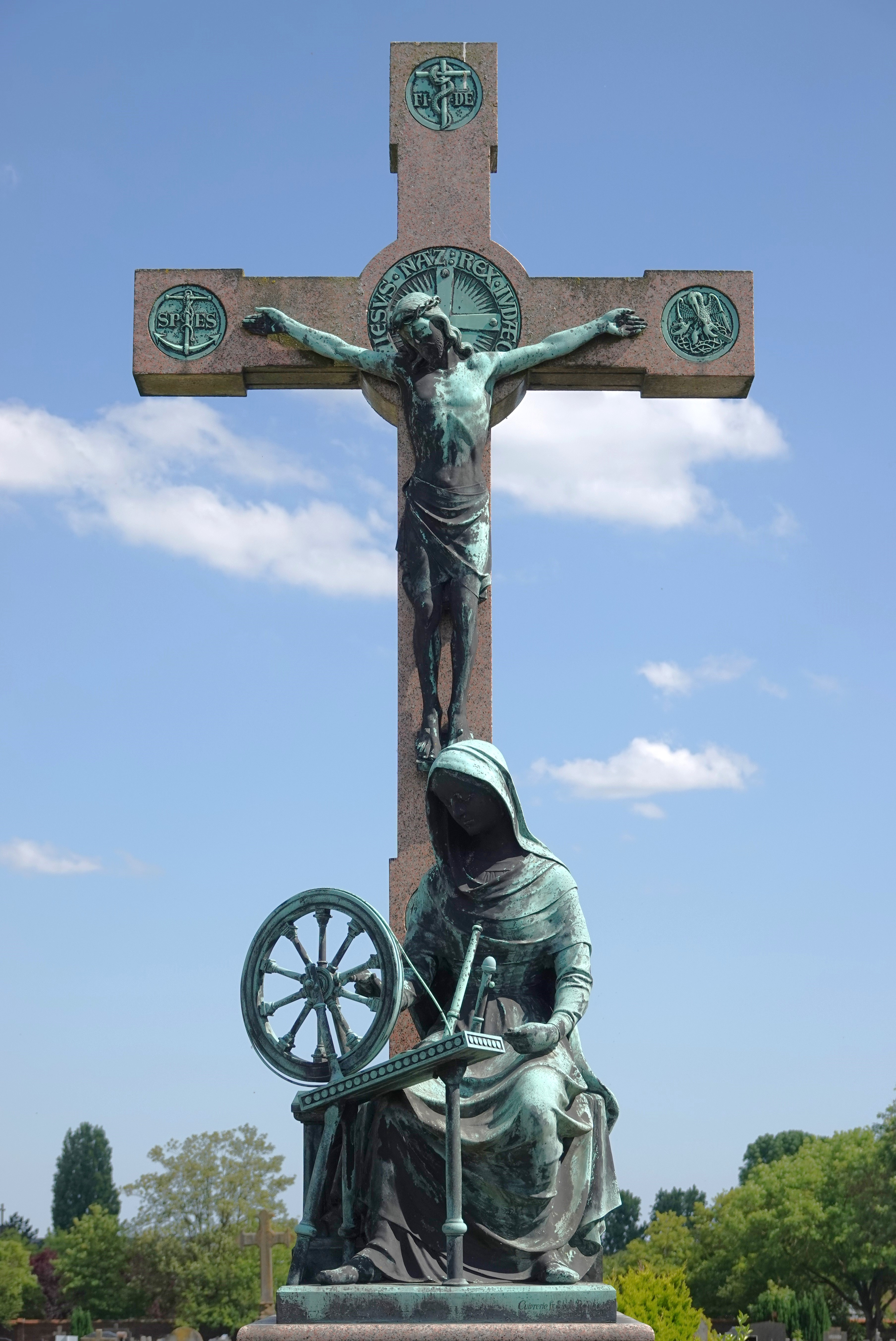
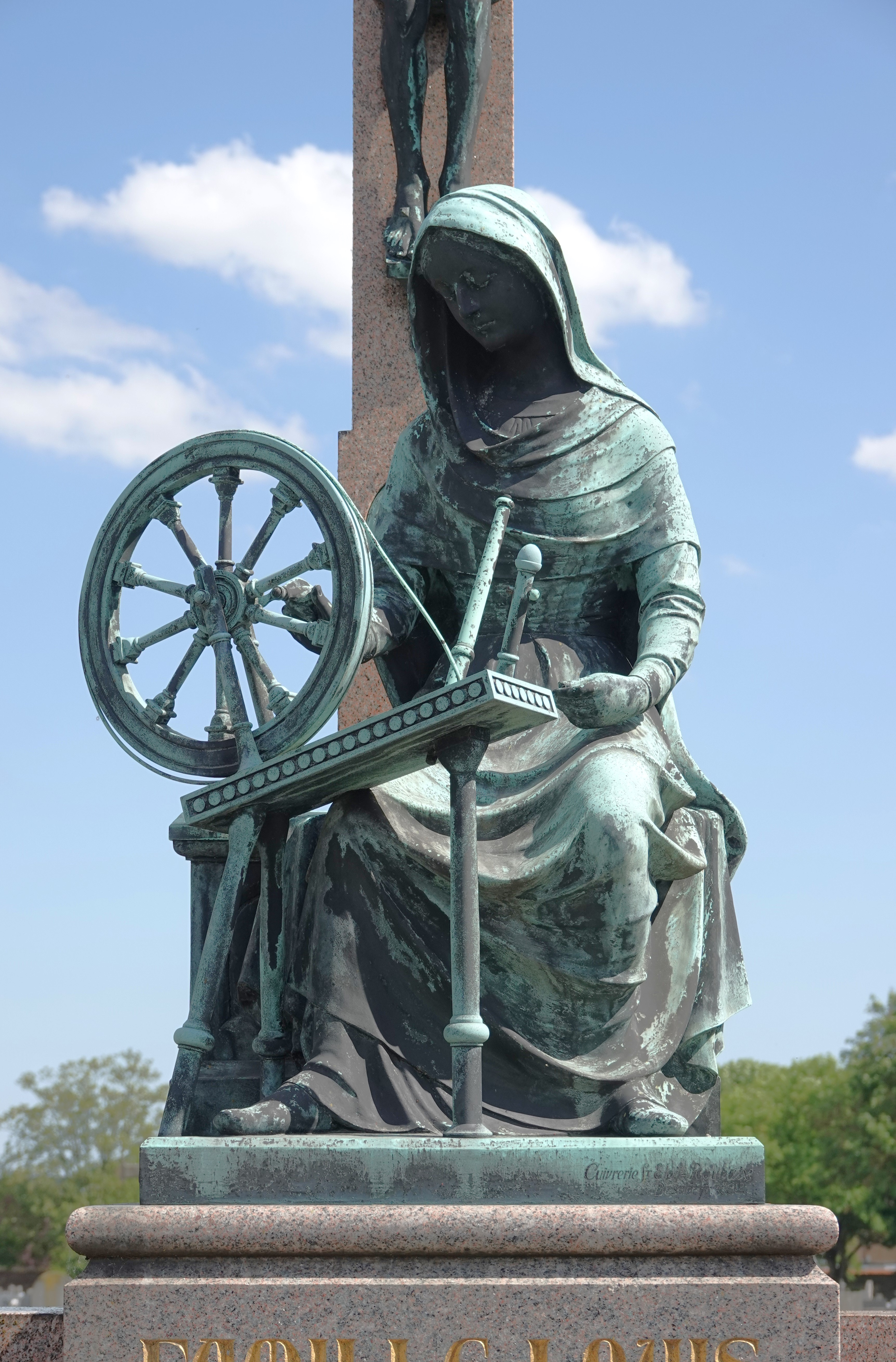
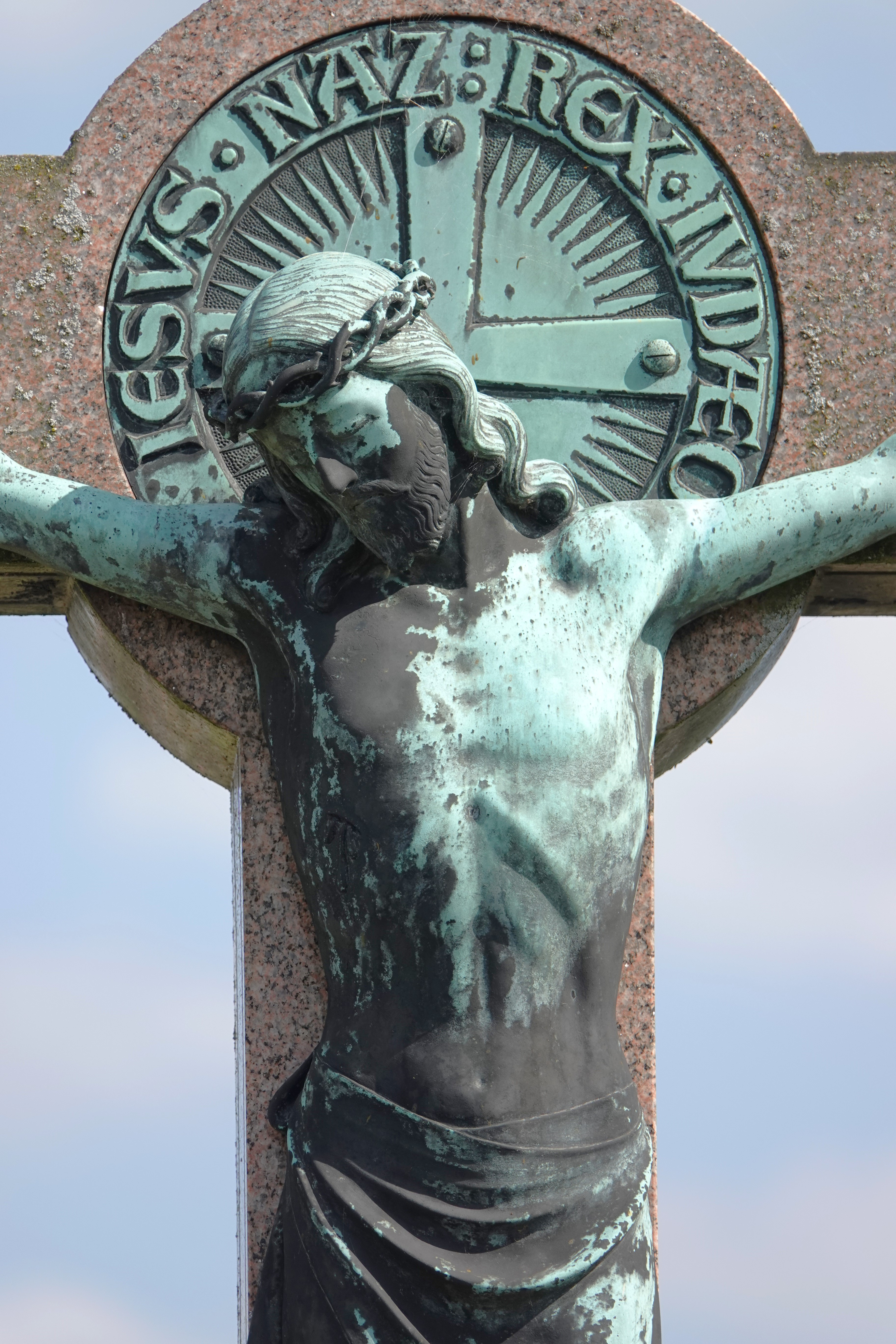
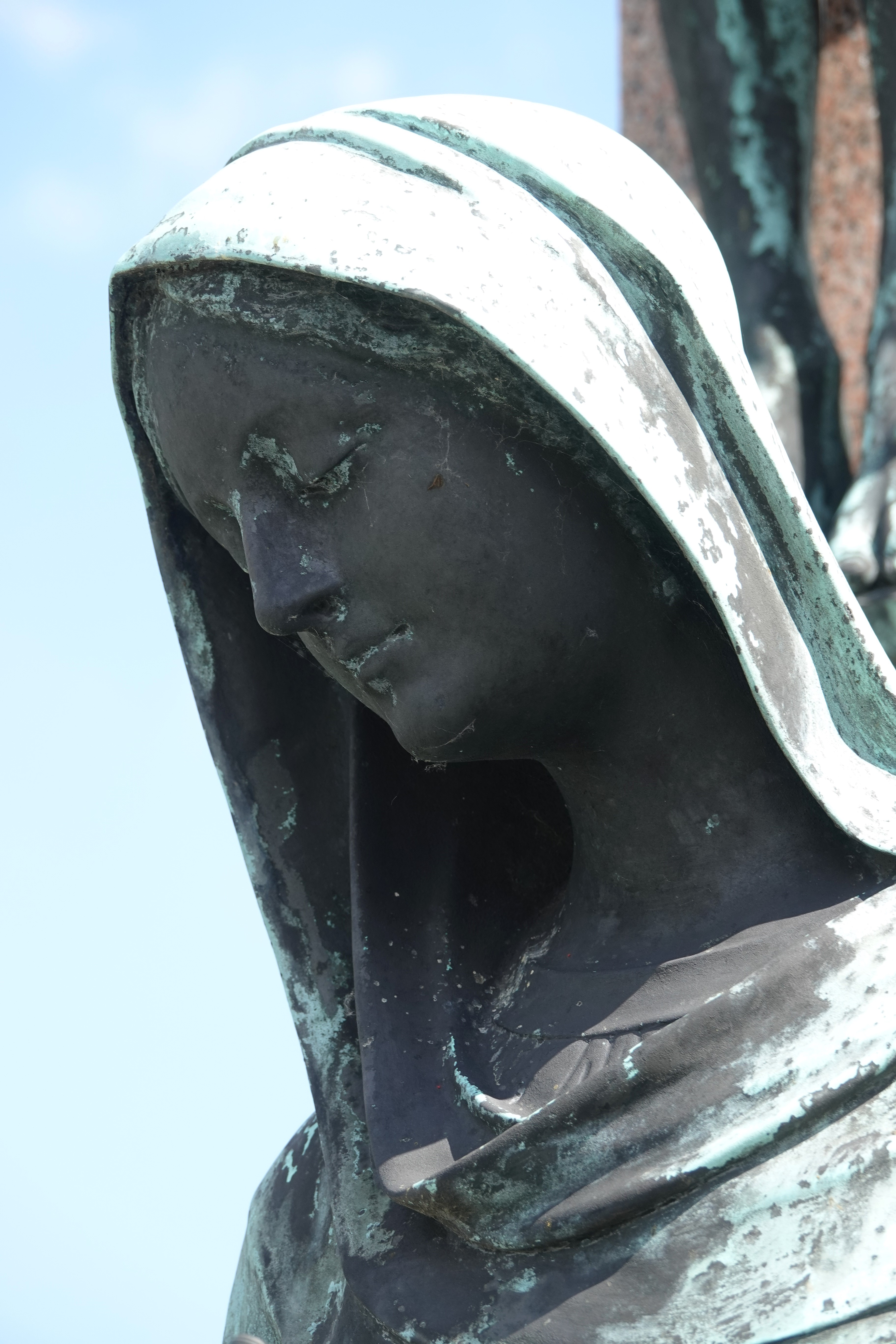
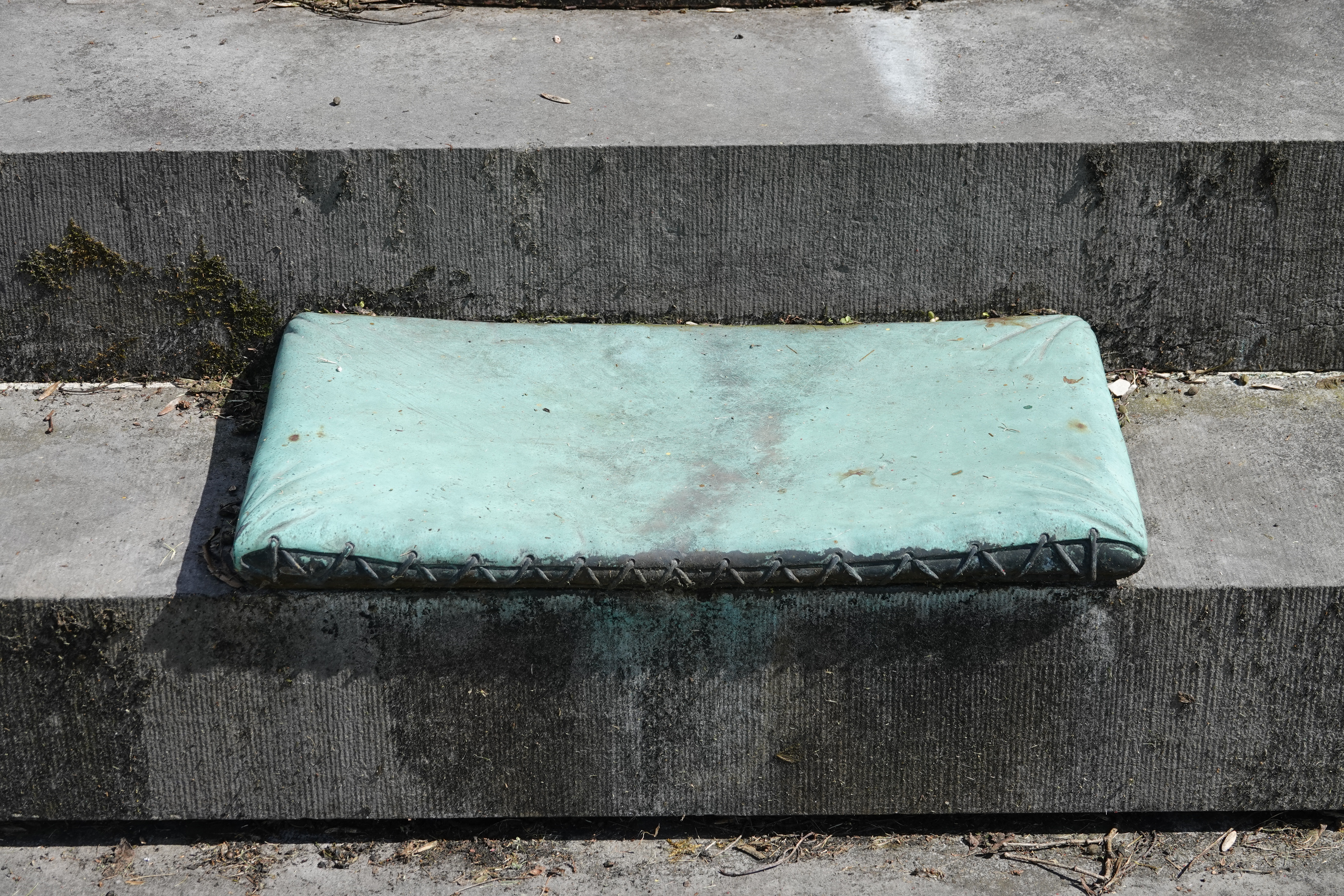

- Seclin (Nord), église Saint-Piat : 14 stations de Chemin de croix en plaques de laiton gravées (1931)[49]. Les dessins sont de Georges Trenteseaux qui fût professeur à l'école Saint-Luc de Tournai[50]. Les stations sont installées en 2006 à Seclin à la suite de la destruction de l'église Saint-Paul d'Haubourdin où elles étaient originellement placées.

Stations du chemin de croix de l'église Saint-Piat de Seclin
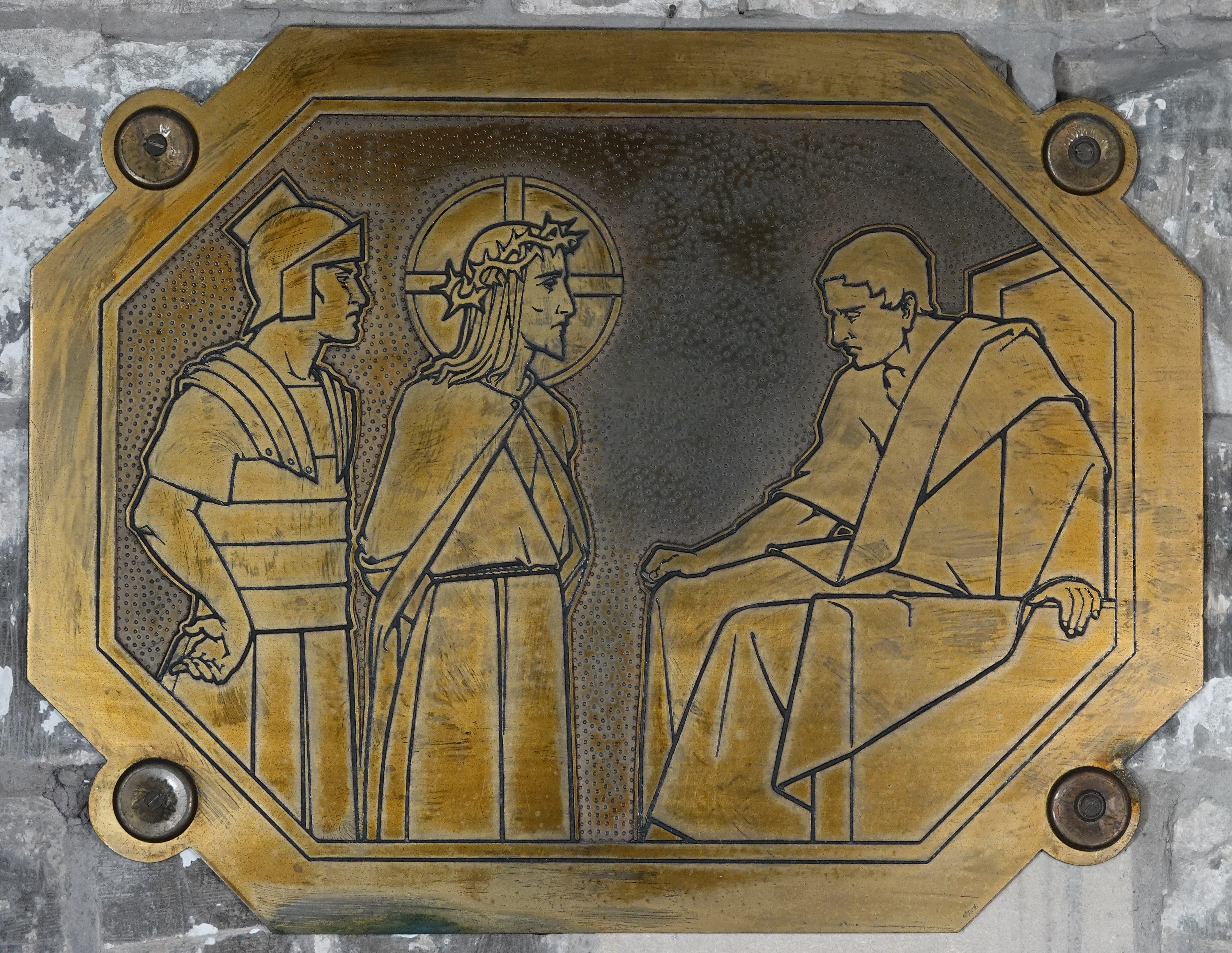
Station 01
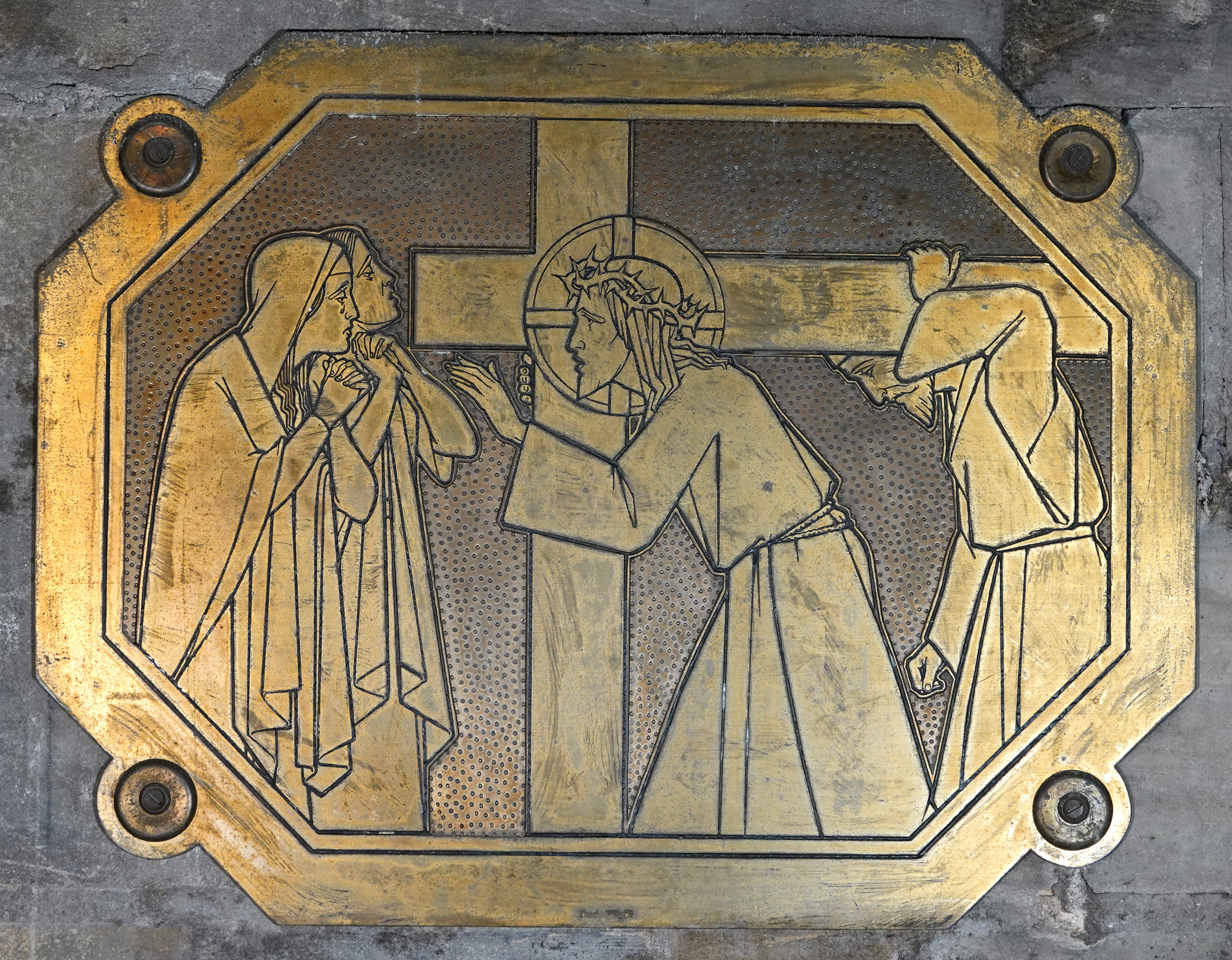
Station 08
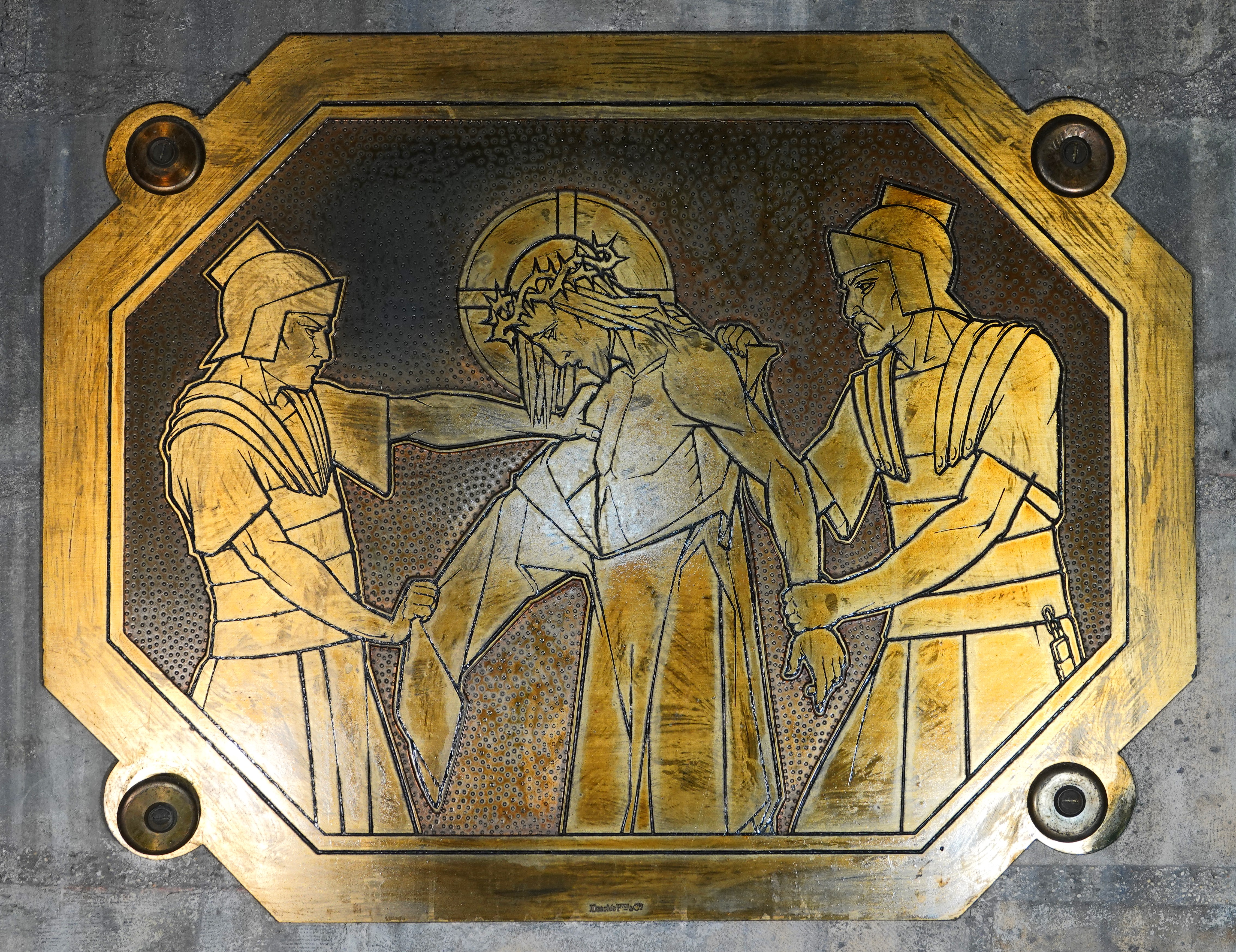
Station 10
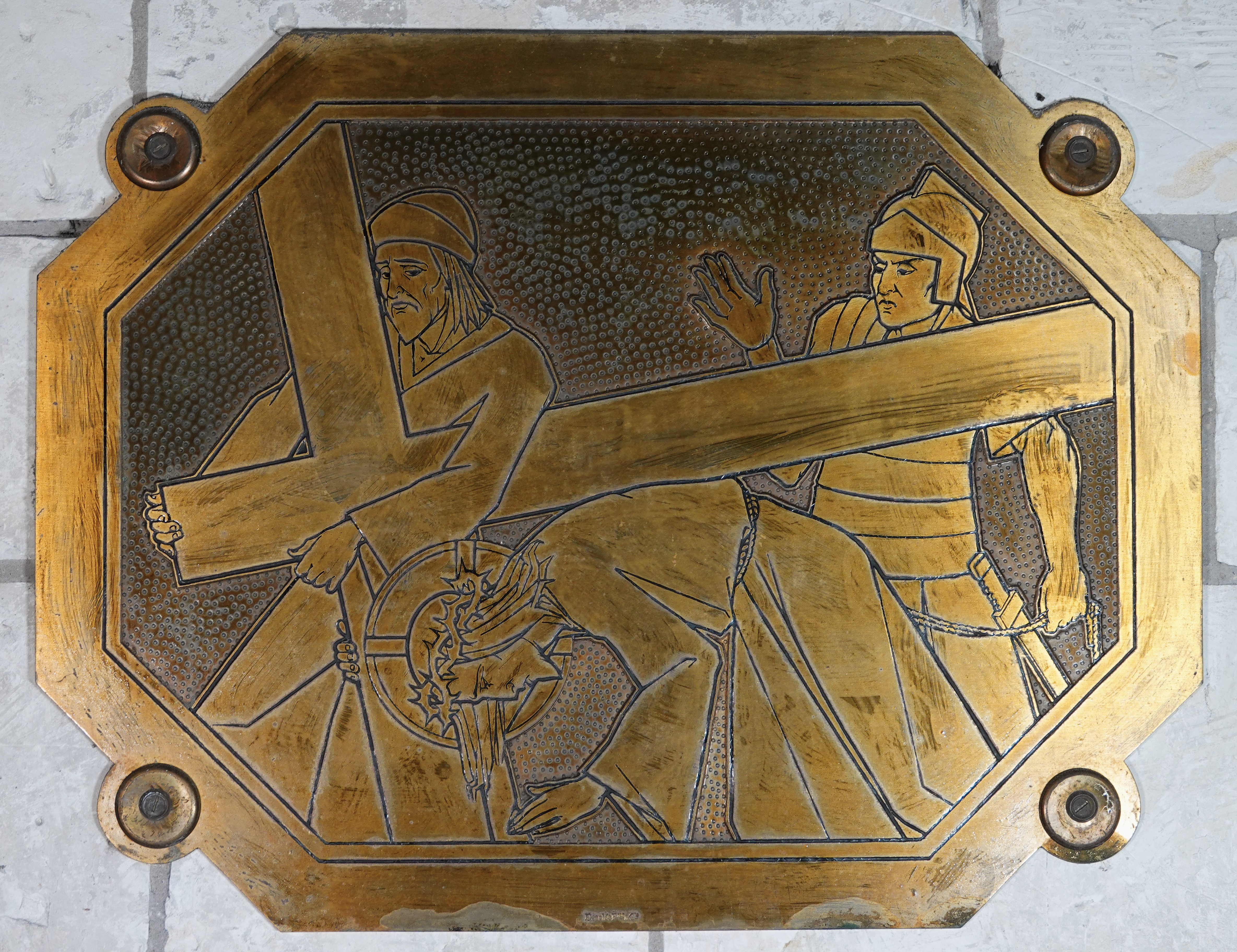
Station 07
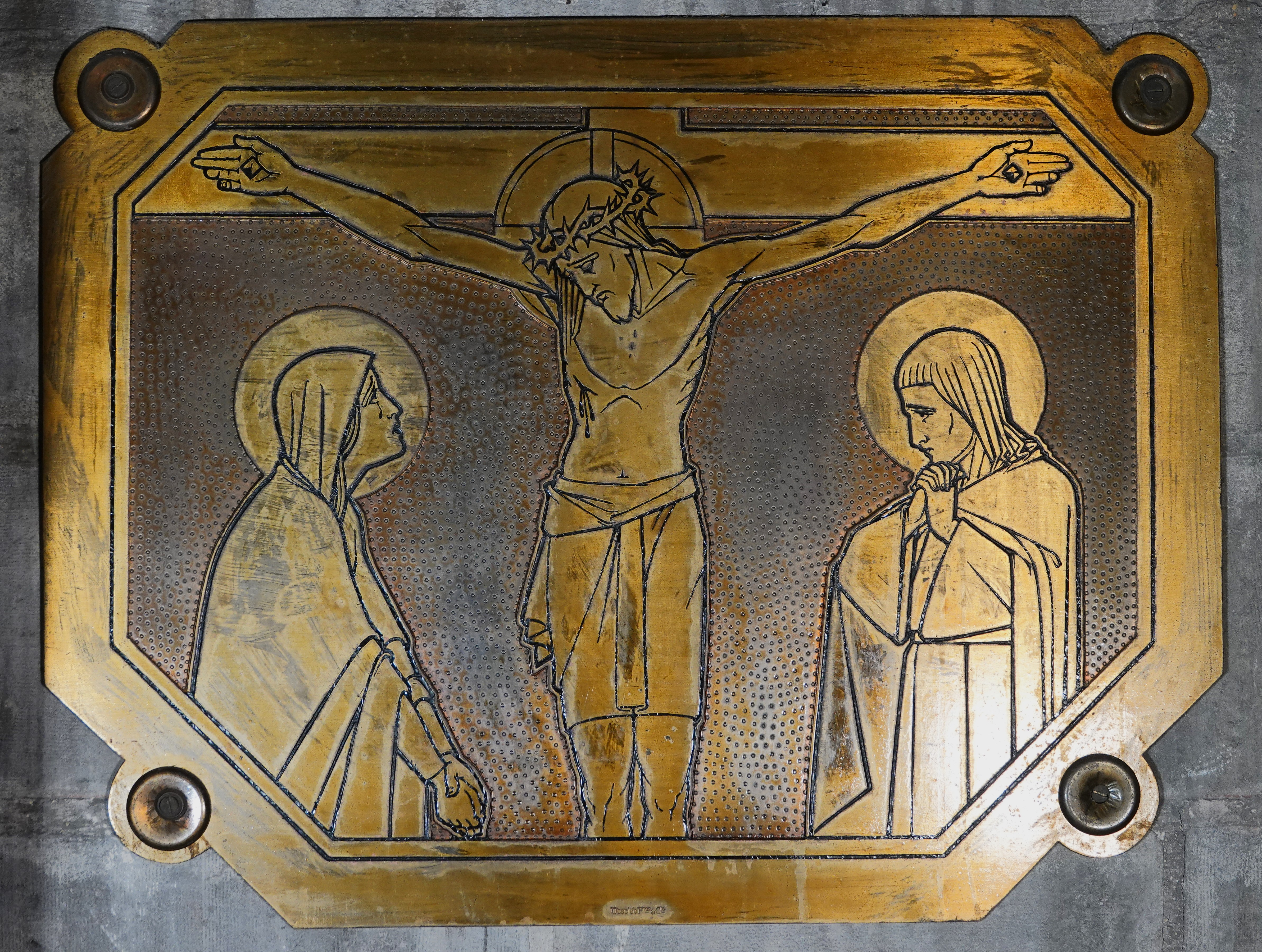
Station 12

- Louvroil (Nord), église de la Sainte-Trinité : "Ensembles d'objets et d'ornements" (1932)[51]
- Wattrelos (Nord), église Sainte-Thérèse : Couvercle des fonts baptismaux (1932)[52]

Couvercle des fonts baptismaux de l'église Sainte-Thérèse de Wattrelos
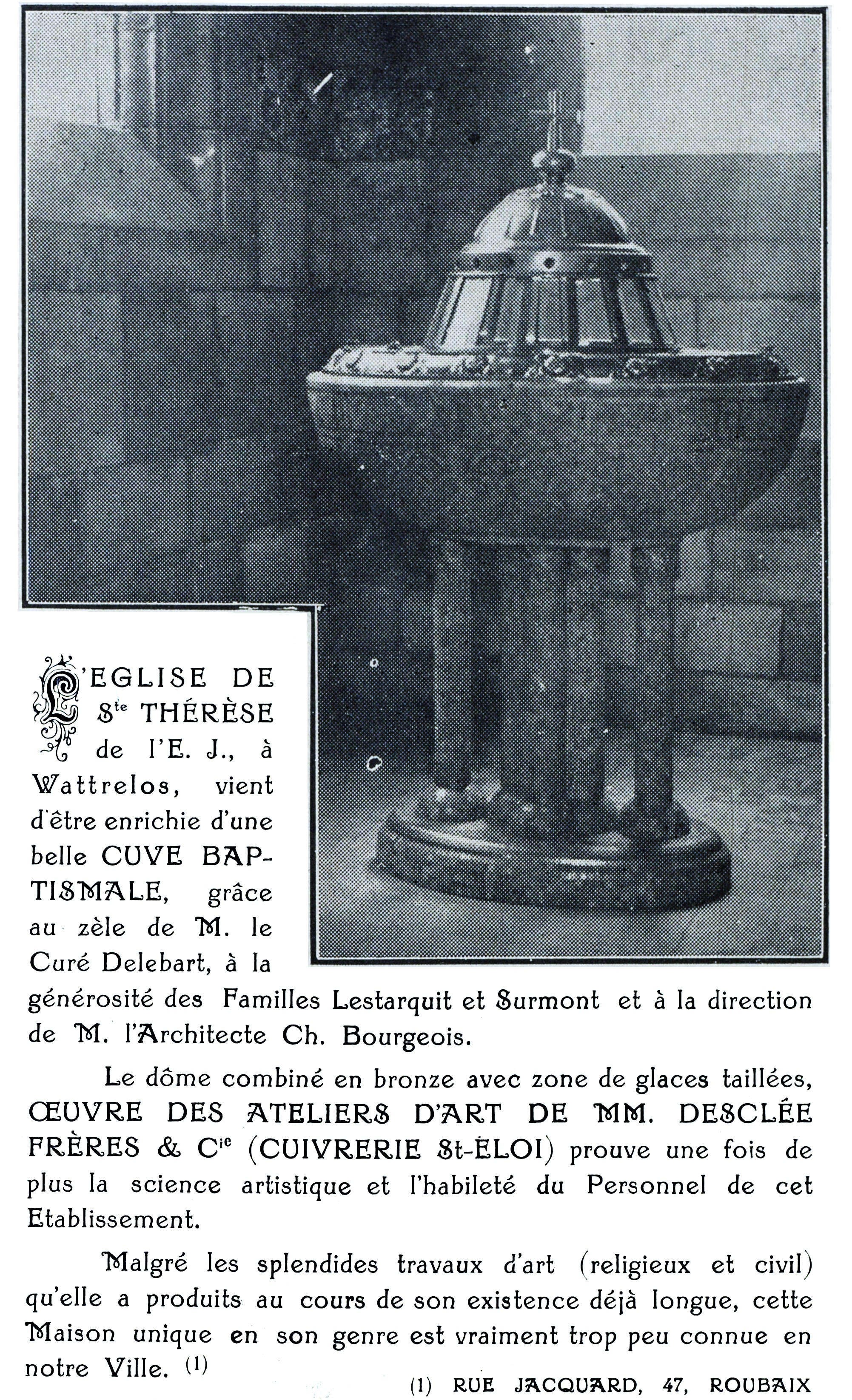
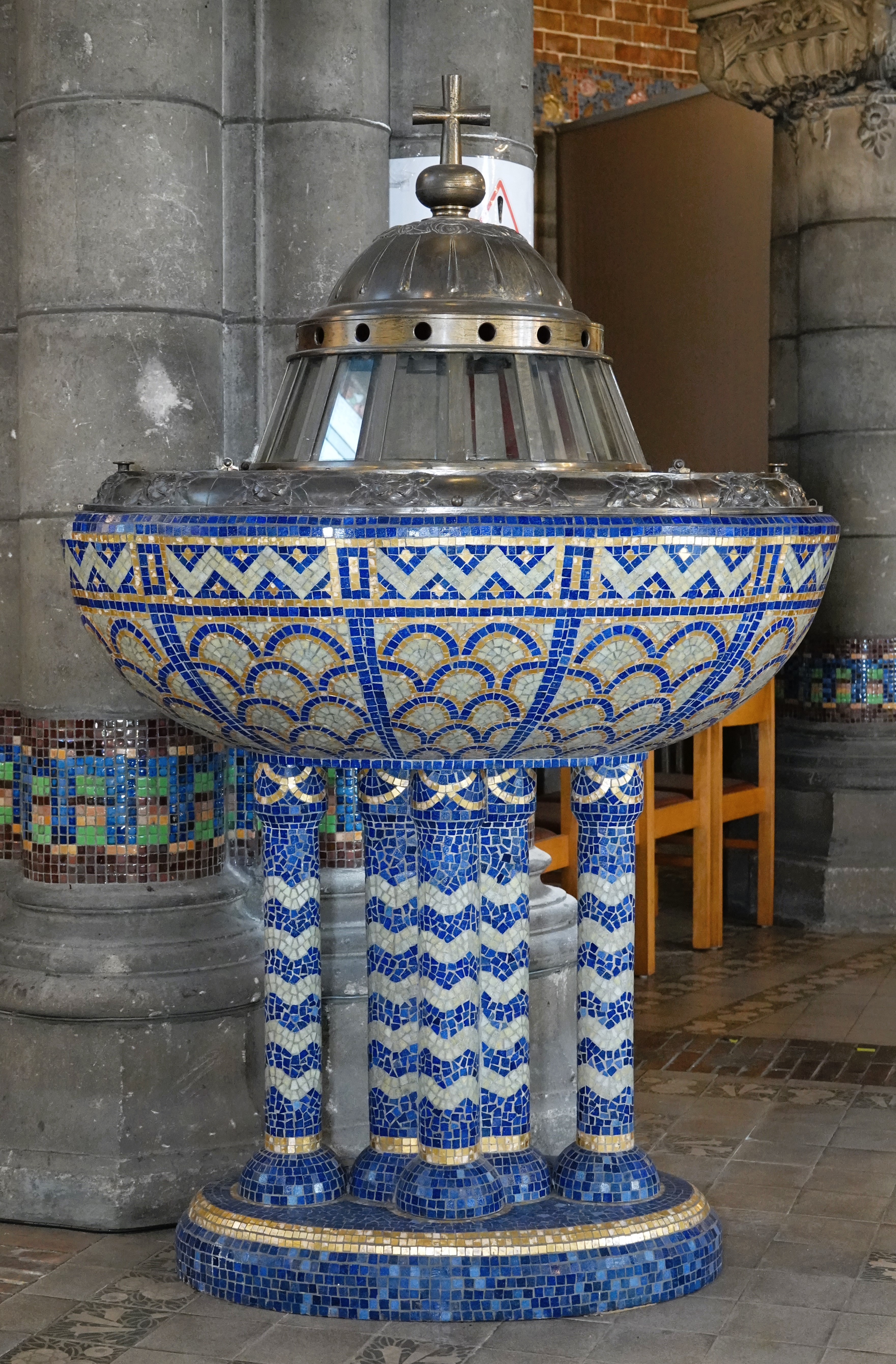
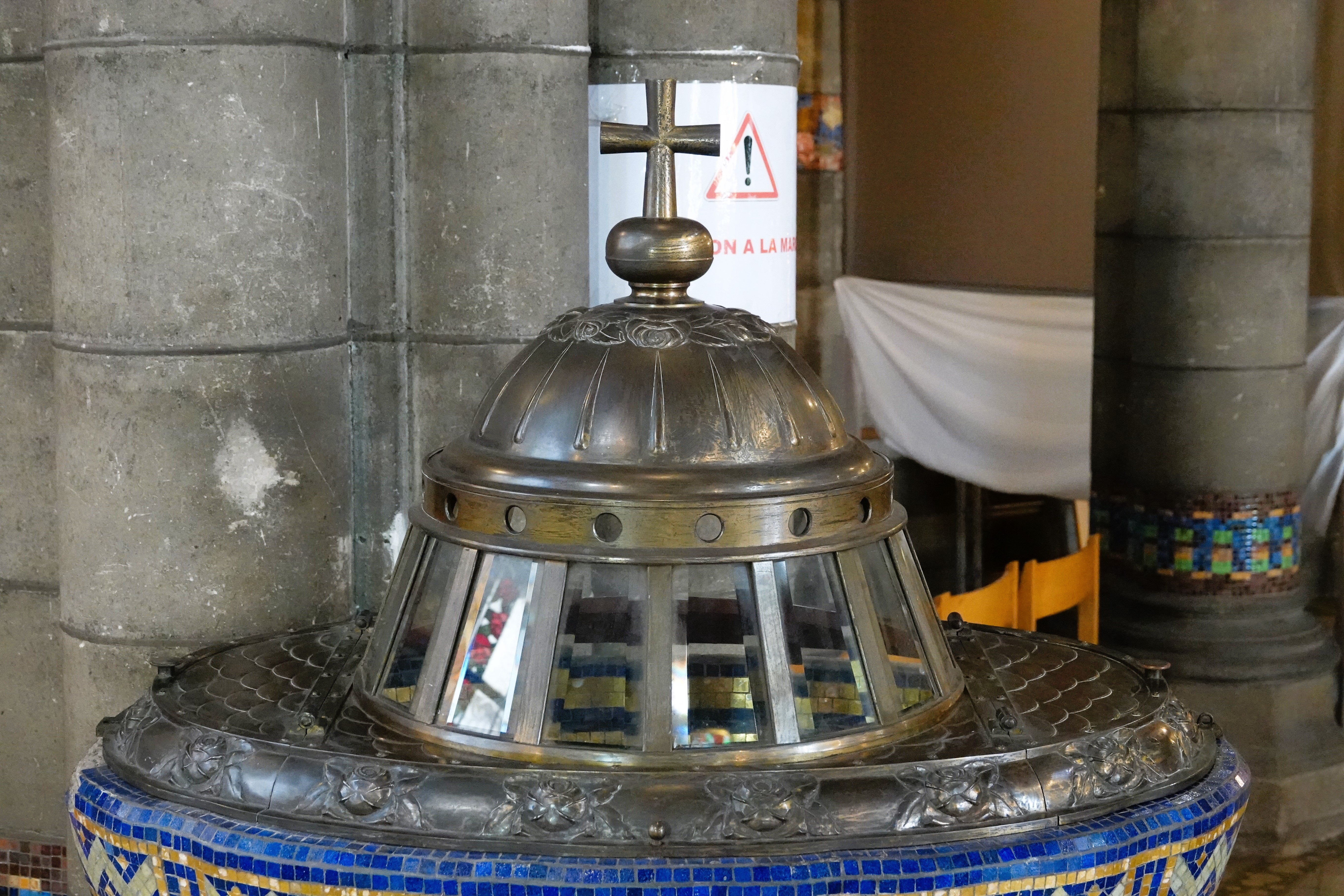
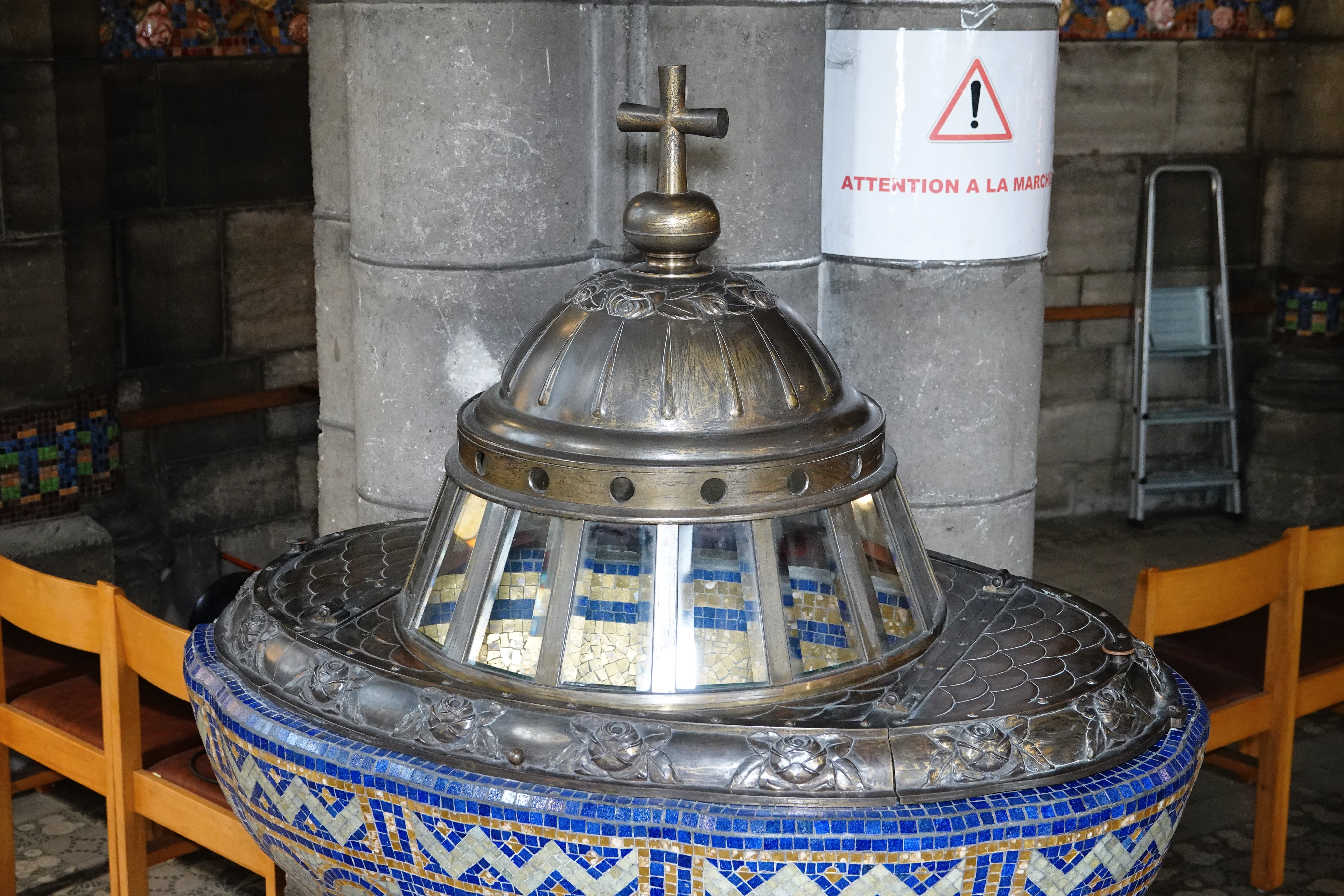
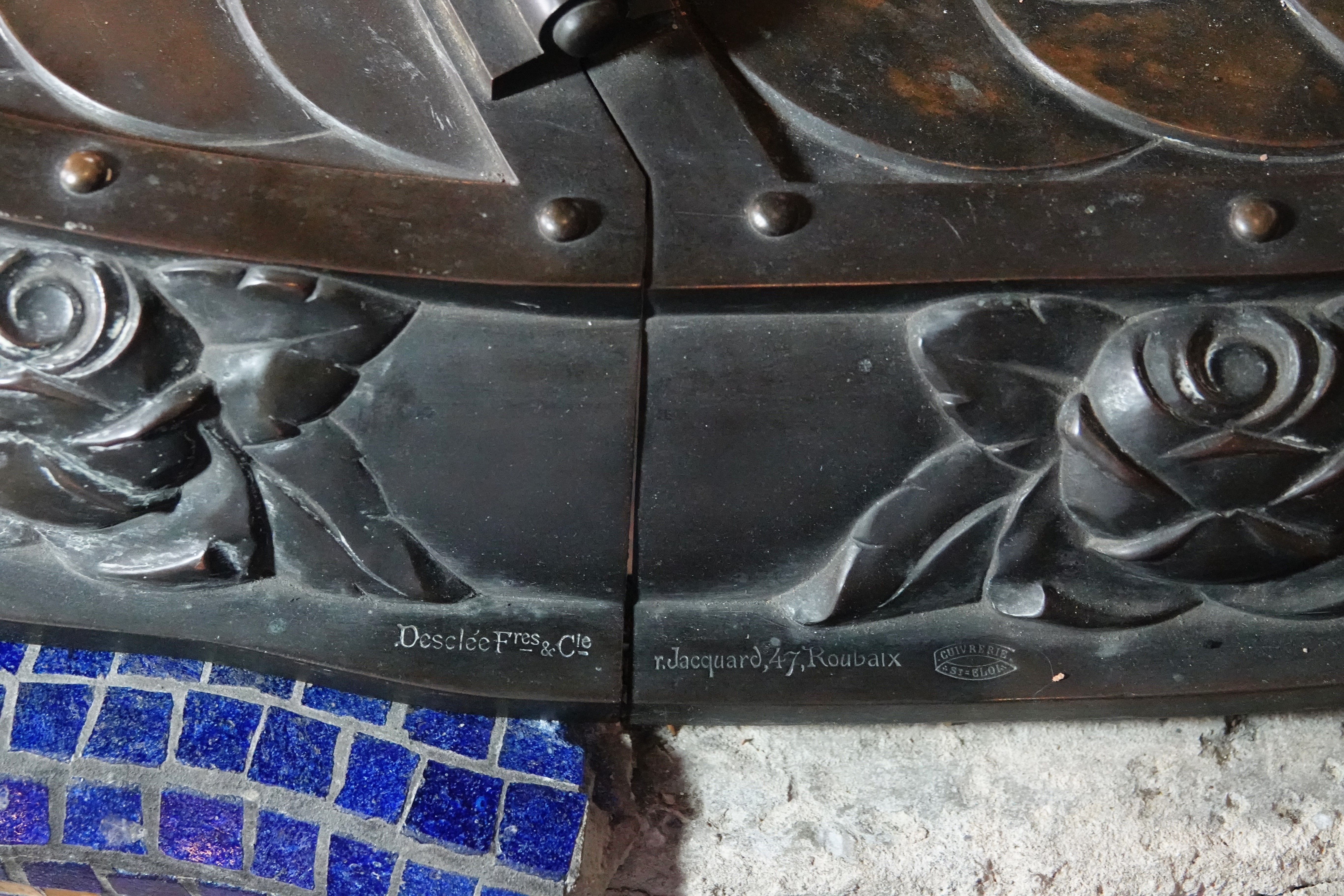

- Cysoing, église Saint-Calixte-Saint-Evrard : Châsse-reliquaire de Saint Evrard et châsse-reliquaire de Saint Calixte (vers 1935)[53]

Reliquaires pour l'église Saint-Calixte-Saint-Evrard de Cysoing
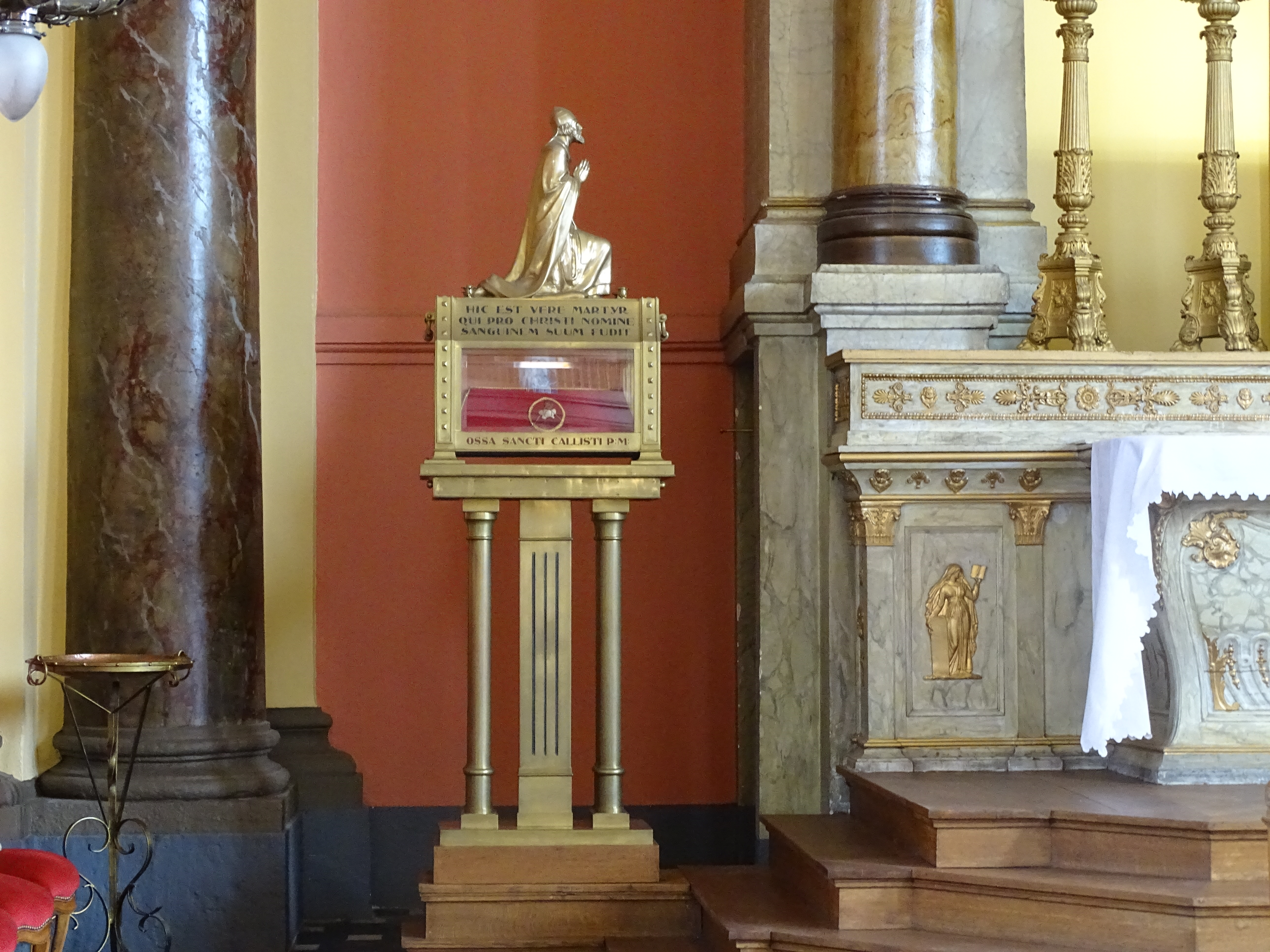
Reliquaire de Saint Calixte
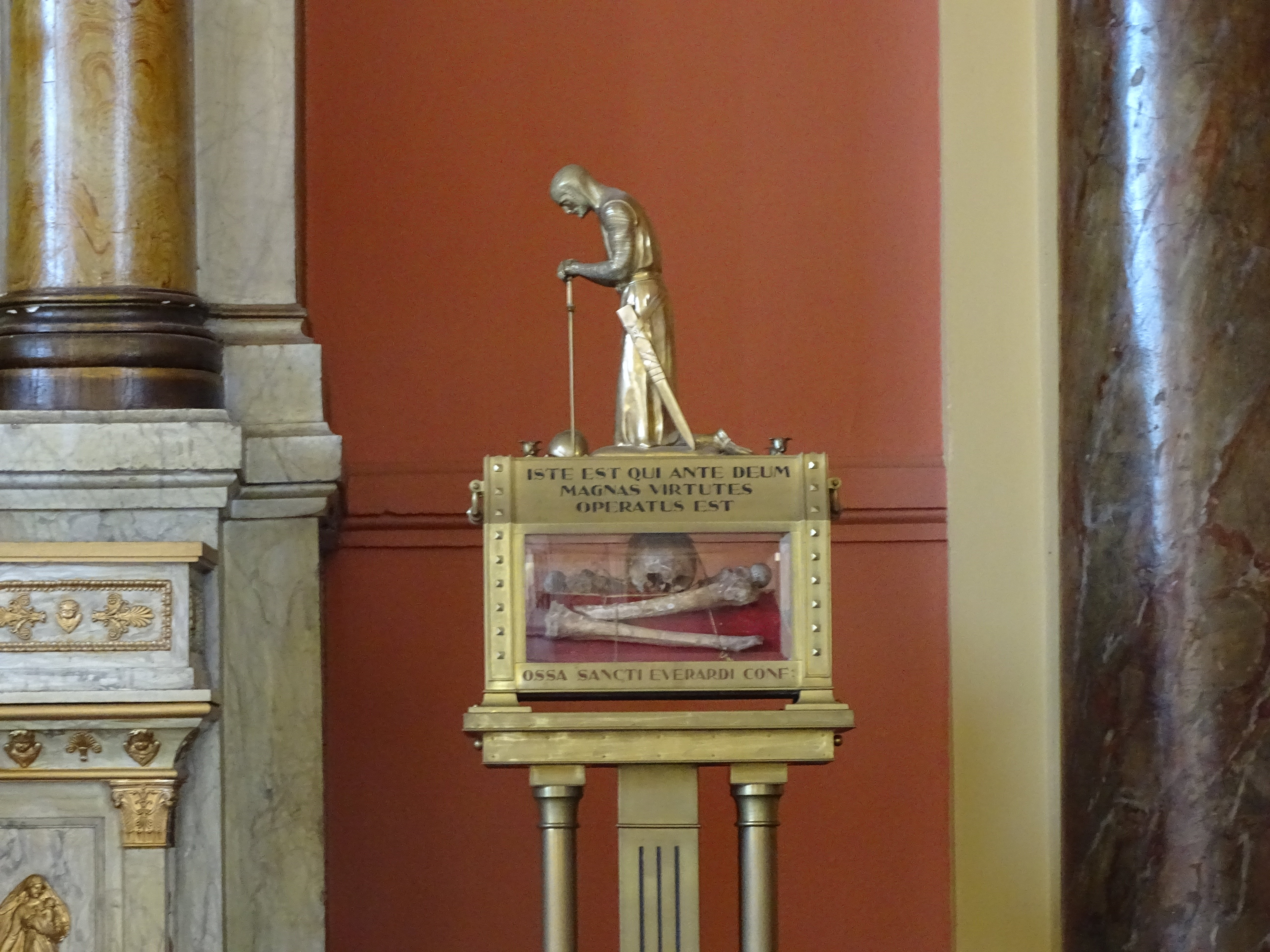
Reliquaire de Saint Évrard

- Lille (Nord), cathédrale Notre-Dame-de-la-Treille : Autel de Saint Pierre (1936)[54]

#### Les aigles lutrins
La manufacture réalise de grands aigles lutrins inspirés de ceux de la fin du Moyen Âge. Leur production ne semble pas commencer pas avant 1896 et les premiers exemplaires photographiés apparaissent dans un catalogue daté de 1903. En voici une liste (non exhaustive) :
- Tongerlo (Belgique), église abbatiale : Aigle lutrin daté de 1901[55]
- Marke (Belgique), église Saint-Brice : Aigle lutrin[56]

## Participations et récompenses aux expositions
- Exposition universelle, internationale et coloniale de Lyon de 1894 : médaille d'or[20].
- Exposition internationale et universelle d'Amsterdam de 1895 : médaille d'or[20],[57].
- Exposition internationale de Bruxelles de 1897 : médaille d'argent (classe 57 : bronzes d'art et d'ameublement) et diplôme d'honneur (classe 68 : art religieux)[20],[58]
- Exposition universelle de Gand de 1913

#### Généralités par ordre chronologique
- Louis Dranoël, « Exposition internationale de Bruxelles - CXVII Section française : L'éclairage et ses appareils. La compagnie de gaz de Roubaix... », Le Monde Industriel, Revue universelle illustrée, no 3,‎ 1898 (année n°3), p. 17-18 (lire en ligne)
- L.C. (Louis Cloquet ?), « Mélanges : L'art et l'autel », Revue de l'Art Chrétien,‎ septembre 1901, p. 418 et Planche IX (lire en ligne)
- G.T., « Quelques travaux du jour », Bulletin des métiers d'art : revue mensuelle d'architecture et d'arts décoratifs,‎ mars 1902, p. 285 (lire en ligne )
- L.C. (Louis Cloquet ?), « Chronique : Oeuvres Nouvelles : Fonderie Artistique de Roubaix - Statuette de la Vierge », Revue de l'Art Chrétien,‎ septembre 1903, p. 436-437 (lire en ligne)
- K., « Foyers en cuivre », Bulletin des métiers d'art : revue mensuelle d'architecture et d'arts décoratifs,‎ juillet 1904, p. 8 (lire en ligne )
- Joseph Hoppenot, La Sainte Vierge dans l'Histoire, dans l'art, dans l'âme des saints et dans notre vie, Lille et Paris, Société de Saint-Augustin / Desclée de Brouwer et Cie, 1904, 386 p. (lire en ligne), chap. 4 (« La Sainte Vierge dans notre vie »), p. 328
- Joseph Hoppenot, Le crucifix dans l'Histoire, dans l'art, dans l'âme des saints et dans notre vie, Lille et Paris, Société de Saint-Augustin / Desclée de Brouwer et Cie, 1905, 378 p. (lire en ligne), p. 306-307
- A.C., « Une garniture de cheminée », Bulletin des métiers d'arts : revue mensuelle,‎ novembre 1905, p. 142-146 (lire en ligne)
- Jules Helbig, Le baron Bethune : fondateur des écoles Saint-Luc, Lille, Desclée, DeBrouwer et Cie, 1906, 400 p. (lire en ligne), p. 391 et planche XLIV
- Th. Bondroit, « La participation tournaisienne », Bulletin des métiers d'art : revue mensuelle d'architecture et d'arts décoratifs,‎ novembre-décembre 1913, p. 374-380 (lire en ligne)
- Dr Desmons, « Chronique d'art », Revue tournaisienne, vol. 9,‎ 1913, p. 86 (lire en ligne)
- Chanoine H. Vandame, Recueil de la Société d'études de la province de Cambrai, vol. 5, t. 2 : Notre-Dame de la Treille - Documents et notes d'Histoire locale, Société d'études de la province de Cambrai, 1920 (lire en ligne)
- Lucien Marchant, L'Institution libre de Marcq-en-Baroeul, 1840-1940, premier collège libre de plein exercice, Lille, S.I.L.I.C., 1948, 400 p. (lire en ligne), p. 388-389 et 392-396
- Baron Serge le Bailly de Tilleghem, « Deux projets de luminaires pour la basilique de Bon-Secours », Cercle d'Histoire et d'Archéologie des Deux Vernes, no 3,‎ mars 1997, p. 7-9
- Ludovic Nys et Ignace Vandevivere, « A propos de l'aigle-lutrin de Saint-Nicolas de Tournai (1383), conservé au Musée de Cluny à Paris. Copies, faux et variations néo-gothiques. Etude d'un cas: les bronzes d'art de la Cuivrerie Desclée Frères & Cie, Tournai-Roubaix. », Revue des archéologues et historiens d'art de Louvain, vol. 30,‎ 1997, p. 31-60
- Gilles Maury (préf. Roland Recht, photogr. Siméon Levaillant), Le Baron Béthune à Roubaix. L’église Saint-Joseph et le couvent des Clarisses, Tourcoing, Invenit, 2014, 160 p. (ISBN 978-2-918698-61-6), p. 49-54
- Marc Belvaux, Les Desclée et Desclée de Maredsous, vol. LXIX, t. 1, Association royale, Office généalogique et héraldique de Belgique, 2016 (ISBN 978-2-870-18103-4), p. 201-204

#### Catalogues/Albums commerciaux anciens
L'entreprise a édité plusieurs catalogues au cours de sa période d'activité. Plusieurs sont désormais accessibles en ligne : 
- Desclée Frères et Cie, Appareils d'éclairage - Cuivres artistiques, Roubaix, janvier 1889 (lire en ligne)

Catalogue daté de janvier 1889 - extraits

- Manufacture d'appareils artistiques d'éclairage - Desclée Frères & Cie - Société du Gaz de Roubaix, janvier 1896, 94 p. (lire en ligne)

La fondation Bethune sise au château de Marke en Belgique possède une demi-douzaine de catalogue de la cuivrerie datant des années 1890 à 1910 environ. Ils sont consultables sur place. La fondation possède également d'autres documents soulignant les liens entre la cuivrerie et le Baron Jean-Baptiste Béthune (lettres personnelles, articles...).